# Seznam zkratek ve výpočetní technice
Seznam zkratek ve výpočetní technice uvádí některé zkratky, často používané v oblasti výpočetní techniky. Takových zkratek je velmi mnoho, vznikají převážně z prvních písmen delších anglických názvů (není to vždy pravidlem), a jsou vhodné jak k lepšímu zapamatování, tak k samotné práci s názvem (kupříkladu lépe je zapamatovatelné HSDPA, nežli High-Speed Downlink Packet Access).
Některé zkratky technologií a zařízení vzniknou, nějakou dobu se užívají, a posléze upadají v zapomnění, neboť jsou překonány novější technologií, a ta již nese jiný název, a potažmo i zkratku. Jednou takovou je např. ARP – Autoradiopuhelin. Naproti tomu existují zkratky, které od svého vzniku nezaznamenaly žádných změn, a užívají se dodnes. Příkladně CPU – Central Processing Unit.
Pak jsou také technologie a zařízení, které se jen modernizují, a jejich zkratky tak nabývají na objemu. Například ROM – EEPROM. Některá zařízení mají stejnou zkratku, ovšem jiný název: SSD – Solid State Drive, a Seven Segment Display.
Jsou i zkratky, které se dají vyslovovat jako akronym, příkladně DOS – Disk Operating System („dos“), a nemusí se tedy hláskovat jako třeba MBR – Master Boot Record („em“ „bé“ „er“). Existují i takové, u kterých si už ani nepřipouštíme pojem zkratky, a zdomácněly jako samostatné slovo, příkladně PIN – Personal Identification Number („pin“), nebo Modem – Modulator Demodulator („modem“).
K lepší orientaci slouží tento abecední seznam; vzhledem k množství zkratek nemůže být úplný. Zkratky jsou děleny dle kategorií, ve kterých se vyskytují. Ovšem jsou i takové, které se vyskytují ve více kategoriích, ale v tomto seznamu jsou uvedeny pouze jednou, a to v té kategorii, ve které se s nimi lze setkávat nejčastěji, nebo jsou obecně nejvíce zažité.

## Bezdrátová spojení, družicové polohové systémy a technologie

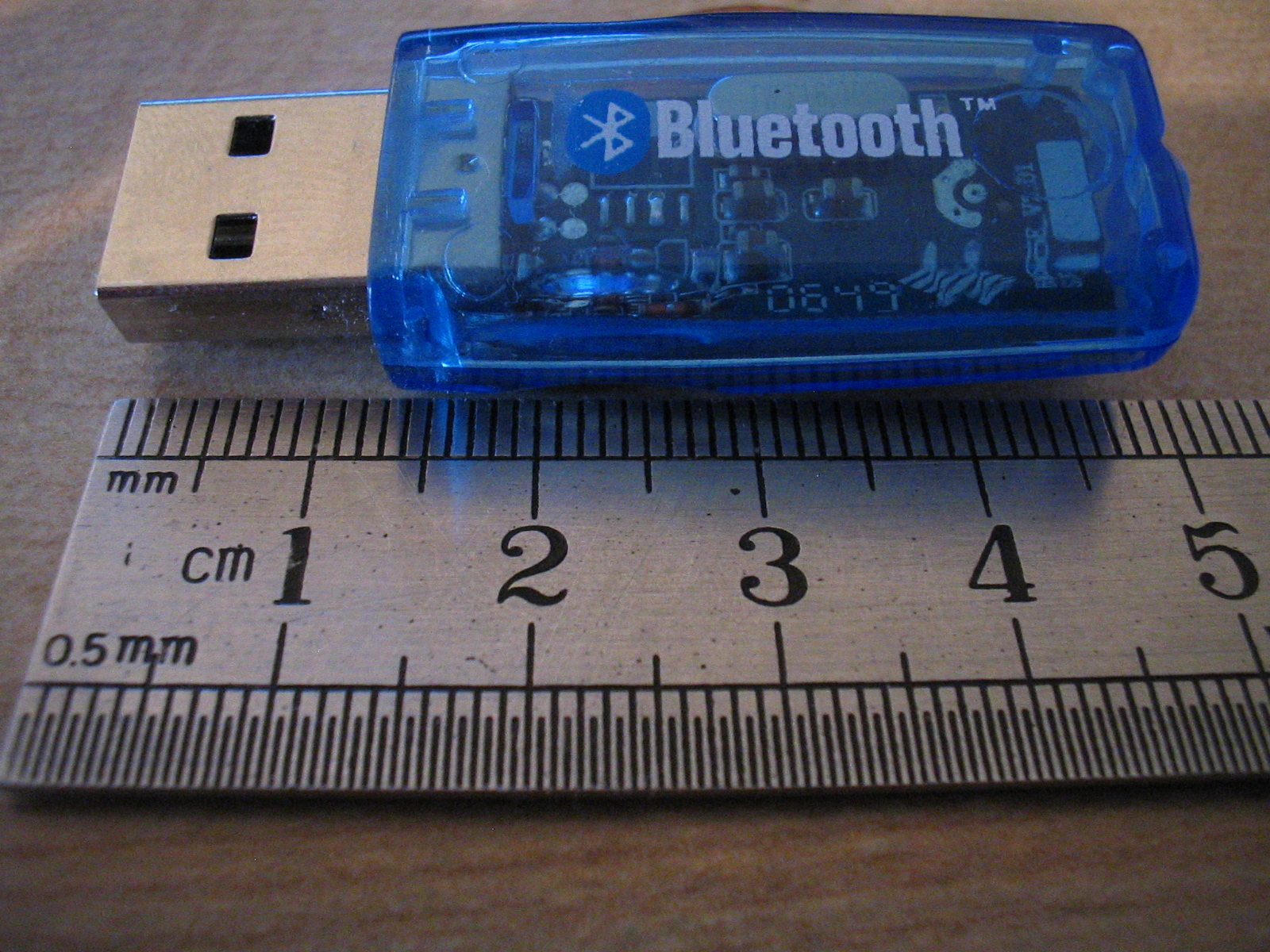
Typycký externí bluetooth adaptér, připojitelný k zařízením skrze USB port.

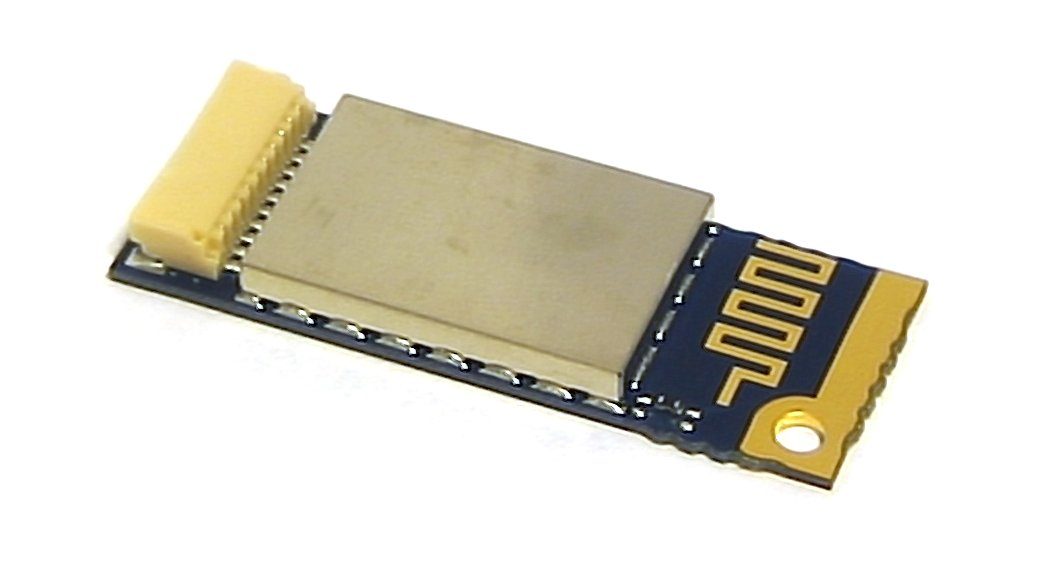
Interní bluetooth adaptér kterými jsou osazovány laptopy.

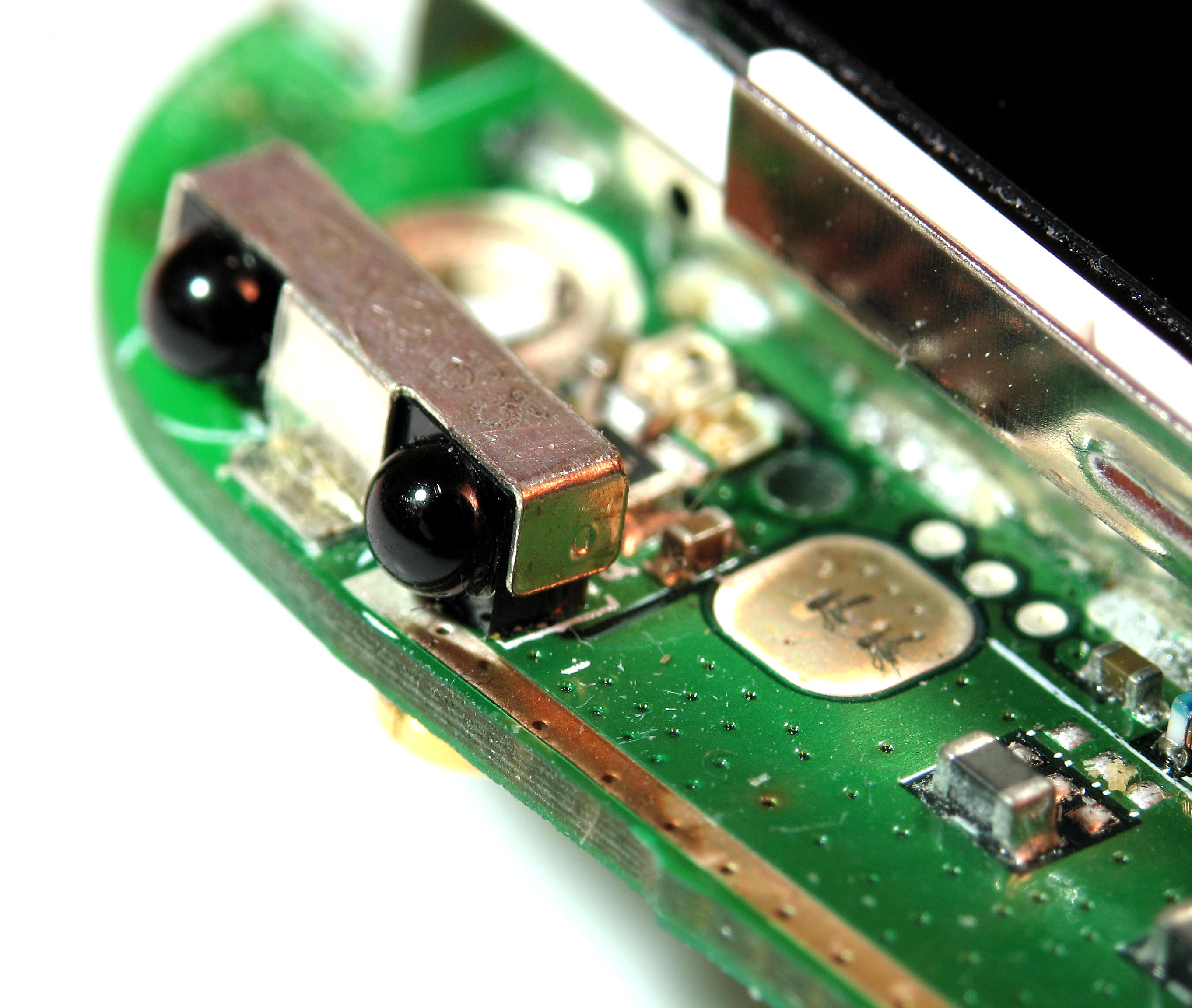
Detail IrDA portu, na kterém je zřetelně vidět infračervená vysílací dioda, a přijímací fotodioda.

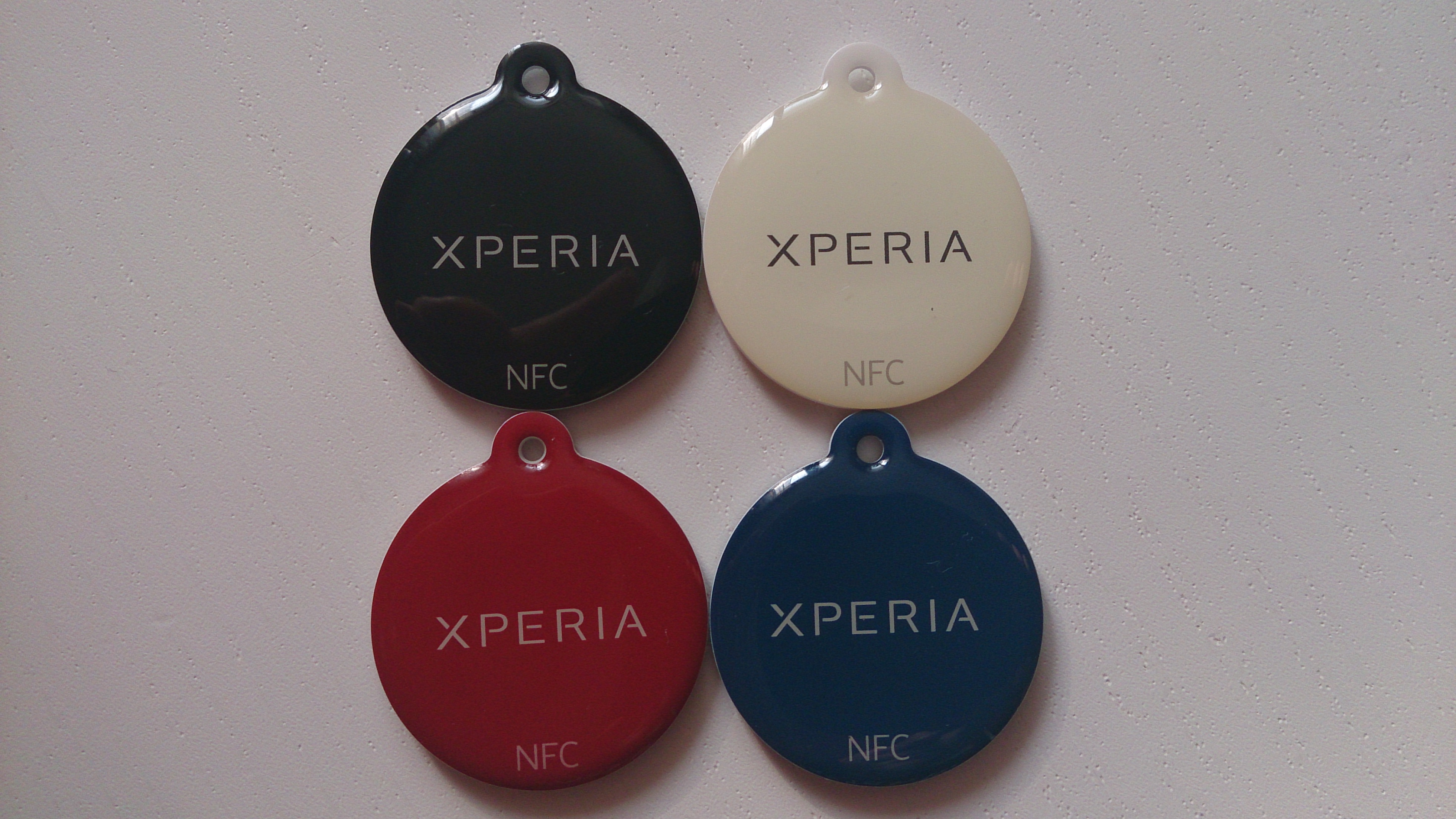
Originální NFC štítky k telefonům Sony Xperia, které mají za účel při kontaktu s telefonem přenastavení schématu telefonu. (Vyzvánění atd.)

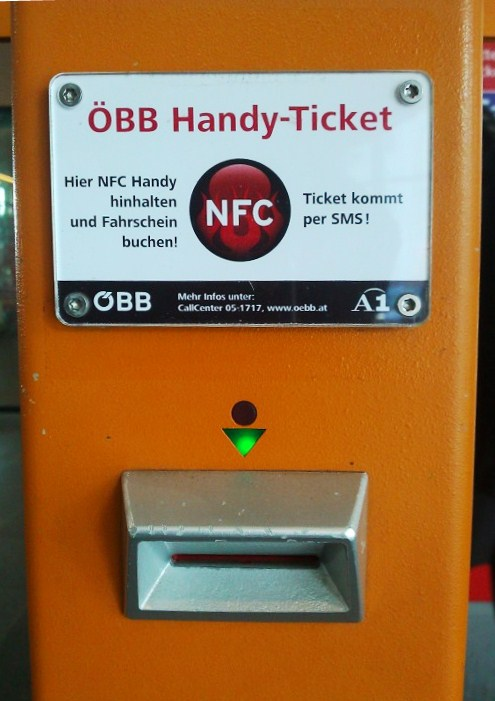
Jízdenkový automat rakouských spolkových drah (ÖBB). Přiložíte telefon s NFC, a obratem je vám doručena jízdenka formou SMS. Tzv. („Handy-Ticket“).

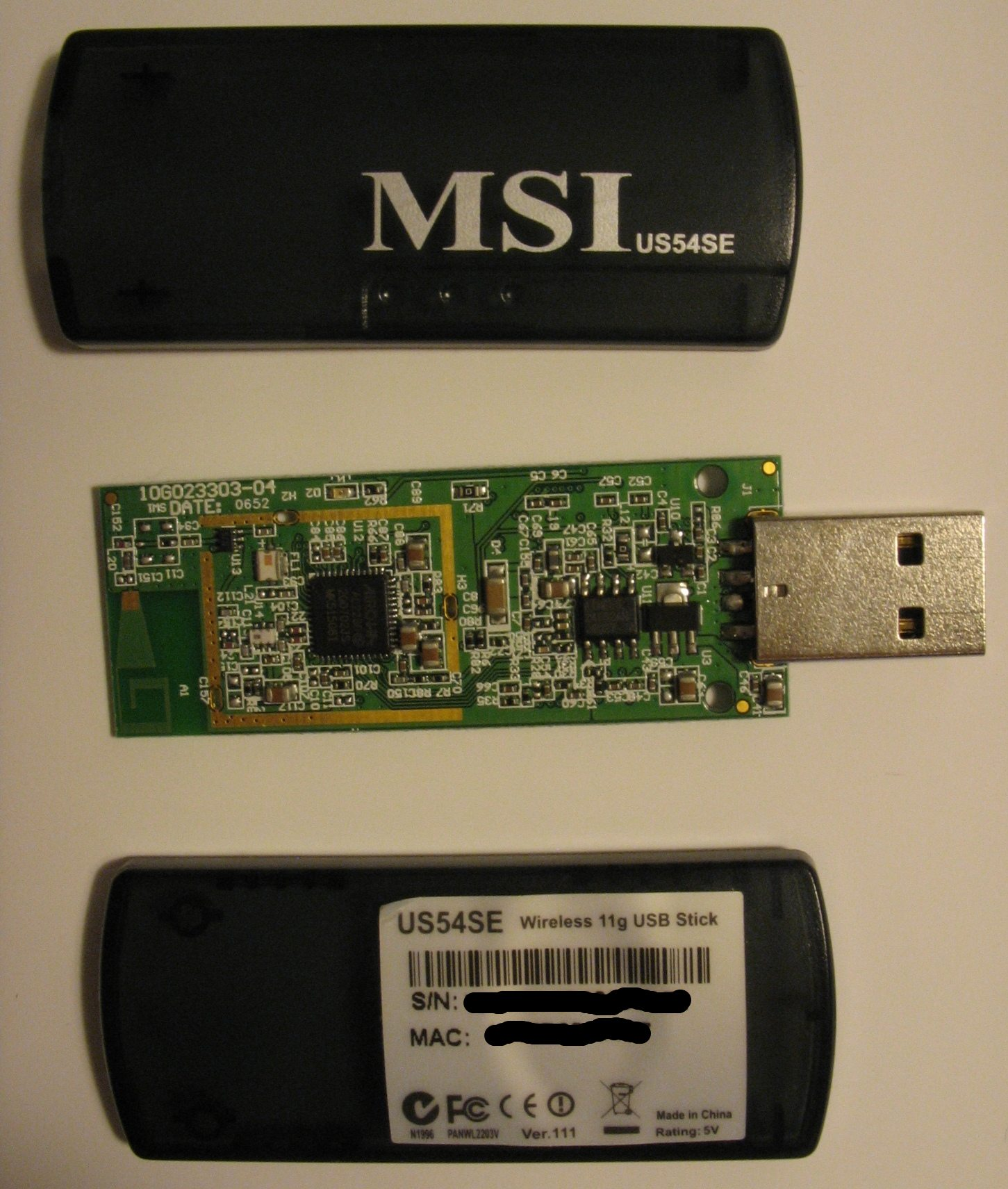
Externí Wirelees USB adaptér, připojitelný k zařízením skrze USB port.

### Bezdrátová spojení a technologie
Slouží k bezdrátovému přenosu dat mezi zařízeními (například propojení dvou telefonů pomocí funkce Bluetooth), a není proto nutné přímé propojení kabelem. Je též hojně využíváno k bezhotovostním platbám v obchodech (bezkontaktní platební karty a NFC nálepky), v osobních identifikačních kartách (dnes nahrazují klasické papírové osobní docházkové karty zaměstnanců, takzvané „píchačky“), k zrcadlení obrazovek (například pomocí funkce WiDi je možné promítnout obrazovku mobilního telefonu na obrazovku televizoru).
- BT – Bluetooth
  - ACL – Asynchronous Connection Less
  - AMP – Alternative MAC/PHY
  - AVCTP – Audio/Video Control Transport Protocol
  - AVDTP – Audio/Video Distribution Transport Protocol
  - AVRCP – Audio/Video Remote Control Profile
  - BNEP – Bluetooth Network Encapsulation Protocol
  - EDR – Enhanced Data Rate
  - EIR – Extended Inquiry Response
  - ERTM – Enhanced Retransmission Mode
  - HCI – Host Controller Interface
  - L2CAP – Logical Link Control and Adaptation Protocol
  - LMP – Link Management Protocol
  - MITM – Man In The Middle
  - OOB – Out Of Band
  - RFCOMM – Radio Frequency Communications
  - SDP – Service Discovery Protocol
  - SIG – Bluetooth Special Interest Group SIG (info, česky)
  - SM – Streaming Mode
  - SSP – Secure Simple Pairing
  - TCS BIN – Telephony Control Protocol – Binary
- BLE – Bluetooth Low Energy (Bluetooth LE, Bluetooth Smart) BLE (info, česky 1), BLE (info, česky 2)
- IrDA – Infrared Data Association
  - IrCOMM – Infrared Communications Protocol
  - IrLAN – Infrared Local Area Network
  - IrLAP – Infrared Link Access Protocol
  - IrLMP – Infrared Link Management Protocol
    - LM-MUX – Link Management Multiplexer
    - LM-IAS – Link Management Information Access Service

  - IrMC – Infrared Mobile Communications
  - IrOBEX – Infrared Object Exchange Protocol
  - IrPHY – Infrared Physical Layer Specification
    - FIR – Fast Infrared
    - MIR – Medium Infrared
    - SIR – Serial Infrared
    - UFIR – Ultra Fast Infrared
    - VFIR – Very Fast Infrared

  - IrSS – Infrared Simple Shot
  - IrTran-P – Infrared Transfer Picture
  - Tiny TP – Tiny Transport Protocol
    - SAR – Segmentation and Reassembly
- Li-Fi – Light Fidelity
- NFC – Near Field Communication
  - HCE – Host Card Emulation
  - NDEF – NFC Data Exchange Format
    - CF – Chunk Flag
    - MB – Message Begin
    - ME – Message End
    - SR – Short Record
    - TNF – Type Name Format

  - NFCIP – Near Field Communication Interface and Protocol
  - StoLPaN – Store Logistics and Payment with NFC
- RFID – Radio Frequency Identification
  - ARAT – Active Reader Active Tag
  - ARPT – Active Reader Passive Tag
  - BAP – Battery Assisted Passive
  - EPC – Electronic Product Code
    - ONS – Object Name Service
    - PML – Physical Markup Language

  - PRAT – Passive Reader Active
- WHDI – Wireless Home Digital Interface
- WiDi – Wireless Display
- WUSB – Wireless Universal Serial Bus

#### Kontroly chyb, ochrany rušení
- AFH – Adaptive Frequency Hopping
- BER – Bit Error Rate (Bit Error Ratio)

### Družicové polohové systémy a technologie

Vizuální příklad 24 satelitů GPS v pohybu, vůči otáčející se Zemi. Všimněte si, jak se počet satelitů z pohledu daného místa na zemském povrchu, mění. V tomto případě na 45 ° s. š.

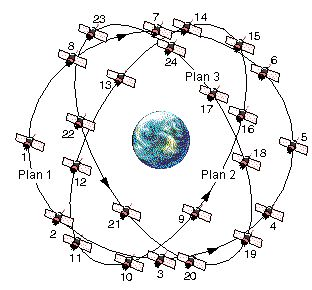
Projektovaná konstelace družic na oběžné dráze systému GLONASS.

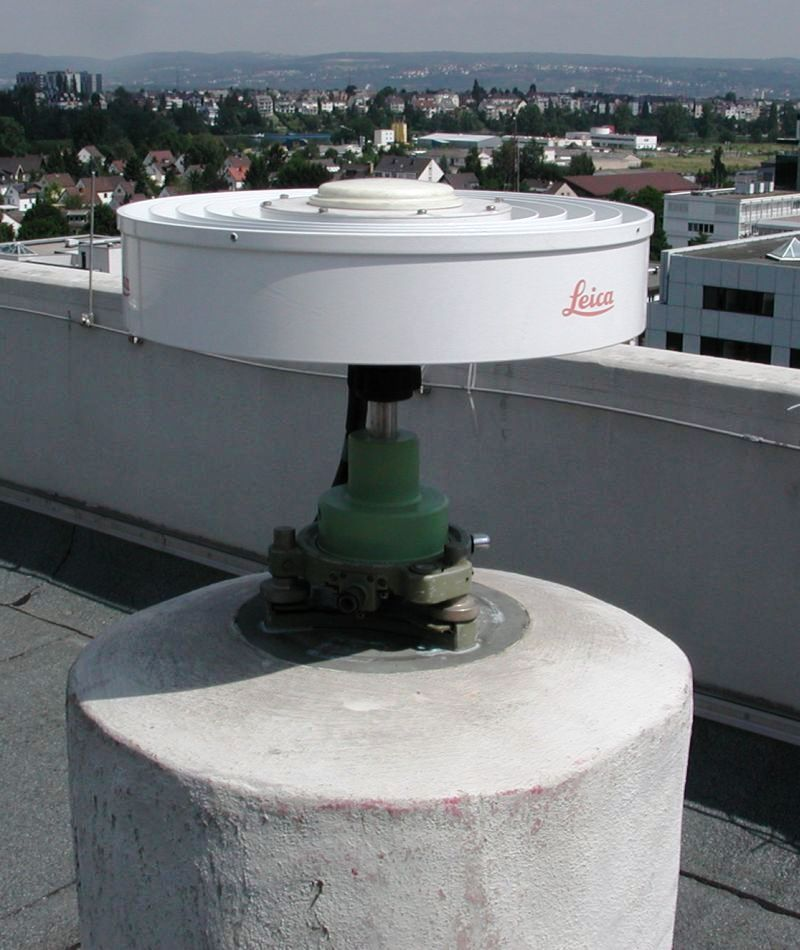
Anténa permanentní stanice GPS na betonového pylonu střechy Německého LVermGeo RP (diferenční síť SAPOS).

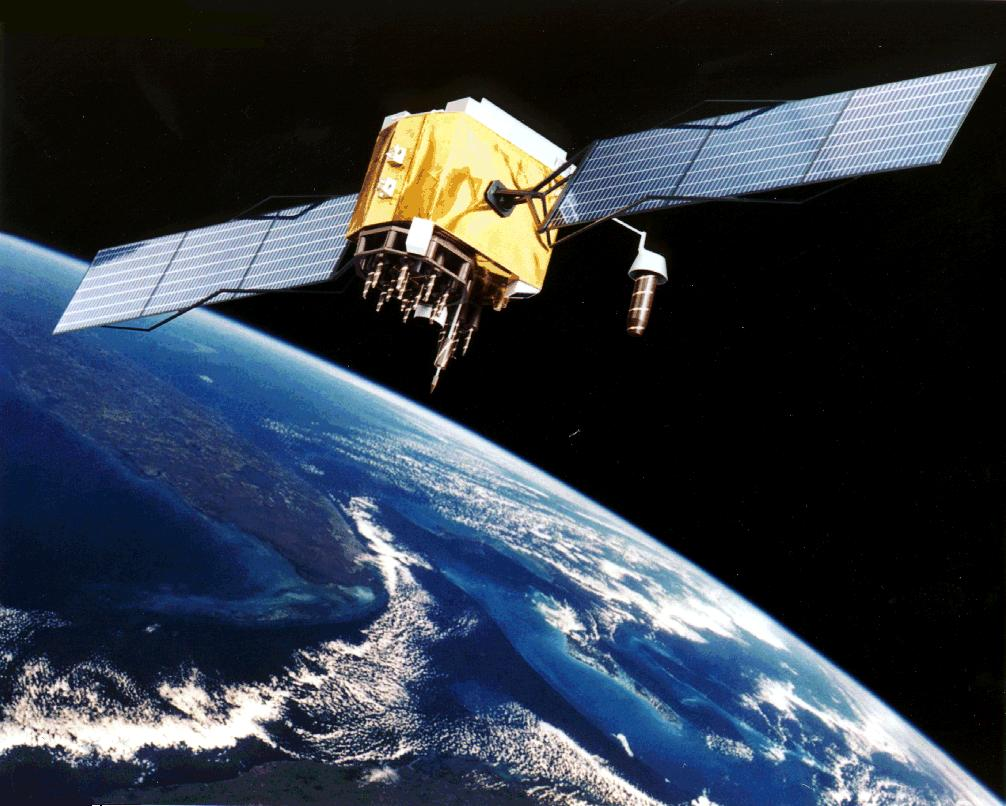
Ilustrace družice GPS na oběžné dráze plánovaného bloku IIF (obrázek NASA).

GNSS je služba umožňující za pomoci družic autonomní prostorové určování polohy s celosvětovým pokrytím. Uživatelé této služby používají malé elektronické rádiové přijímače, které na základě odeslaných signálů z družic umožňují vypočítat jejich polohu s přesností na desítky až jednotky metrů. Přesnost ve speciálních nebo vědeckých aplikacích může být až několik centimetrů až milimetrů. Nejrozšířenější civilní využití je v navigačních systémech.
- GNSS – Global Navigation Satellite System
  - DORIS – Doppler Orbitography and Radiopositioning Integrated by Satellite
  - GPS – Global Positioning System (NAVSTAR GPS – Navigation Signal Timing and Ranging Global Positioning System)
    - Geometrické rozmístění družic
    - GDOP – Geometric Dilution of Precision
    - HDOP – Horizontal Dilution of Precision (Latitude, Longitude)
    - PDOP – Position Dilution of Precision (3-D)
    - TDOP – Time Dilution of Precision (Time)
    - VDOP – Vertical Dilution of Precision (Height)
    - Kosmický segment
    - FOC – Full Operational Capability
    - IOC – Initial Operational Capability
    - Řídící a kontrolní segment
    - AUTONAV – Autonomous Navigation Mode
    - BMSC – Backup Master Control Station
    - MSC – Master Control Station
    - NANU – Notice Advisory to NAVSTAR Users
    - Rádiové signály
    - SoL – Safety of Life
    - Uživatelský segment
    - PPS – Precise Positioning Service
    - SPS – Standard Positioning Service

  - GLONASS – Глобальная навигационная спутниковая система / Global Navigation Satellite System
  - IRNSS – Indian Regional Navigation Satellite System IRNSS (info, česky)
  - LORAN – LOng RAnge Navigation
  - QZSS – Quasi Zenith Satellite System QZSS (info, česky)

#### Rozšiřující systémy GNSS
Slouží k zpřesnění výsledků měření v družicovém polohovém systému.
- DGPS – Differential Global Positioning System
- SBAS – Satellite Based Augmentation Systems
  - Regionální SBAS
  - WAAS – Wide Area Augmentation System
  - EGNOS – European Geostationary Navigation Overlay Service
  - MSAS – MTSAT Satellite-Based Augmentation System
  - GAGAN – Global Positioning System Aided Geo Augmented Navigation (GPS And Geo Augmented Navigation system)
  - CWAAS – Canadian Wide Area Augmentation System
  - SNAS – Satellite Navigation Augmentation System
- GBAS – Ground Based Augmentation Systems
  - Místní GBAS : LAAS – Local Area Augmentation System
- IGS – International GNSS (Global Navigation Satellite System) Service
- ILRS – International Laser Ranging Service

#### Údaje k určení polohy, systémy
- ECEF – Earth-Centered, Earth-Fixed (ECR – Earth Centered Rotational)
- HAE – Height Above Ellipsoid
- lat – Latitude
- lon – Longitude
- UTC – Coordinated Universal Time (Temps Universel Coordonné)
- WGS 84 – World Geodetic System 1984

## Instituty, organizace, normy, standardizace

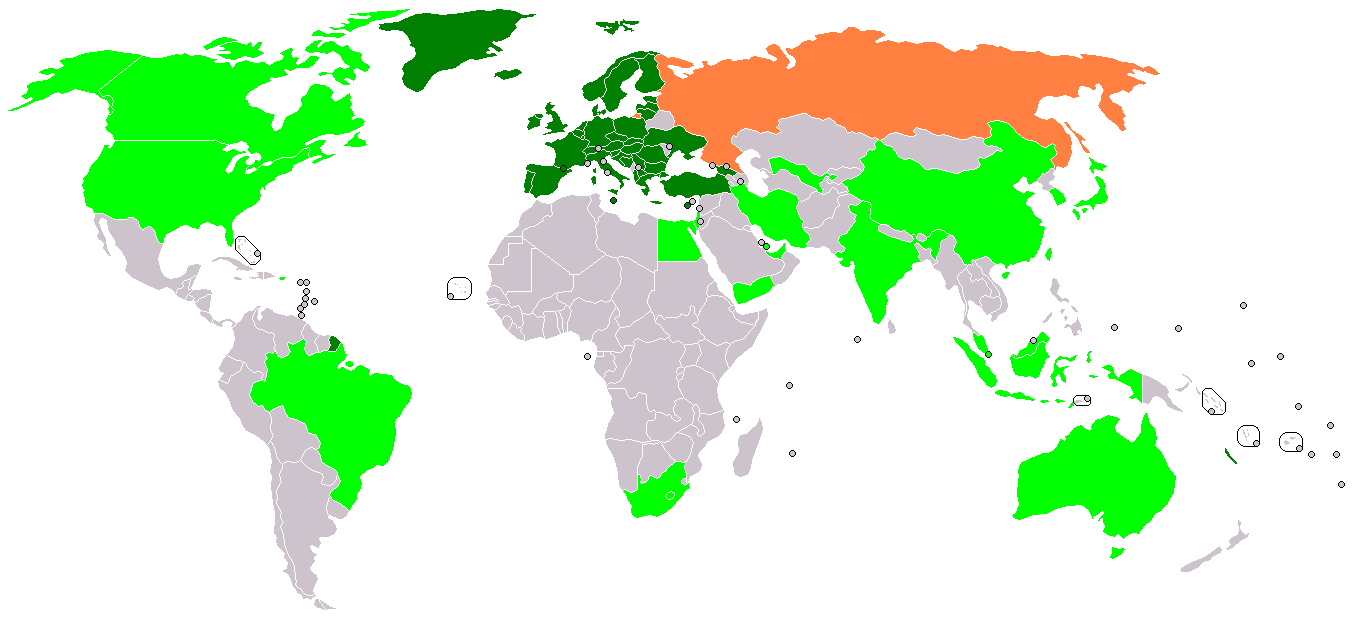
Členství států v ETSI
členové
přidružení členové
pozorovatelé

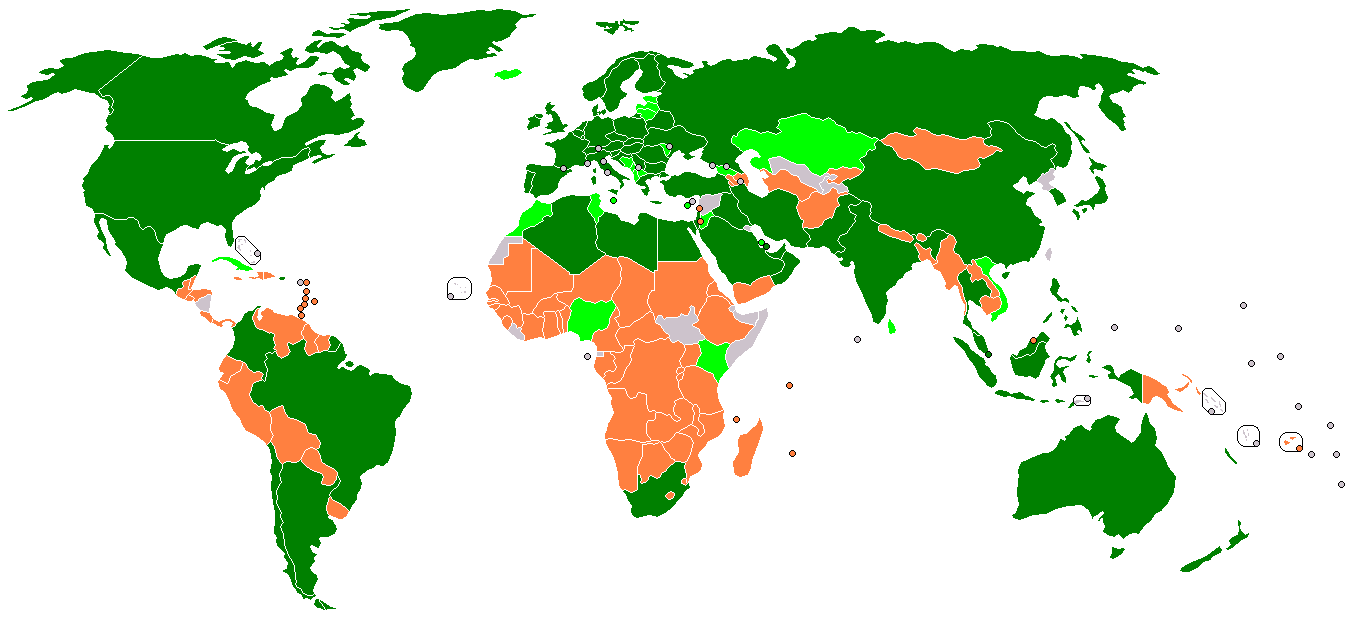
Členství států v IEC
plné členství
přidružené členství
účastníci Affiliate Country Programme

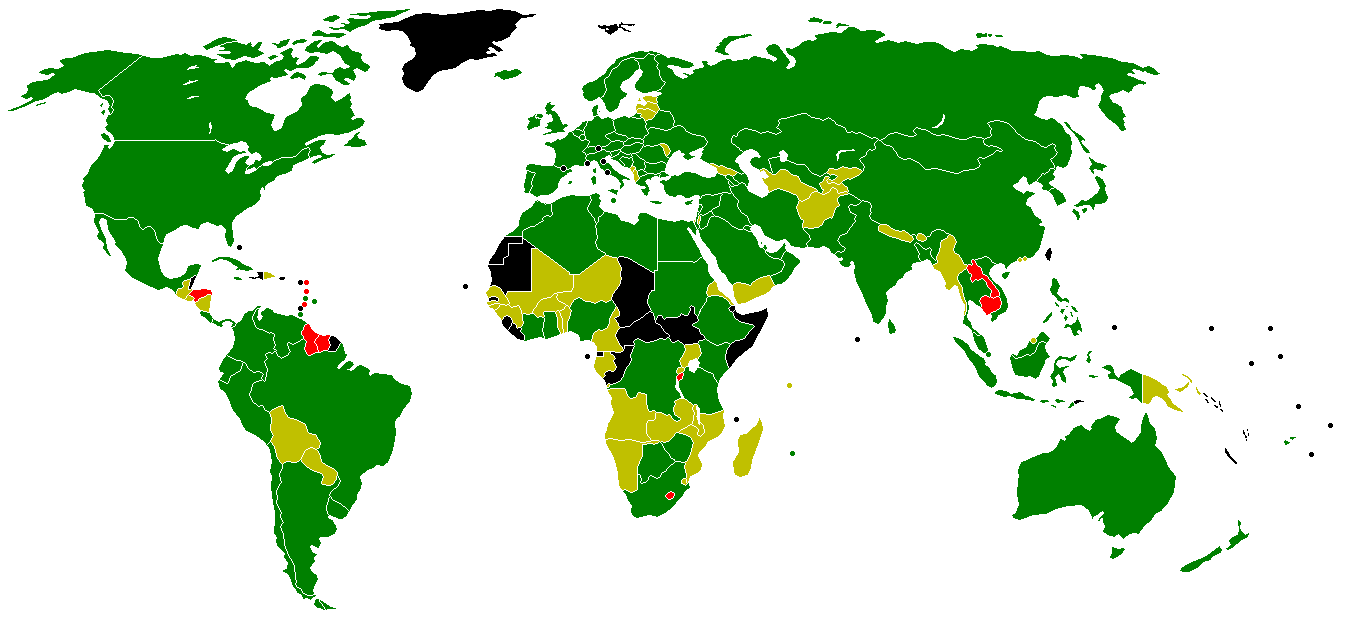
Členství států v ISO
Legenda:
řádný člen
korespondenční člen
kandidáti na členství
ostatní země s kódem ISO 3166-1, které ale nejsou členy ISO

- ANSI – American National Standards Institute
- ASCII – American Standard Code for Information Interchange
- BRM – Ballot Resolution Meeting
- CEPT – Conférence Européenne des administrations des Postes et des Télécommunications (European Conference of Postal and Telecommunications Administrations)
- CGM – Computer Graphics Metafile
- DOCSIS – Data Over Cable Service Interface Specification
- ECMA – European Computer Manufacturers Association
- ECO – European Communications Office
- ERC – European Radiocommunications Committee
- ETSI – European Telecommunications Standards Institute
- FCC – Federal Communications Commission
- IAB – Internet Architecture Board
- ICANN – Internet Corporation for Assigned Names and Numbers
- IEC – International Electrotechnical Commission (CEI Commission électrotechnique internationale)
- IEEE – Institute of Electrical and Electronics Engineers
- IETF – Internet Engineering Task Force
- ISO – International Organization for Standardization
- ISOC – Internet Society
- ITU – International Telecommunication Union
- JEDEC SSTA – Joint Electron Devices Engineering Council Solid State Technology Association
- NCIP – NISO (National Information Standards Organization) Circulation Interchange Protocol
- RFC – Request for Comments
- SPAN – Services and Protocols for Advanced Networks
- TIA – Telecommunications Industry Association
- TIPHON – Telecommunications and Internet Protocol Harmonization Over Networks
- TISPAN – Telecoms & Internet converged Services & Protocols for Advanced Networks
- TSB – Telecommunication Standardization Bureau
- W3C – World Wide Web Consortium
- OGC – Open Geospatial Consortium
- VESA – Video Electronics Standards Association
- WFS – Web Feature Service
- WiGig – Wireless Gigabit Alliance
- WMS – Web Map Service

## Jednotky
| Předpona      | Značka | Význam        | Význam |
| ------------- | ------ | ------------- | ------ |
| násobky:      |        |               |        |
| terra (tera)  | T      | 1 000         | 1012   |
| giga          | G      | 1 000         | 109    |
| mega          | M      | 1 000         | 106    |
| kilo          | k      | 1 000         | 103    |
| díly:         |        |               |        |
| milli (mili)  | m      | 0,001         | 10−3   |
| micro (mikro) | µ      | 0,000 001     | 10−6   |
| nano          | n      | 0,000 000 001 | 10−9   |
| pico (piko)   | p      | 0,000 000 001 | 10−12  |

Jednotky určují: Velikost souborů, frekvenci (například obnovovací frekvenci u monitorů), rozlišení v pixelech, elektrický proud, napětí, impedance, výkon.
- em – Em quad
- FPS – frames per second, snímků za sekundu
- pt – point typographiques
- px – pixel (picture plement), pel

### Čas
Časové jednotky jsou důležité pro různá měření a výpočty. Kupříkladu otáčky za minutu (RPM), počet instrukcí za sekundu (IPS), přenosová rychlost, atd. Značka – t.
- d – den
- h – hodina
- min – minuta
- s – sekunda
- ms – milisekunda
- µs – mikrosekunda
- ns – nanosekunda
- ps – pikosekunda
- fs – femtosekunda
- as – attosekunda

### Elektřina
Podle časového průběhu elektrické energie, jejích veličin, v praktických podmínkách rozlišujeme dvojí technologii elektřiny: stejnosměrnou (akumulátory a dynama, s kontakty +-), a střídavou, z točivých strojů, z alternátorů a střídačů.
- DC – direct current, stejnosměrný proud, původně prosazoval Edison;
- AC – alternating current, střídavý proud, v souboji podniků prosazovali Tesla s Westinghausem.

Dnešní civilizace je postavená na třífázovém rozvodu střídavé elektřiny.
V přírodě se však vyskytují i nepravidelné elektrické jevy: proudový blesk, statický Eliášův oheň a další.

#### Elektrické napětí

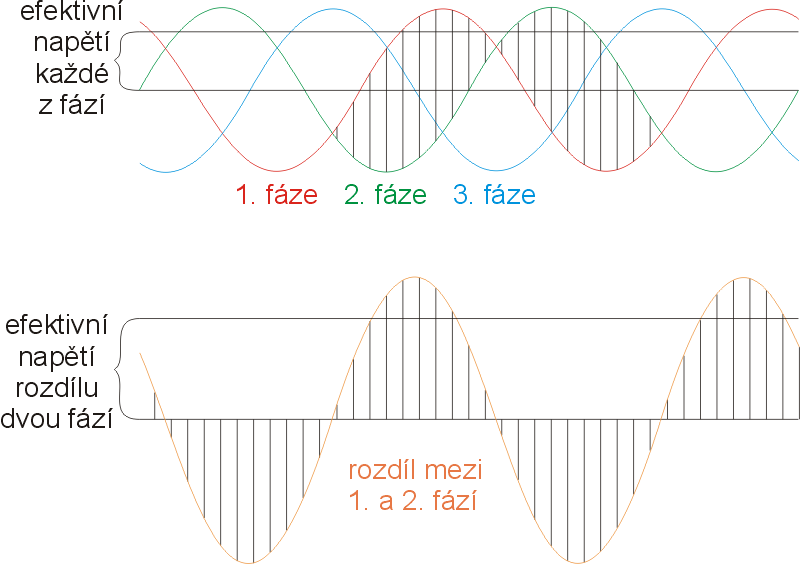
Efektivní napětí v třífázové soustavě.

Rozdíl elektrických potenciálů mezi dvěma místy, je elektrické napětí. Značka – U.
- TV – teravolt
- GV – gigavolt
- MV – megavolt
- kV – kilovolt
- V – volt
- mV – milivolt
- µV – mikrovolt
- nV – nanovolt
- pV – pikovolt

#### Elektrický proud

Elektrony, nosiče náboje v elektrickém obvodu, proudí v opačném směru, než konvenční elektrický proud.

Elektrický proud je uspořádaný pohyb nosičů elektrického náboje, značený I.
- TA – teraampér
- GA – gigaapér
- MA – megaampér
- kA – kiloampér
- A – ampér
- mA – miliampér
- µA – mikroampér
- nA – nanoampér
- pA – pikoampér

#### Elektrický výkon

Okamžité napětí, proud a výkon v obvodu střídavého proudu.

Elektrický výkon je fyzikální veličina, která vyjadřuje vykonanou elektrickou práci za jednotku času. Značka – P.
Elektrický výkon se buď u výkonových spotřebičů běžně měří v kilowattech, v energetice v ještě větších řádech, nebo v elektronice ve Wattech a miliwattech (ztráty na rezistorech v obvodu), nebo dokonce i v mikrowattech a menších u vysílačů, antén a vyzařování, kde se pak již mluví spíše o „toku energie“ vymezeným prostorem.
- TW – terawatt
- GW – gigawatt
- MW – megawatt
- kW – kilowatt
- W – watt
- mW – miliwatt
- µW – mikrowatt
- nW – nanowatt
- pW – pikowatt

Ve střídavých elektrických obvodech se v protikladu k činnému výkonu projevuje také tzv. jalový výkon: Jde o důsledek reaktivní složky frekvenčně závislých součástek a následného úhlového posunu mezi napětím a proudem. Pro výpočty se nelze obejít bez tzv. rotujících fázorů. I reaktivní jalové proudy mohou být příčinou činných ztrát, například na vedení.

#### Elektrická energie
Elektrická energie, v jejím užším významu měřitelné fyzikální veličiny, vyjadřuje energetický stav (hladinu) či absolutní energii. Značka – E.
Energie se v souvislosti s elektřinou vyjadřuje buď makroskopicky v Joulech, v megajoulech u spotřeby energie domácnosti měřené elektroměrem, v lékařství ve stovkách Joulů ohrožujících srdce, nebo mikroskopicky-částicově v elektron Voltech, součinem elektrický náboj a elektrického napětí, čímž je Einsteinovu rovnici zároveň dána i hmotnost částice, případně kinetická energie udělená částici urychlovačem. Jako jednotku náboje se tedy používá praktičtější elektron, a ne celý Coulomb.
makroenergie
- TJ – terajoule
- GJ – gigajoule
- MJ – megajoule
- kJ – kilojoule
- W – joule
- mJ – milijoule

mikroenergie
- TeV – teraelektronvolt
- GeV – gigaelektronvolt
- MeV – megaelektronvolt
- keV – kiloelektronvolt
- eV – elektronvolt

#### Frekvence

f = frekvence, T = čas.

Frekvence, česky kmitočet, udává počet opakování děje za jednotku času. Značka – f.
- PHz – petahertz
- THz – terahertz
- GHz – gigahertz
- MHz – megahertz
- kHz – kilohertz
- Hz – hertz

#### Elektrický odpor, impedance, reaktance

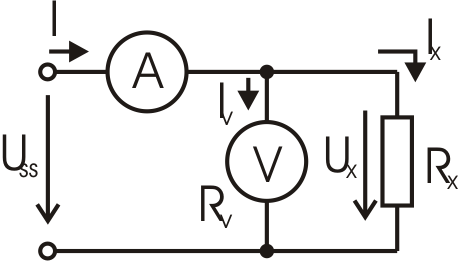
Schéma zapojení pro měření malých odporů Ohmovou metodou.

- Elektrický odpor je fyzikální veličina charakterizující schopnost elektrických vodičů vést elektrický proud. Značka – R.
- Impedance je zdánlivý odpor součástky a fázový posuv napětí proti proudu při průchodu střídavého elektrického proudu. Značka – Z.
- Reaktance je imaginární částí impedance. Značka – X.

Elektrický odpor je vlastností součástky v obvodu a je definován Ohmovým zákonem jako podíl napětí a proudu.
- TΩ – teraohm
- GΩ – gigaohm
- MΩ – megaohm
- kΩ – kiloohm
- Ω – ohm
- mΩ – miliohm
- µΩ – mikroohm
- nΩ – nanoohm
- pΩ – pikoohm

### Velikost dat a úložišť

#### Bit
Bit je základní a současně nejmenší jednotkou informace, používanou především v číslicové a výpočetní technice. Informace a bit jsou definovány Shannonovou teorií informace jako záporný logaritmus.
- b – bit (binary digit)
  - LSB – Least Significant Bit
  - MSB – Most Significant Bit

Zápis čísla 149 ve dvojkové soustavě. se zvýrazněným nejméně významným bitem (LSB)

Zápis čísla 149 ve dvojkové soustavě se zvýrazněným nejvýznamnějším bitem (MSB)

Významnost bitů, podle jejich pořadí, má význam mj. u kódování znaků: U prostého ASCII (7 bitů) potíž není, znak/hodnota se vejde do 1B. Pro širší abecedy se však již i jediný znak kóduje přes několik bytů, typicky v Unicodu/UTF, ale nejen v něm: Pak je pro určení LMB/MSB potřeba definovat i pořadí celých bytů, k čemuž slouží znak BOM na začátku datového souboru: BE (Big endian) / LE (little endian). Zde se při kódování s konstantní šířkou znaku na šířku 2B, nebo 4B, tedy i na 32 bitů, mohou bity jevit při manuální analýze přes dvě úrovně (B/b) i neintuitivně „napřeskáčku“.

#### Byte
Označuje osmici bitů, slovo, tzn. osmiciferné binární číslo. Jsou však i jiné bitové hloubky:
- slabika, čtveřice bitů, odpovídá právě jedné hexadecimální cifře.
- bitová hloubka RAW digitálních fotografií bývá běžně 10 nebo i 12 b. Taková zdrojová data se na 1Bytovou barevnou hloubku běžně zobrazitelnou na PC pak ještě musí zpracováním překonvertovat, typicky na JPEG/PNG.
- používají se i větší bitové hloubky / šířky. Například pro adresaci paměti se používají různé paměťové modely: Díky offsetům a segmentaci lze adresovat i paměť s adresami většími než je šířka registru: Používaly se dva (překrývající se) segmentové registry najednou. Například na PC postavených na čipech Intel 8086 se 4 slabikovým (2B) registrem tak šlo spouštět „velké programy“ s adresami až na 5 slabik: 20 bitů. Tím šlo přejít od 64 kB programů k programům velkým až 1 MB.

Nepřesné označení násobků dle jednotek soustavy SI
- YB – yottabyte
- ZB – zettabyte
- EB – exabyte
- PB – petabyte
- TB – terabyte
- GB – gigabyte
- MB – megabyte
- kB – kilobyte
- B – byte

Přesné označení násobků dle dodatku k normě IEC 60027-2 (ČSN IEC 60027-2)
| Jednotka | Značka | Velikost v B (bajtech)            | Mocnina |
| -------- | ------ | --------------------------------- | ------- |
| Kibibajt | KiB    | 1 024                             | 210     |
| Mebibajt | MiB    | 1 048 576                         | 220     |
| Gibibajt | GiB    | 1 073 741 824                     | 230     |
| Tebibajt | TiB    | 1 099 511 627 776                 | 240     |
| Pebibajt | PiB    | 1 125 899 906 842 624             | 250     |
| Exbibajt | EiB    | 1 152 921 504 606 846 976         | 260     |
| Zebibajt | ZiB    | 1 180 591 620 717 411 303 424     | 270     |
| Yobibajt | YiB    | 1 208 925 819 614 629 174 706 176 | 280     |

- Yi – yobi
  - YiB – yobibyte
- Zi – zibi
  - ZiB – zebibyte
- Ei – exbi
  - EiB – exbibyte
- Pi – pebi
  - PiB – pebibyte
- Ti – tebi
  - TiB – tebibyte
- Gi – gibi
  - GiB – gibibyte
- Mi – mibi
  - MiB – mebibyte
- Ki – kibi
  - KiB – kibibyte

## Kabelová, kontaktní a integrovaná komunikace

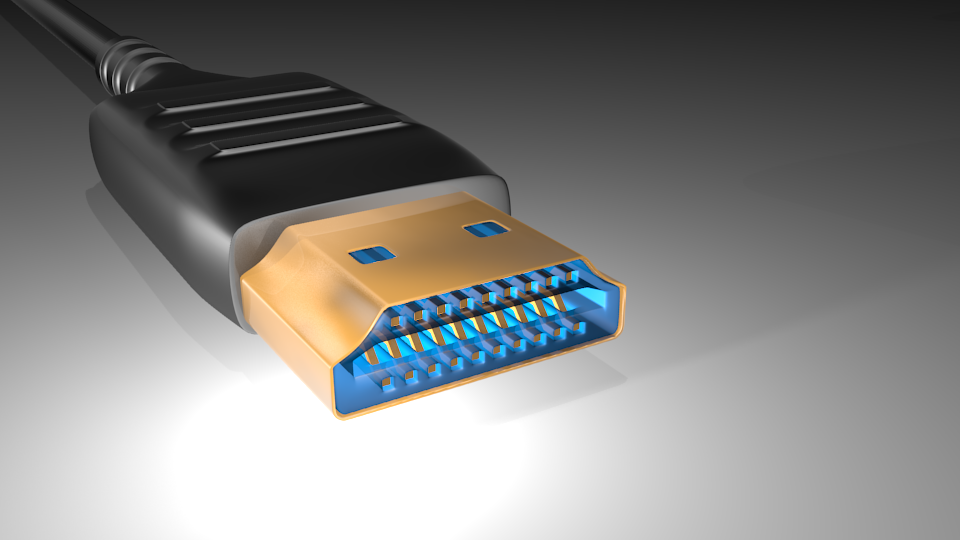
Standardní HDMI male konektor.

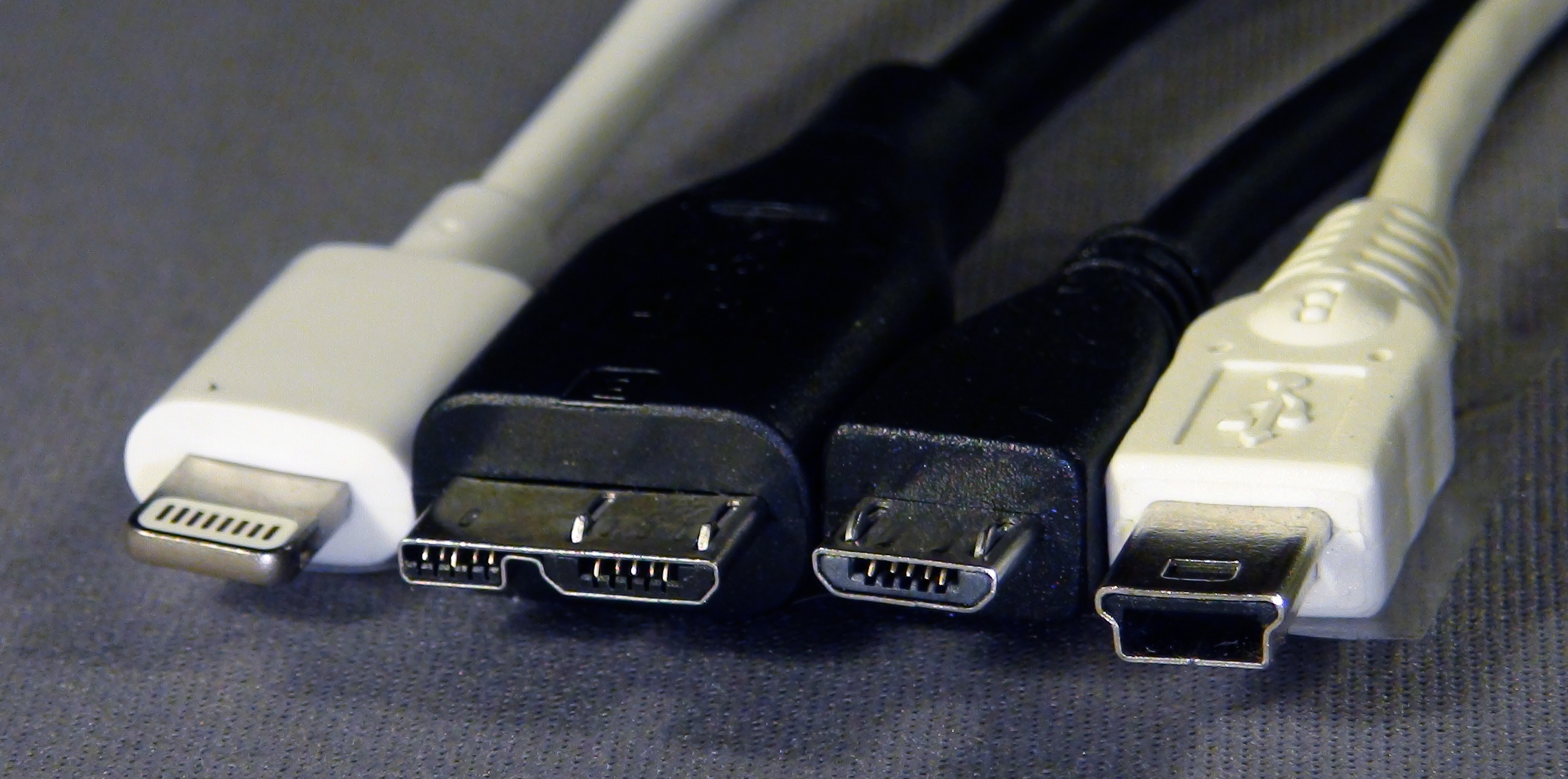
Některé USB kabely. Zleva: Lighting, USB 3.0 plugs, Micro a Mini.

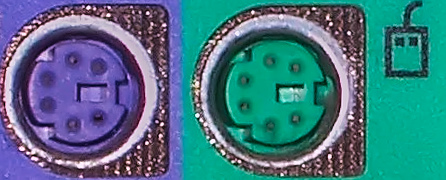
Počítačový port PS/2 (female), vlevo (fialový) port pro přípojení klávesnice, vpravo (zelený) port pro připojení myši.

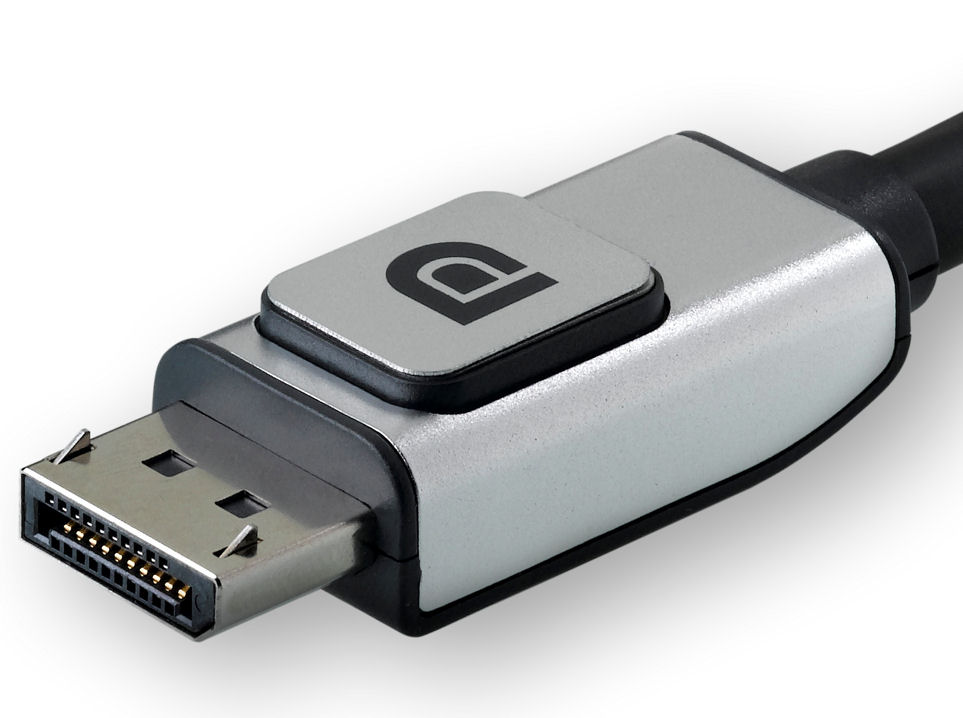
Konektor DisplayPort kabelu.

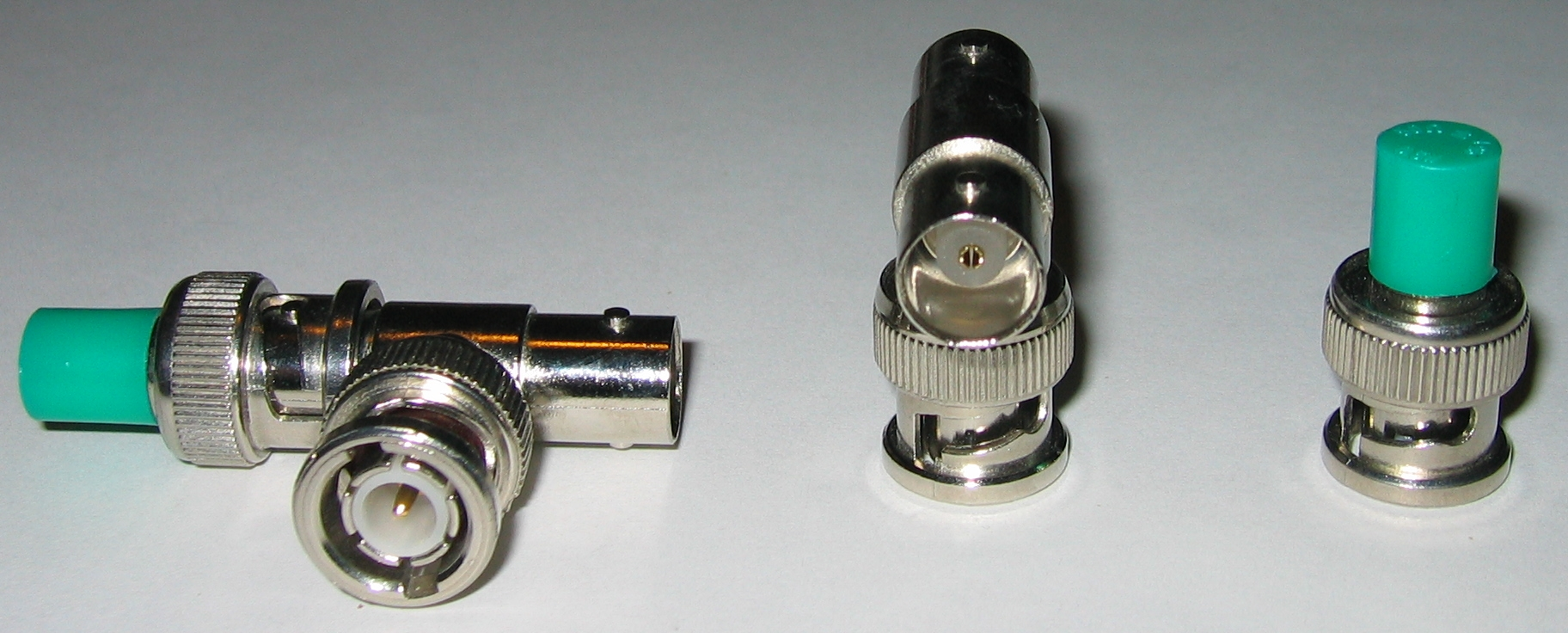
BNC konektory používané ve variantě 10Base2 sítě Ethernet. Zleva doprava: T-konektor s terminátorem, T-konektor, terminátor.

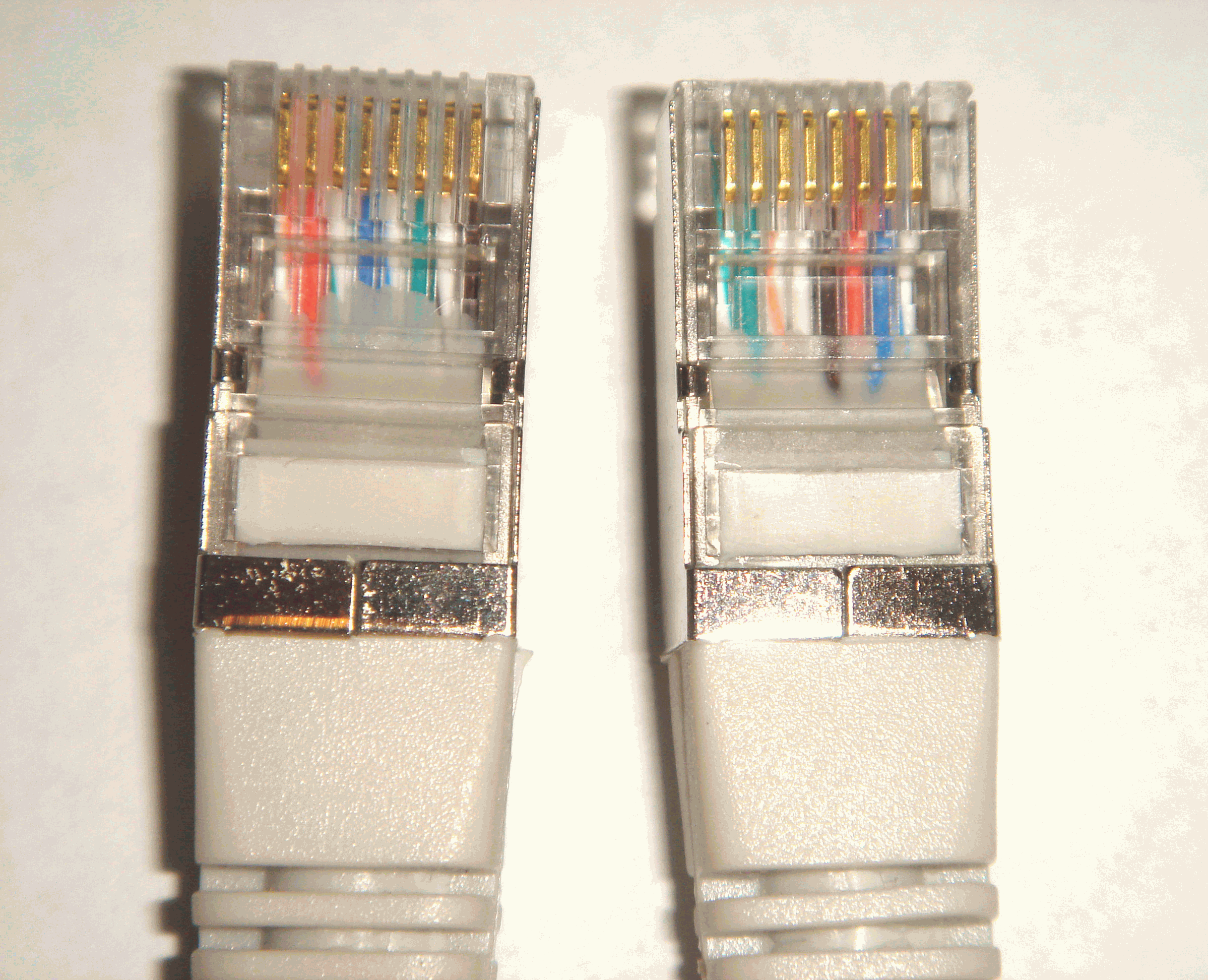
Křížený gigabitový kabel (verze T568B). U 100 Mb kabelu by nebyl prohozen modrý a hnědý pár.

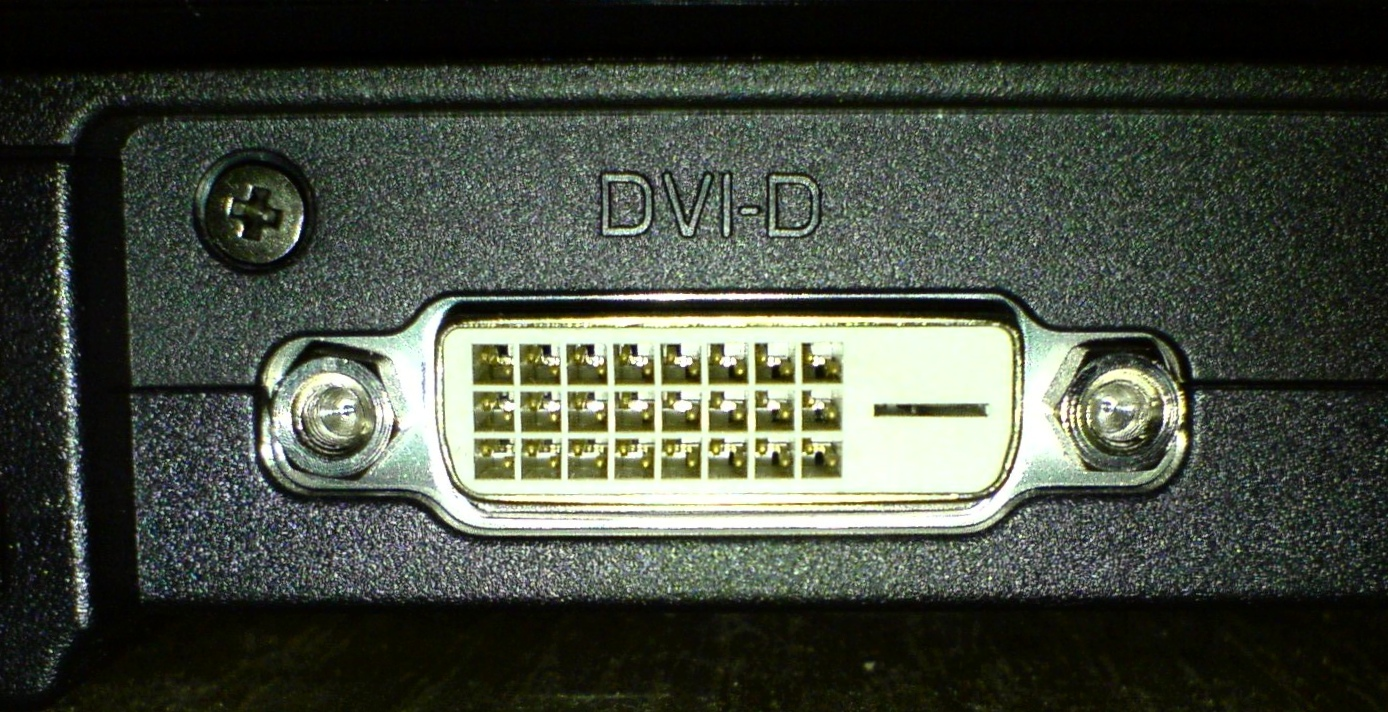
Konektor DVI-D, samice.

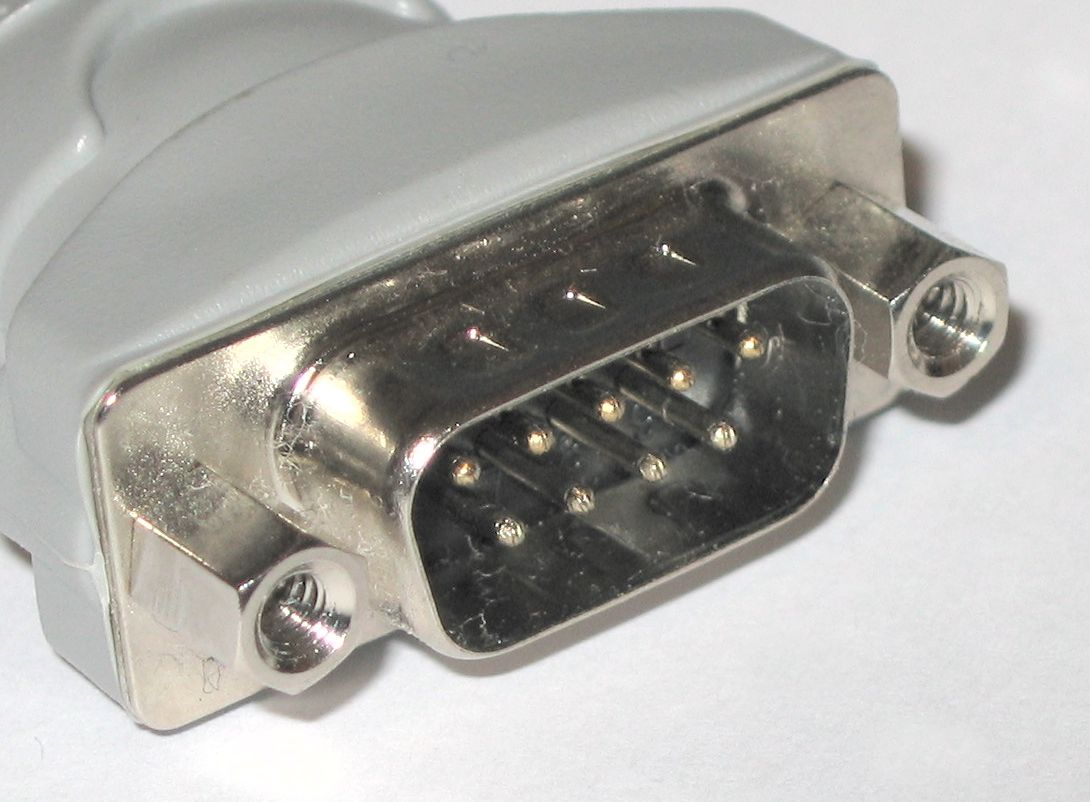
9pinový D-Sub konektor DE-9 M, slouží na PC k vyvedení sériového portu

Kabelové, kontaktní a integrované komunikační propojení zařízení, rozhraní a rozšíření.

### Konektory vnější, externí komunikace
Vnější konektory slouží k propojení zařízení mezi sebou kabelem, k vzájemné komunikaci, či přenosu dat – tiskárny, monitory, skenery, externí pevný disk, klávesnice, myš, nebo přímé spojení – USB flash disk. Mohou také sloužit jako jednoduché spojení zařízení s nabíjecím aparátem, kupříkladu pro mobilní telefony, tablety, digitální fotoaparáty, MP3 přehrávače atd.

Poznámka: některé konektory jsou uvedeny v sekci Pevné disky
- BNC – Bayonet Neill Concelman
- CVBS – Color Video Blank and Sync
- DIN – Deutsches Institut für Normung
- DMP – Digital Media Port
- DP – Display Port
  - DPCP – Display Port Content Protection
  - eDP – Embedded Display Port
  - iDP – Internal Display Port
  - mDP – mini Display Port (Micro DisplayPort)
  - wDP – Wireless Display Port
- D-Sub – D-subminiature (D podle tvaru kovového pláště)
- DVI – Digital Visual Interface
  - DVI-A – Digital Visual Interface Analog only
  - DVI-D – Digital Visual Interface Digital only
  - DVI-DL – Digital Visual Interface Dual Link
  - DVI-I – Digital Visual Interface Integrated, digital & analog
  - DVI M1-DA – Integrated, digital, analog & USB
- GPIB – General Purpose Interface Bus (IEEE 488, HP-IB Hewlett Packard Interface Bus, IMS International Measurement System)
- HDMI – High-Definition Multimedia Interface
- IEEE 1394 – FireWire
- LPT – Line Printer Terminal (Paralelní port)
- PS/2 – IBM (International Business Machines) Personal System/2
- RJ-45 (LAN) – Local Area Network, Ethernet
- RCA – Radio Corporation of America (phono connector, cinch connector)
- RF – Radio Frequency connector
- RS-232 – Recommended Standard-232
- RS-422 – Recommended Standard-422
- RS-423 – Recommended Standard-423
- RS-485 – Recommended Standard-485
- SCART – Syndicat des Constructeurs d'Appareils Radiorécepteurs et Téléviseurs
- S/PDIF – Sony/Philips Digital Interface Format (Sony/Philips Digital Interconnect Format)
- S-Video – Separate Video (Super-Video, Y/C)
- TOSLINK – Toshiba Link
- TS – Tip Sleeve
- TRS – Tip Ring Sleeve
- UPAMD – Universal Power Adapter for Mobile Devices
- USB – Universal Serial Bus
  - NRZI – Non Return to Zero Inverted NRZI (info, česky)
  - SIE – Serial Interface Engine SIE (info, česky)
- USB OTG – USB On-The-Go
  - DRD – Dual Role Device
- VGA – Video Graphics Array
- VIVO – Video In Video Out

#### Piny
Označení a význam propojení jednotlivých pinů konektorů.
- DTR – Data Terminal Ready
- DCD – Data Carrier Detect
- DSR – Data Set Ready
- RI – Ring Indicator
- RTS – Request To Send
- CTS – Clear To Send
- TxD – Transmitted Data
- RxD – Received Data
- GND – Common Ground
- PG – Protective Ground
- STD – Secondary Transmitted Data
- SRD – Secondary Received Data
- SRTS – Secondary Request To Send
- SCTS – Secondary Clear To Send
- SDCD – Secondary Carrier Detect
- CLK – Clock

### Konektory vnitřní, patice, sběrnice, sockety, interní komunikace

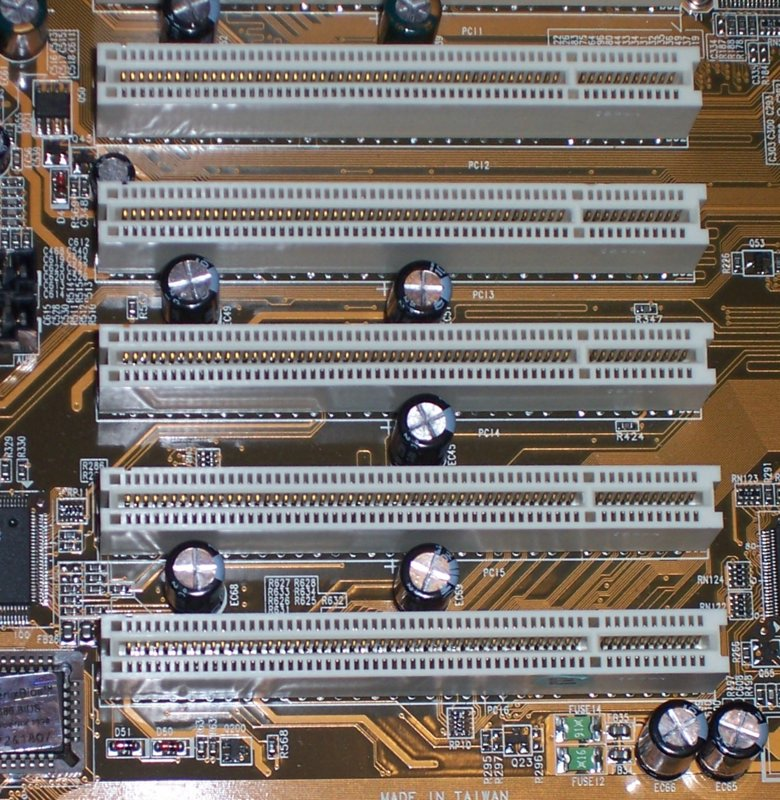
Standardní (32bitový) PCI slot.

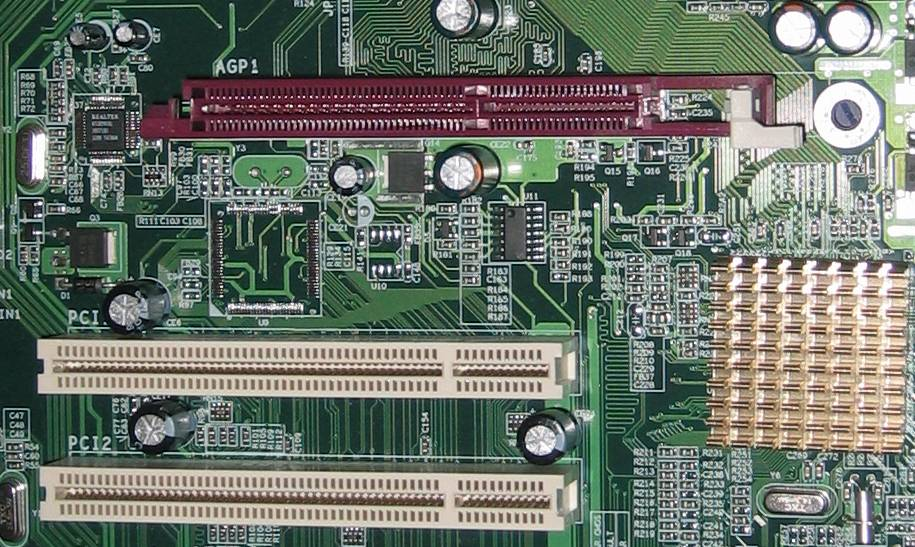
Slot AGP v2.0/3.0 (nahoře) a 2 sloty PCI (dole)

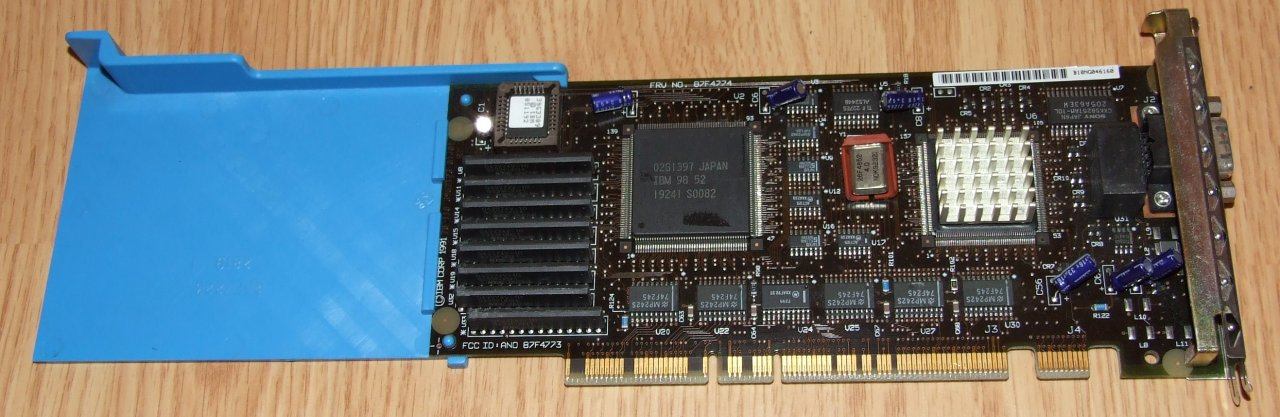
Grafický adaptér XGA-2 pro 32bitovou sběrnici MCA s rozšířením BVE.

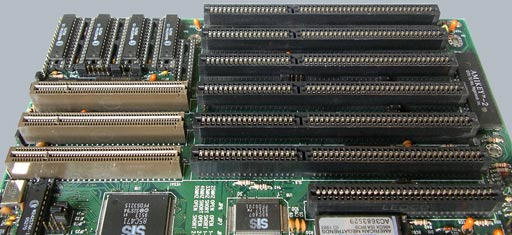
VLB a ISA sloty na základní desce

Rozšiřující sloty základních desek, interní komunikace. Některé sloty (PCMCIA), jsou přístupné i z vnější.

Poznámka: některé konektory jsou uvedeny v sekci Pevné disky
- ACR – Advanced Communications Riser
- AGP – Accelerated Graphics Port
- AMR – Audio / Modem Riser
- CAN – Controller Area Network (CAN bus)
- CNR – Communication and Networking Riser
- DMI – Direct Media Interface
- EISA – Extended Industry Standard Architecture
- FSB – Front Side Bus
- I²C – Inter-Integrated Circuit
- ISA – Industry Standard Architecture
- MCA – Micro Channel Architecture
- NUMA – Non Uniform Memory Access (Non Uniform Memory Architecture)
- PCI – Peripheral Component Interconnect
- PCI-E – Peripheral Component Interconnect Express (PCIe, 3GIO 3rd Generation I/O)
- PCI-X – Peripheral Component Interconnect Extended
- PCMCIA – Personal Computer Memory Card International Association
- QPI – QuickPath Interconnect QPI (info, česky)
- SAS – Serial Attached SCSI
- SCSI – Small Computer Systems Interface
- SMB – System Management Bus (SMBus)
- SPI – Serial Peripheral Interface Bus
  - CKP – ClocK Polarity
  - MISO/SOMI – Master Input, Slave Output (output from slave) (SDO Serial Data Out, DO Data Out, SO Serial Out)
  - MOSI/SIMO – Master Output, Slave Input (output from master) (SDI Serial Data In, DI Data In, SI Serial In)
  - SCLK – Serial Clock (output from master) (SCK, CLK)
  - SS – Slave Select (Logic level active low; output from master) Chip Select, Slave Transmit Enable (active low; output from master)
  - SSPEN – Synchronous Serial Port Enable
  - SSPOV – Synchronous Serial Port OVerflow
- SUMIT – Stackable Unified Module Interconnect Technology
- VL Bus – VESA (Video Electronic Standards Association) Local Bus
- ZIF – Zero Insertion Force

## Média k ukládání dat

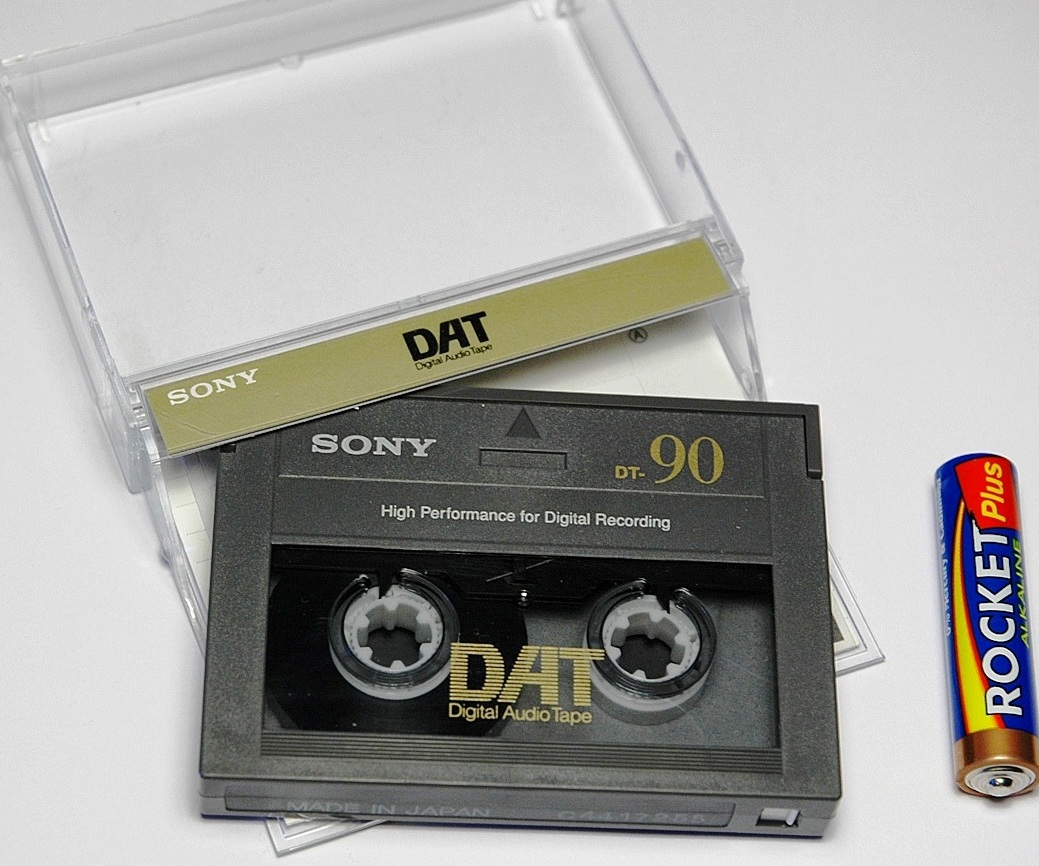
DAT kazeta (v porovnání s baterií R03 – AAA).

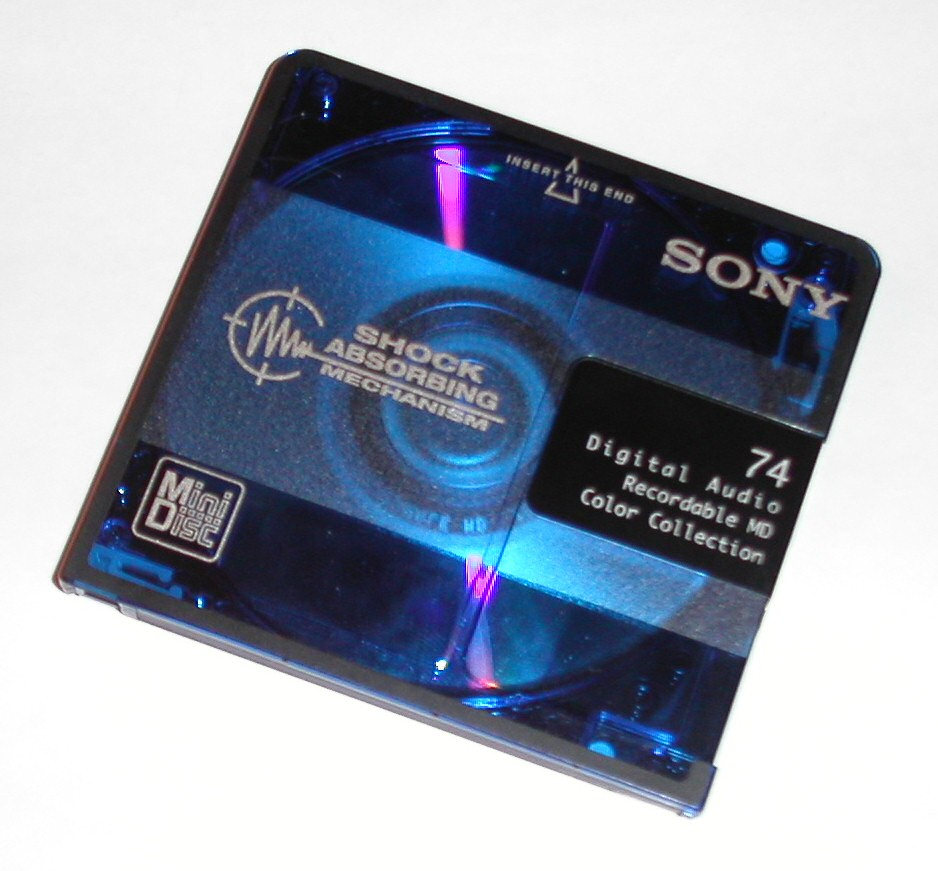
Minidisc z barevné kolekce, od společnosti Sony.

Magnetická a optická media ve výpočetní technice slouží k ukládání a archivaci dat, a k jejich následnému užívání. Lze na ně též ukládat zvukové a obrazové soubory, které se dají rovněž přehrávat například v počítači či telefonu, pomocí multimediálních přehrávačů.

### Magnetická media
Magnetická media pásková a disková.
- ADAT – Alesis Digital Audio Tape
- DASH – Digital Audio Stationary Head
- DAT – Digital Audio Tape (R-DAT)
  - Rychlosti převíjení
  - EP – Extended play
  - LP – Long Play (4,075 mm/s)
  - SP – Single Play (8,15 mm/s)
- DCC – Digital Compact Cassette
- DLT – Digital Linear Tape (CompacTape)
- MC – Microcassette
- NT – Non Tracking (NT cassette)
- SDLT – Super Digital Linear Tape

Ochrany proti kopírování
- SCMS – Serial Copy Management System

Varianty disků MD
- MD – Mini Disc
- MDLP – Mini Disc Long Play

### Optická media
- AD – Archival Disc

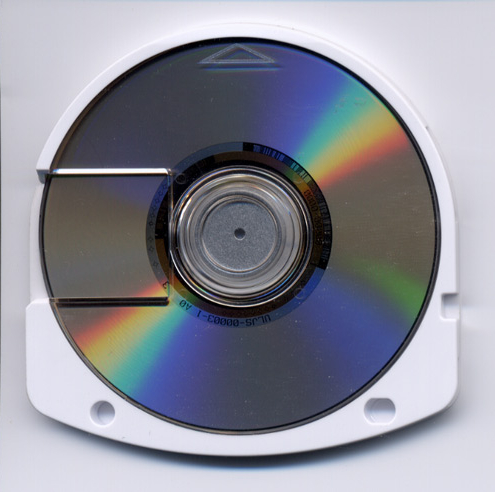
Pohled na UMD disk.

- CBHD – China Blue High-definition Disc
- EVD – Enhanced Versatile Disc
- FVD – Forward Versatile Disc
- GD-ROM – Gigabyte Disc Read Only Memory
- HVD – Holographic Versatile Disc
- MOD – Magneto Optical Disc
- NOD – Nintendo Optical Disc
- PCD – Protein Coated Disc
- PDD – Professional Disc for Data
- PFD – Professional Disc
- PD – Phase-change Dual
- UMD – Universal Media Disc
- VCDHD – Versatile Compact Disc High Density
- VMD – Versatile Multilayer Disc

Laserdisc

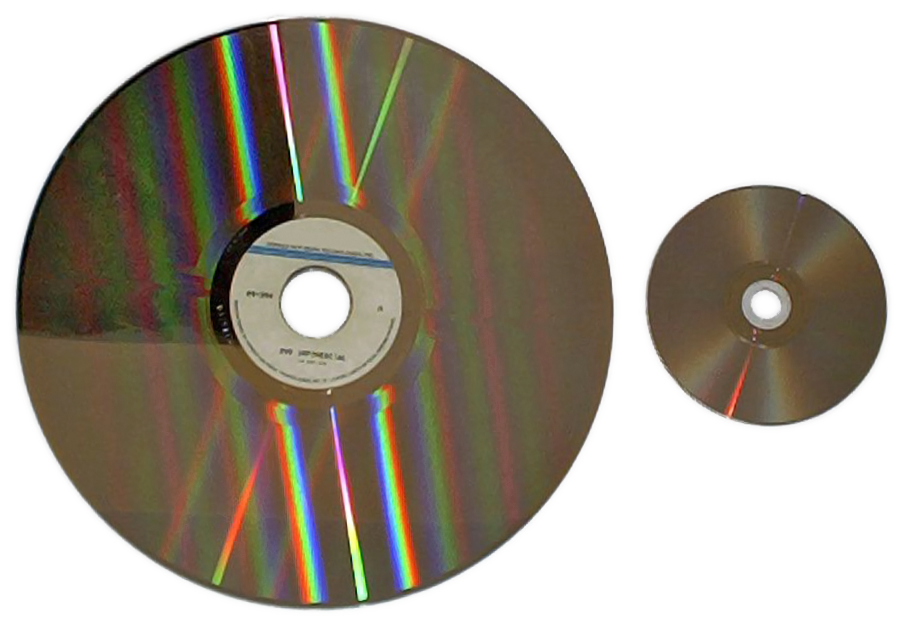
Srovnání velikosti Laserdiscu (vlevo) a DVD (vpravo).

Předchůdce dnešních optických disků, vyroben z hliníku a plastu.
- LD – Laserdisc, MCA (Music Corporation of America) DiscoVision

Formáty LD založené na rychlosti otáčení
- CAV – Constant Angular Velocity (SP Standard Play)
- CLV – Constant Linear Velocity (EP Extended Play)
- CAA – Constant Angular Acceleration

Metody zápisu na optický disk, formáty

Binární EFM kód používaný k zápisu na DVD a CD; Příklad značky a odpovídajícího signálu.

8-level ML kód; Příklad značky a odpovídajícího signálu.

- AAMQR – Advanced Audio Master Quality Recording
- AMQR – Audio Master Quality Recording
- DAO – Disc At Once
- DMD – Digital Multilayer Disk
- FMD – Fluorescent Multilayer Disc
- IPW – Incremental Packet Writing
- LIMDOW – Light Intensity Modulated Direct OverWrite
- LS-R – Layer-Selection-Type Recordable Optical Disk
- M-DISC – Millennial Disc
- ML – MultiLevel Recording
- MODS-Disc – Multiplexed Optical Data Storage
- PD – Phase-change Dual
- SAO – Session At Once
- SVOD – Stacked Volumetric Optical Disk
- TAO – Track At Once
- UDO – Ultra Density Optical
- VSD – Video Single Disc

Varianty disků BD

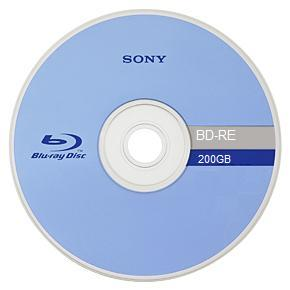
Experimentální Blu-ray disk o kapacitě 200 GB.

Třetí generace plastových optických disků.
- BD – Blu-ray Disc
- BD-R – Blu-ray Disc Recordable
- BD-R DL – Blu-ray Disc Recordable Double Layer
- BD-RE – Blu-ray Disc Recordable Erasable
- BD-RE DL – Blu-ray Disc Recordable Erasable Double Layer
- BD-ROM – Blu-ray Disc Read Only Memory

Varianty disků CD

První generace plastových optických disků.
- CD – Compact Disc
- CDDA – Compact Disc Digital Audio
  - FEC – Forward Error Correction
  - UPC – Universal Product Code
  - ISRC – International Standard Recording Code
  - SPARS – Society of Professional Audio Recording Services
    - AAA – A fully analogue recording, from the original session to mastering.
    - AAD – Analog tape recorder used during initial recording, analog tape recorder used during mixing, digital mastering.
    - ADD – Analog tape recorder used during initial recording, digital tape recorder used during mixing, digital mastering.
    - DAD – Digital tape recorder used during initial recording, analog tape recorder used during mixing, digital mastering.
    - DDA – Digital tape recorder used during initial recording, digital tape recorder used during mixing, analogue (vinyl) mastering.
    - DDD – A fully digital recording, from the original session to mastering.
- CD+G – Compact Disc + Graphics (CD-G, TV-Graphics)
- CD-R – Compact Disc Recordable
- CD-ROM – Compact Disc Read Only Memory
- CD-ROM XA – Compact Disc Read Only Memory eXtended Architecture
- CD-RW – Compact Disc Rewritable
- DDCD – Double Density Compact Disc
- DDCD-R – Double Density Compact Disc Recordable
- DDCD-ROM – Double Density Compact Disc Read Only Memory
- DDCD-RW – Double Density Compact Disc Rewritable
- SACD – Super Audio Compact Disc
- VCD – Video Compact Disc

Varianty disků DVD

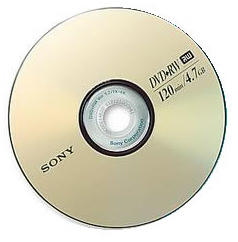
Sony Rewritable DVD.

Druhá generace plastových optických disků.
- 5D DVD – Five Dimensional Digital Versatile Disc
- DVD – Digital Versatile Disc
- DVD-A – Digital Versatile Disc Audio
- DVD-R – Digital Versatile Disc Recordable
- DVD+R – Digital Versatile Disc Recordable
- DVD-RAM – Digital Versatile Disc Random Access Memory
- DVD-RAM WO – Digital Versatile Disc Random Access Memory Write Once
- DVD-ROM – Digital Versatile Disc Read Only Memory
- DVD-RW – Digital Versatile Disc Rewritable
- DVD+RW – Digital Versatile Disc Rewritable
- DVD-R DL – Digital Versatile Disc Recordable Dual Layer
- DVD+R DL – Digital Versatile Disc Recordable Dual Layer
- DVD-R DS – Digital Versatile Disc Double Side
- DVD+R DS – Digital Versatile Disc Double Side
- DVD-V – Digital Versatile Disc Video
- HD DVD – High Density Digital Versatile Disc, High Definition Digital Versatile Disc

| Název                                                     | Kapacita     | Experimentální1                               | Rok2        |
| --------------------------------------------------------- | ------------ | --------------------------------------------- | ----------- |
| Laserdisc (LD)                                            | 0,3 GiB      |                                               | 1971–2001   |
| Compact Disc (CD)                                         | 0,7–0,9 GiB  |                                               | 1981–dodnes |
| MiniDisc (MD)                                             | 0,14 GiB     |                                               | 1989–dodnes |
| Magneto Optical Disc (MOD)                                | 0,1–16,7 GiB |                                               | 1990–dodnes |
| Digital Versatile Disc (DVD)                              | 4,7–17 GiB   |                                               | 1995–dodnes |
| Laser Intensity Modulation Direct OverWrite (LIMDOW-Disc) | 2,6 GiB      | 10 GiB                                        | 1996–dodnes |
| GD-ROM                                                    | 1,2 GiB      |                                               | 1997–dodnes |
| Fluorescent Multilayer Disc (FMD)                         |              | 50–140 GiB                                    | 1998–2003   |
| Versatile Multilayer Disc (VMD)                           | 5–20 GiB     | 100 GiB                                       | 1999–2010   |
| Ultra Density Optical (UDO)                               | 30–60 GiB    |                                               | 2000–dodnes |
| FVD (FVD)                                                 | 5,4–15 GiB   |                                               | 2001–dodnes |
| Enhanced Versatile Disc (EVD)                             | DVD          |                                               | 2002–2004   |
| HD DVD                                                    | 15–51 GiB    | 1TB                                           | 2002–2008   |
| Blu-ray Disc (BD)                                         | 25–128 GiB   | 400 GiB                                       | 2002–dodnes |
| Professional Disc for Data (PDD)                          | 23 GiB       |                                               | 2003–2006   |
| Digital Multilayer Disk (DMD)                             |              | 22–32 GiB                                     | 2004–2007   |
| Multiplexed Optical Data Storage (MODS-Disc)              |              | 250 GiB–1 TiB                                 | 2004–dodnes |
| Universal Media Disc (UMD)                                | 0,9–1,8 GiB  |                                               | 2004–2012   |
| Holographic Versatile Disc (HVD)                          |              | 6,0 TiB                                       | 2004–dodnes |
| Protein-coated Disc (PCD)                                 |              | 50 TiB                                        | 2005–dodnes |
| Millennial Disc (M-DISC)                                  |              | 4,7 GiB (DVD formát), 25 GiB (Blu-Ray formát) | 2009–dodnes |

1)Prototypy a teoretické hodnoty.

2)Od začátku vývoje až do konce prodeje nebo rozvoje.

## Mechaniky – magnetické, optické

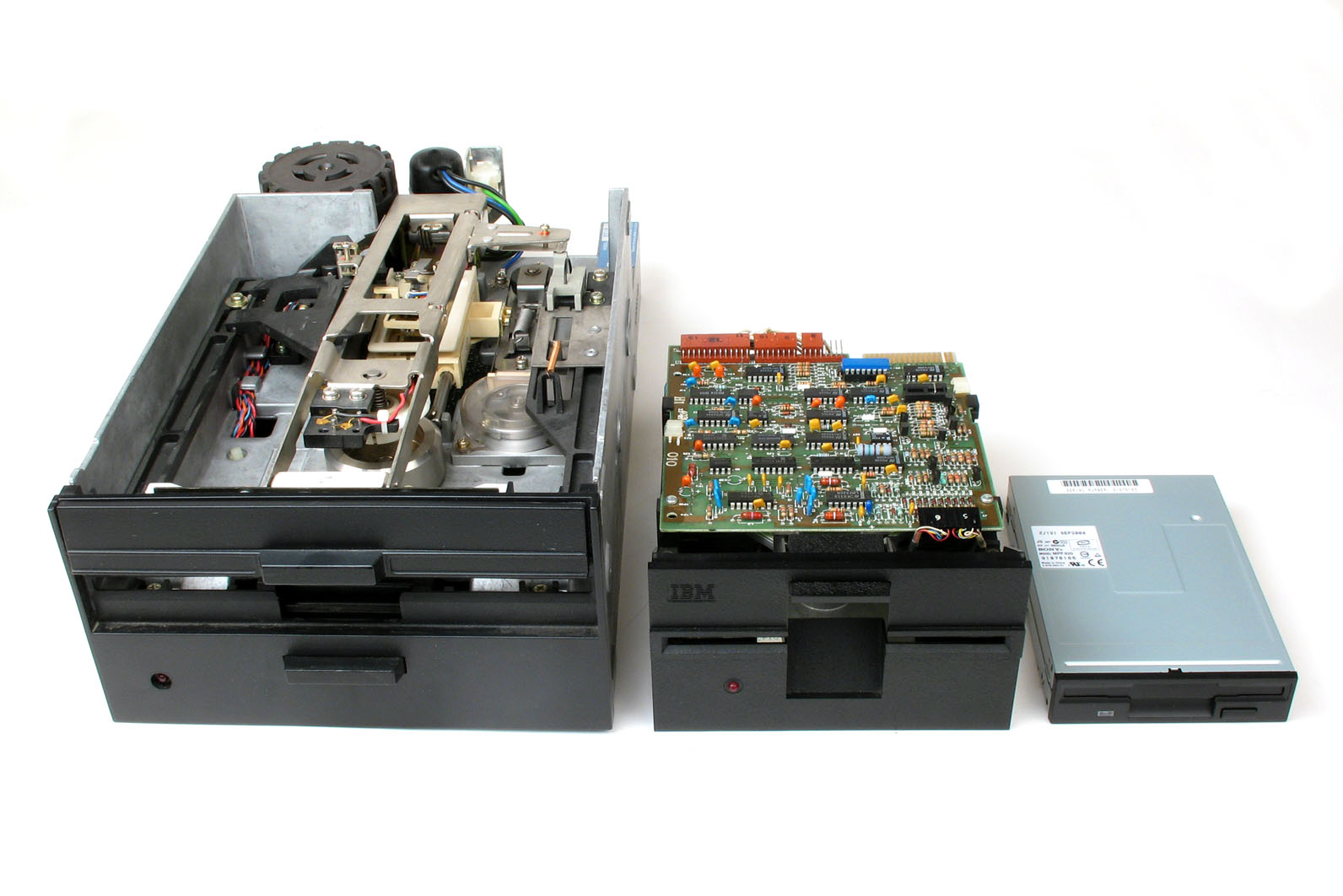
8", 5,25" a 3,5" disketové mechaniky.

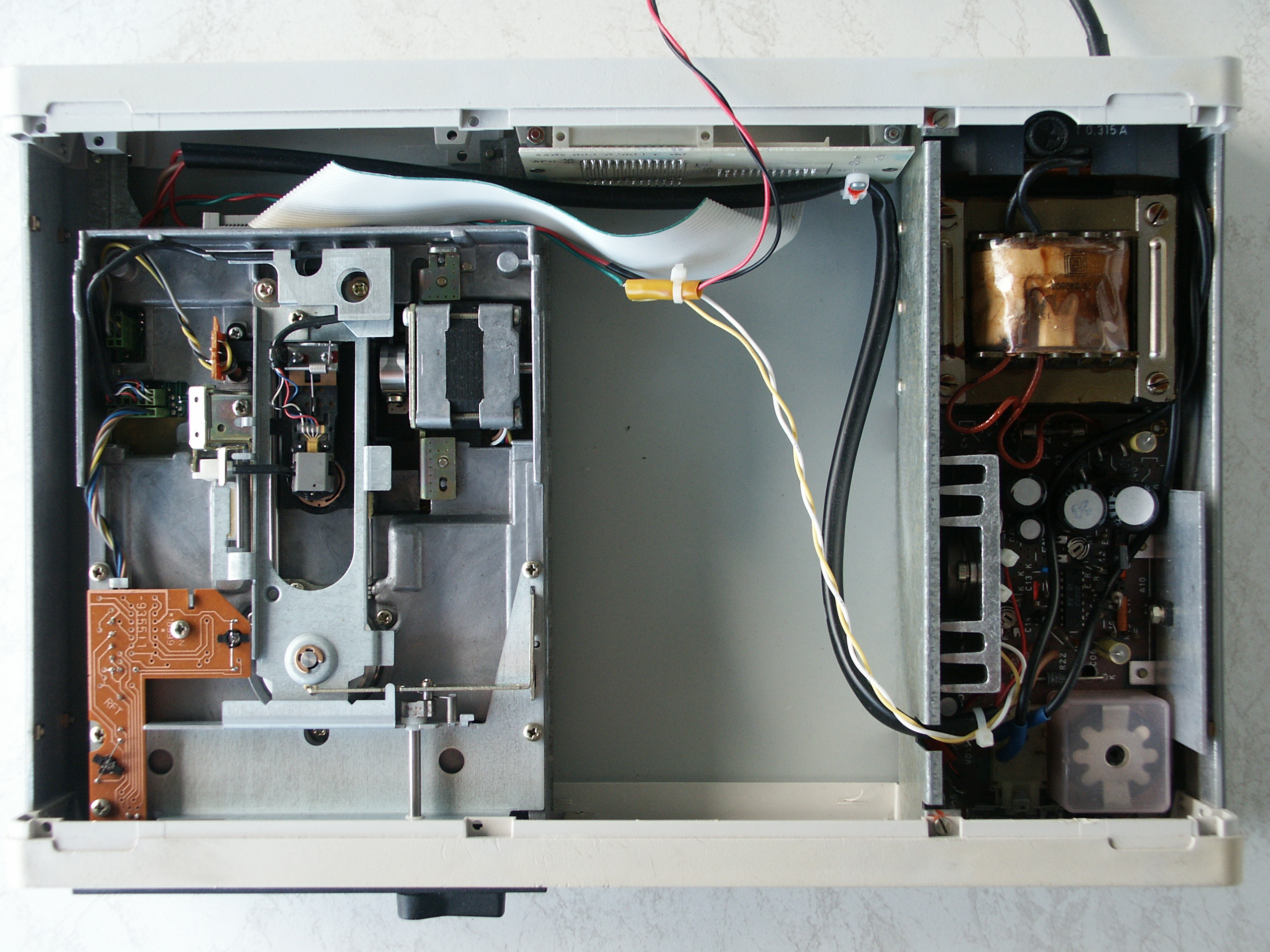
Pohled na vnitřek disketové mechaniky. Vlevo uprostřed, je snímací magnetická hlava.

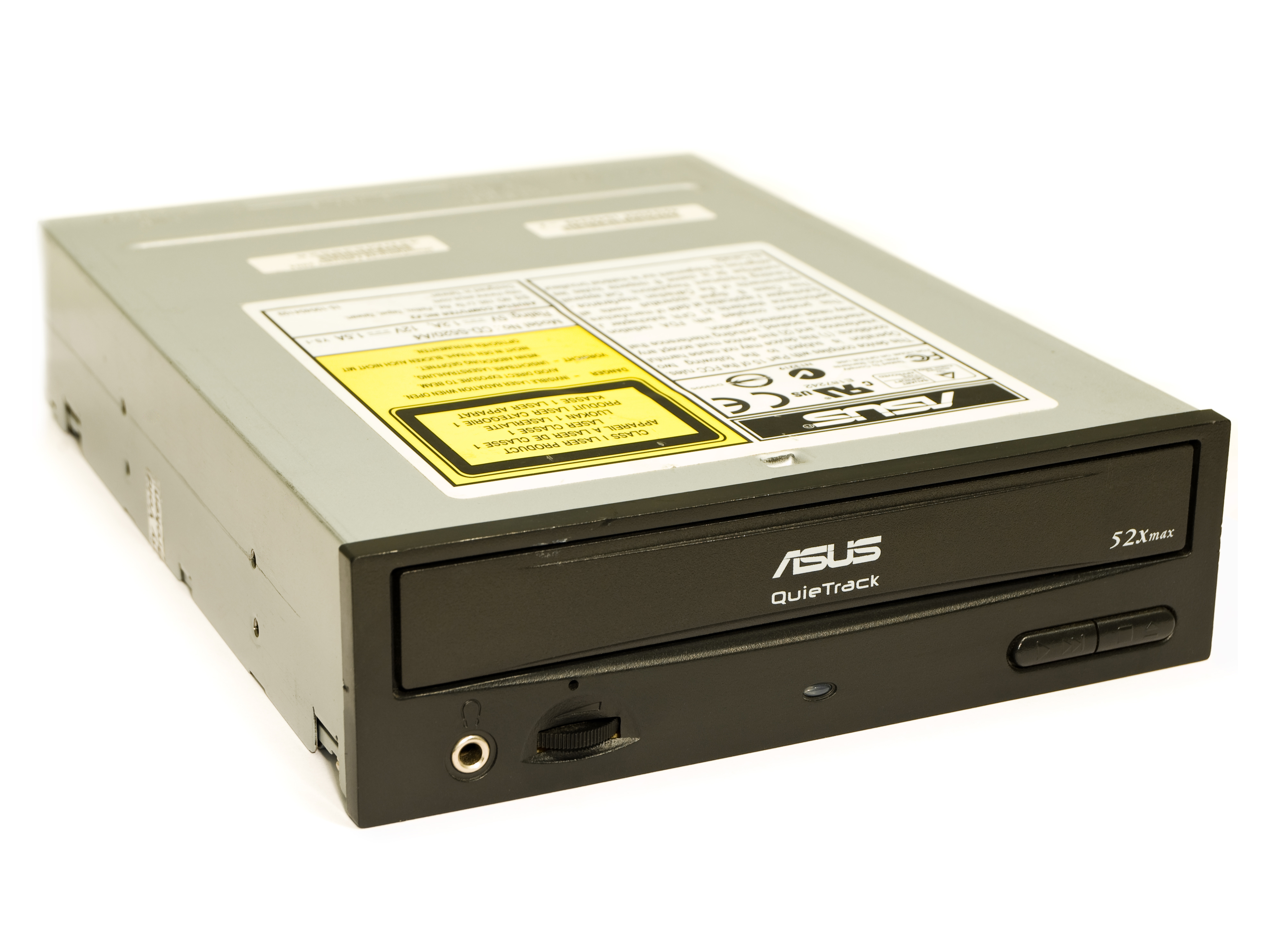
CD-ROM mechanika.

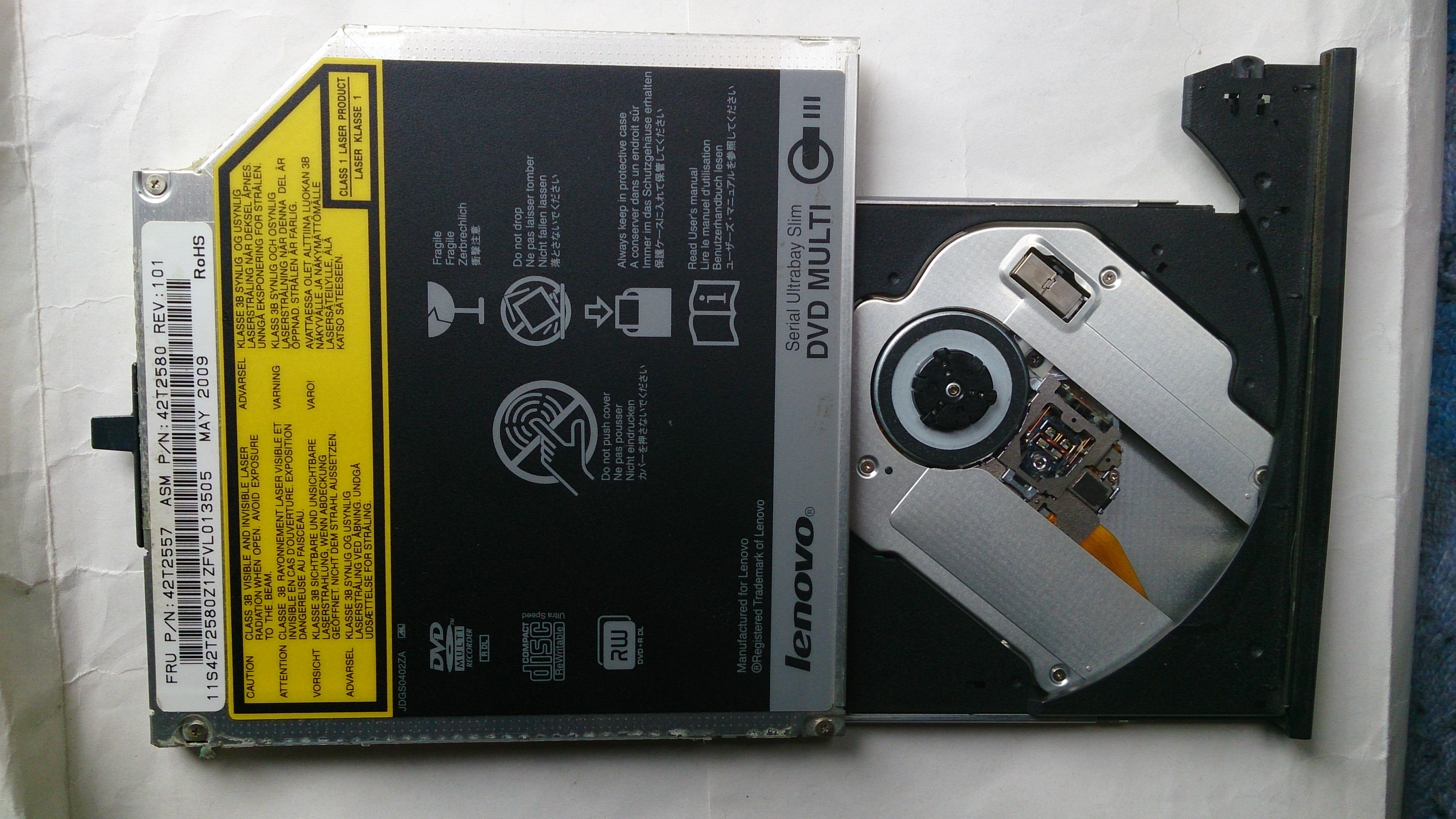
Interní optická DVD mechanika pro laptopy.

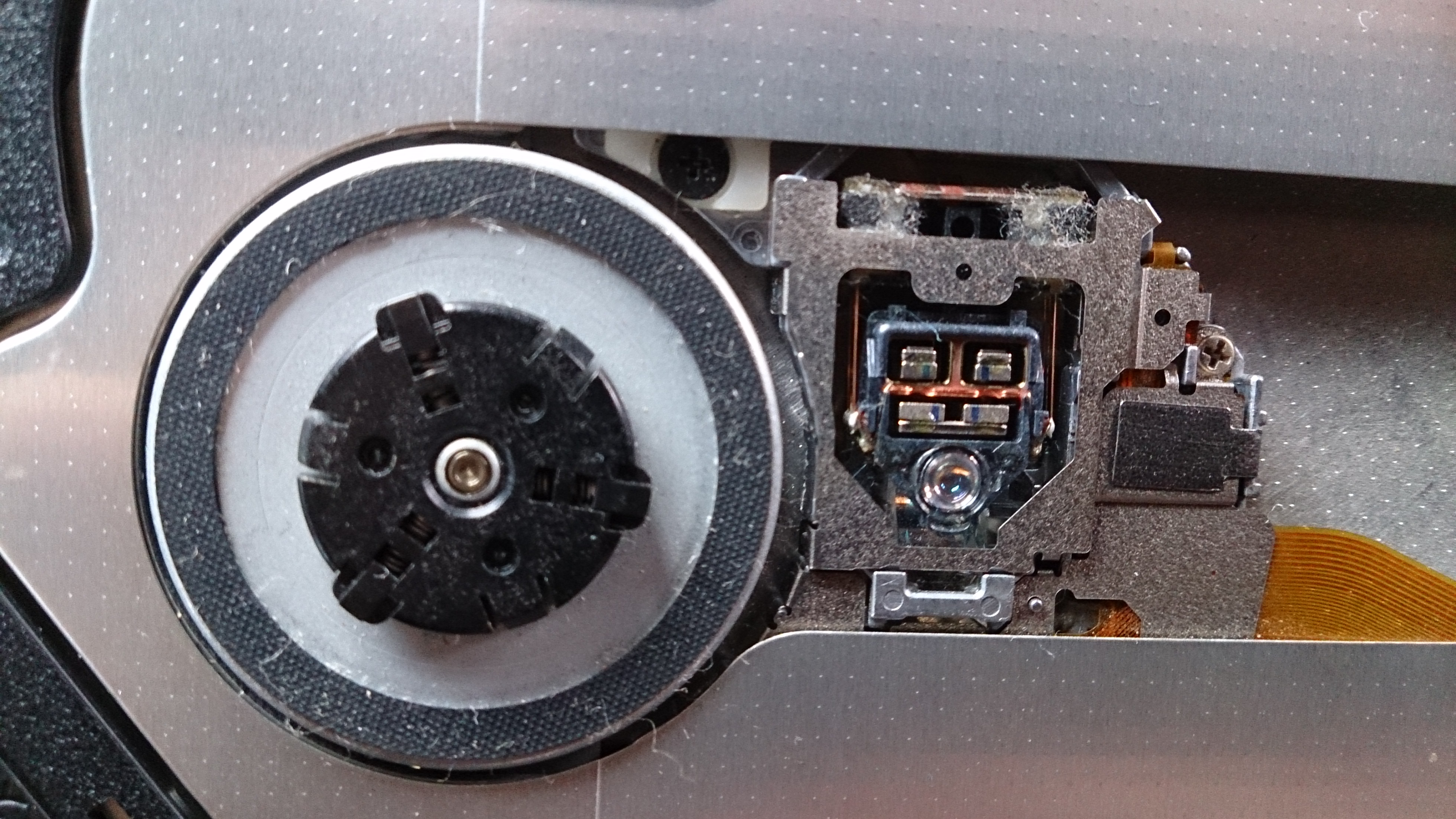
Detail laserového snímače optické mechaniky.

Mechaniky se primárně dělí na interní a externí. Slouží k zápisu a čtení dat, na magnetická či optická média (disketa, CD, DVD atd.)

### Magnetické mechaniky
Magnetické mechaniky mají standardně v operačním systému Windows rezervována písmena A a B diskových jednotek, a primárně je též nastaveno samotné bootování z těchto jednotek.
- FDD – Floppy disk drive
  - Velikosti disket, a jejich základní formáty.
  - 3,5" – 3,5 palců = 8,89 centimetrů
  - 3,5" – 720KB DS/DD
  - 3,5" – 1.44MB DS/HD
  - 3,5" – 2.88MB DS/ED
  - 5,25" – 5,25 palců = 13,335 centimetrů
  - 5,25" – 360KB DS/DD
  - 5,25" – 1.2MB DS/HD
  - 8" – 8 palců = 20,32 centimetrů
  - 8" – 250 KB SS/SD
  - 8" – 500 KB SS/DD
  - DS/DD – Double Sided Double Density
  - DS/HD – Double Sided High Density
  - DS/ED – Double Sided Extra High Density (Pouze IBM)
  - SS/SD – Single Sided Single Density
  - SS/DD – Single Sided Double Density
    - Hustota zápisu na médium
    - TPI – Tracks Per Inch
    - BPI – Bits Per Inch

### Optické mechaniky
- ODD – Optical Disc Drive

Čtecí a zapisovací mechanismus, senzor
- LASER – Light Amplification by Stimulated Emission of Radiation
  - GaAlAs – Aluminium gallium arsenide (CD, červený 670-830 nm)
  - AlGaInP – Aluminium gallium indium phosphide (DVD, červený 650 nm)
  - GaN – Gallium nitride (BD, modrý 405 nm)
- PUH – PickUp Head

Řízení otáček
- CAA – Constant Angular Acceleration
- CAV – Constant Angular Velocity
- CLV – Constant Linear Velocity
- PCLV – Partial Constant Linear Velocity
- ZCLV – Zoned Constant Linear Velocity

## Mobilní telefony, mobilní a telefonní sítě, technologie

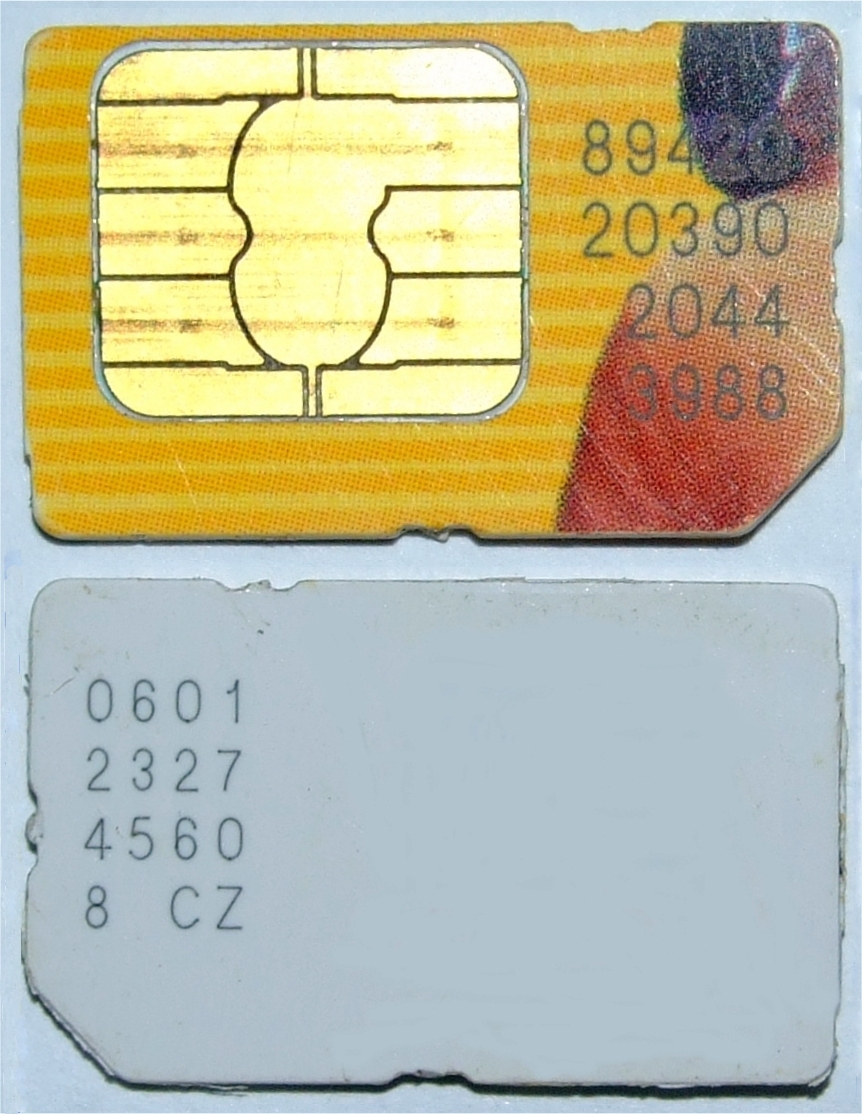
Spodní a horní strana mini SIM karet.

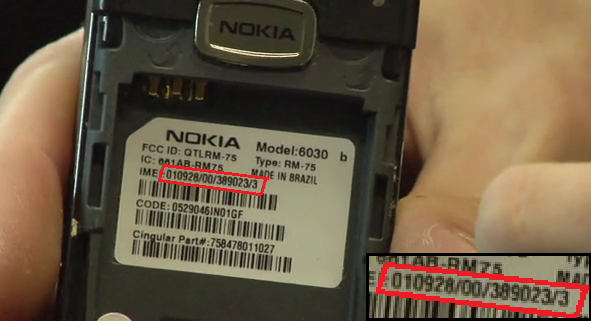
IMEI, který je umístěn na spodní straně mobilního telefonu pod baterií.

Ochrana mobilních telefonů, identifikace, textové a multimediální zprávy.
- BCCH – Broadcast Control Channel
- BPIN – Banking Personal Identification Number
- BPUK – Banking Personal Unblocking Key
- BRI – Basic Rate Interface
- DSS1 – Digital Subscriber System No. 1
- EIR – Equipment Identity Register
- ESNs – Electronic Serial Numbers
- FUMO – Firmware Update Management Object
- H-ARQ – Hybrid Automatic Repeat Request
- ICCID – Integrated Circuit Card Identifier
- IMEI – International Mobile Equipment Identity
  - CEIR – Central Equipment Identity Register
    - EIR – Equipment Identity Register

  - FAC – Final Assembly Code (2 digits)
  - MEID – Mobile Equipment Identifier
    - CD – Check Digit

  - IMEISV – Integrated Circuit Card Identifier Software Version
  - SNR – Serial Number (6 digits)
  - SP – Spare (1 digits)
  - SVN – Software Version Number
  - TAC – Type Approval Code (6 digits)
- IMS – IP Multimedia Subsystem
- IMSI – International Mobile Subscriber Identity
- LAI – Location Area Identity
- LPIN – Localization Personal Identification Number
- MCC – Mobile Country Code MCC (info, česky)
- MIMO – Multiple-Input and Multiple-Output
- MIN – Mobile Identification Number
- MMS – Multimedia Messaging Service
- MNC – Mobile Network Code MNC (info, česky)
- MSIN – Mobile Subscription Identification Number
- MSISDN – Mobile Station International Subscriber Directory Number
- NGMN – Next Generation Mobile Networks
- OMA – Open Mobile Alliance
  - OMA BCAST – Open Mobile Alliance Mobile Broadcast Services Enabler Suite
  - OMA CAB – Open Mobile Alliance Converged Address Book
  - OMA CP – Open Mobile Alliance Client Provisioning
  - OOMA CPM – Open Mobile Alliance Converged IP Messaging
  - OMA DM – Open Mobile Alliance Device Management
  - OMA DRM – Open Mobile Alliance Digital Rights Management
  - OMA DS – Open Mobile Alliance Data Synchronization
  - OMA IMPS – Open Mobile Alliance Instant Messaging and Presence Service
  - OMA PAG – Open Mobile Alliance Presence and Availability working Group
  - OMA PoC – Open Mobile Alliance Push to talk Over Cellular
  - OMA Presence SIMPLE – Open Mobile Alliance SIP (Session Initiation Protocol) for Instant Messaging and Presence Leveraging Extensions
  - OME RME – Open Mobile Alliance Rich Media Environment
  - OMA SE – (OSE) Open Mobile Alliance Service Environment
- PDH – Plesiochronous Digital Hierarchy
- PIN – Personal Identification Number
  - PAN – Primary Account Number
  - PGK – Personal identification number Generation Key
  - PVKI – Personal identification number Validation Key Index
  - PVV – Personal identification number Verification Value
- PRI – Primary Rate Interface
- PSTN – Public Switched Telephone Network
- PTT – Push to talk
- PUK – Personal Unblocking Key (PUC)
- RSU – Remote Subscriber Unit (RCU – Remote Concentrator Unit)
- RNC – Radio Network Controler RNC (info, česky)
- SCOMO – Software Component Management Object
- SIM – Subscriber Identity Module
- SMG – Special Mobile Group
- SMS – Short Message Mervice
- SS7 – Signaling System No. 7
- TMSI – Temporary Mobile Subscriber Identity
- UICC – Universal Integrated Circuit Card

### Sítě, systémy, protokoly, přístupy
- AAL – ATM (Asynchronous Transfer Mode) Adaptation Layer
- ATM – Asynchronous Transfer Mode
- DC-HSDPA – Dual Carrier High-Speed Downlink Packet Access
- DC-HSUPA – Dual Carrier High-Speed Uplink Packet Acces
- DCS – Digital Cellular System
- FDMA – Frequency Division Multiple Access
- FHSS – Frequency Hopping Spread Spectrum
- FPLMTS – Future Public Land Mobile Telecommunications System
- HARQ – Hybrid Automatic Repeat reQuest
- ISDN – Integrated Services Digital Network
- LTE – Long Term Evolution
- MAP – Mobile Application Part
- MC-HSPA – Multi Carrier High Speed Packet Access
- MF-TDMA – Multi Frequency Time Division Multiple Access
- MLP – Mobile Location Protocol
  - SLIS – Standard Location Immediate Service
  - ELIS – Emergency Location Immediate Service
  - SLRS – Standard Location Reporting Service
  - ELRS – Emergency Location Reporting Service
  - TLRS – Triggered Location Reporting Service
  - HLIS – Historic Location Immediate Service
- MTP – Media Transfer Protocol
- MTP – Message Transfer Part
- NGN – Next Generation Networks
- OFDMA – Orthogonal Frequency Division Multiple Access
- PAMA – Pulse Address Multiple Access
- PCS – Personal Communication System (Personal Communications Service)
- PDMA – Polarization Division Multiple Access
- PLMN – Public Land Mobile Network
- PTP – Picture Transfer Protocol
- RANAP – Radio Access Network Application Part
- SCCP – Signalling Connection Control Part
- SC-FDMA – Single Carrier Frequency Division Multiple Access
- SDMA – Space Division Multiple Access
- STDMA – Self Organized Time Division Multiple Access
- TCAP – Transaction Capabilities Application Part
- TDMA – Time Division Multiple Access
- TDM – Time Division Multiplex
- UTRA-TDD HCR – UMTS Terrestrial Radio Access Time Division Duplex High Chip Rate
- UMB – Ultra Mobile Broadband
- WATM – Wireless Asynchronous Transfer Mode
- WDMA – Wavelength Division Multiple Access
- WOFDM – Wideband Orthogonal Frequency Division Multiplexing

#### Sítě 0G – radiotelefony
Historické mobilní sítě.
- AMR – Automatizovaný Městský Radiotelefon
- AMTS – Advanced Mobile Telephone System
- ARP – Autoradiopuhelin
- IMTS – Improved Mobile Telephone Service
- Mobiltelefonisystem
  - MTA – Mobiltelefonisystem A
  - MTB – Mobiltelefonisystem B
  - MTC – Mobiltelefonisystem C
  - MTD – Mobiltelefonisystem D
- MTS – Mobile Telephone Service
- OLT – Offentlig Landmobil Telefoni

#### Sítě 1G
Mobilní sítě první generace.
- AMPS – Advanced Mobile Phone System / Service American Mobile Phone Standard
- JTAC – Japanese Total Access Communication
- NMT – Nordic Mobile Telecommunication / Nordic Mobile Telephony
- TACS – Total Access Communication System

#### Sítě 2G, 2.5G, 2.75G
Mobilní sítě druhé generace.
- 2G – The 2rd Generation

Struktura GSM sítě.

- CDMA – Code Division Multiple Access
- CDPD – Cellular Digital Packet Data
- CSD – Circuit Switched Data
- D-AMPS – Digital Advanced Mobile Phone System
- EDGE – Enhanced Data Rates for GSM Evolution
- GPRS – General Packet Radio Service
- GSM – Global System for Mobile Communications
- HSCSD – High Speed Circuit Switched Data
- iDEN – Integrated Digital Enhanced Network
- PDC – Personal Digital Cellular
- PHS – Personal Handy-phone System
- WiDEN – Wideband Integrated Digital Enhanced Network

#### Sítě 3G, IMT-2000, 3.5G, 3.75G, 3.9G
Mobilní sítě třetí generace.
- 3G – The 3rd Generation
- 3GPP – The 3rd Generation Partnership Project
- HC-SDMA – High Capacity Spatial Division Multiple Access (iBurst)
- HSDPA – High-Speed Downlink Packet Access
- HSPA – High Speed Packet Access
- HSUPA – High-Speed Uplink Packet Acces
- TD-CDMA – Time Division Code Division Multiple Access
- TD-SCDMA – Time Division Synchronous Code Division Multiple Access
- UTRA-TDD HCR – UMTS Terrestrial Radio Access Time Division Duplex High Chip Rate
- UTRA-TDD LCR – UMTS Terrestrial Radio Access Time Division Duplex Low Chip Rate
- UMTS – Universal Mobile Telecommunications System
- UTRAN – UMTS Terrestrial Radio Access Network
- W-CDMA – Wideband Code Division Multiple Access

## Modulace
Modulace je nelineární proces, kterým se mění charakter vhodného nosného signálu pomocí modulujícího signálu. Modulace se velmi často používá při přenosu nebo záznamu elektrických nebo optických signálů.

### Analogové modulace

Frekvenční analýza AM. Modrý trojúhelník na obrázku znázorňuje modulační signál v kmitočtovém pásmu od do, zelený trojúhelník je součtové pásmo (třetí člen ve vzorci) a červený znázorňuje rozdílové pásmo (druhý člen ve vzorci). Čára mezi nimi je nosná (první člen ve vzorci).

- ACSSB – Amplitude Companded Single Sideband Modulation
- AM – Amplitude Modulation
- eSSB – Extended Single Sideband Modulation
- FM – Frequency Modulation
- PM – Phase Modulation
- QAM – Quadrature Amplitude Modulation
- SM – Space Modulation
- SSB – Single Sideband Modulation
- SSB-SC – Single Sideband Suppressed Carrier Modulation

### Digitální modulace
- ASK – Amplitude Shift Keying

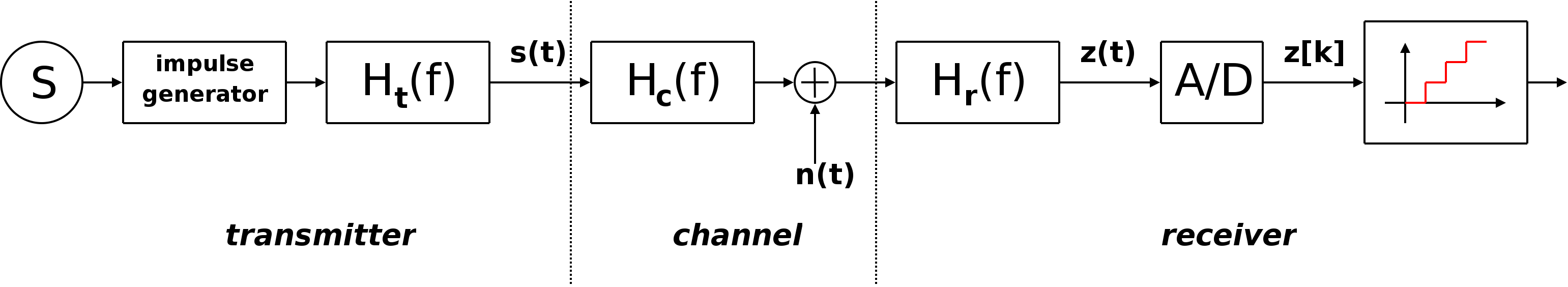
Příklad modulace ASK.

Příklad modulace FSK.

Modulační signál (nahoře) modulující amplitudu (AM) nebo frekvenci (FM) nosné vlny.

- APSK – Amplitude and Phase Shift Keying / Asymmetric Phase Shift Keying
- BPSK – Binary Phase Shift Keying
- CCK – Complementary Code Keying
- CPM – Continuous Phase Modulation
- DPQPSK – Dual Polarization Quadrature Phase Shift Keying
- DPSK – Differential Phase Shift Keying
- ΔΣM – Delta Sigma Modulation
- EFM – Eight-to-Fourteen Modulation
- FSK – Frequency Shift Keying
- GFSK – Gaussian Frequency Shift Keying
- MFSK – Multiple Frequency Shift Keying
- MSK – Minimum Shift Keying
- OFDM – Orthogonal Frequency Division Multiplexing
- OOK – On Off Keying
- OQPSK – Offset Quadrature Phase Shift Keying
- PPM – Pulse Position Modulation
- PSK – Phase Shift Keying
- QPSK – Quadrature Phase Shift Keying QPSK (info, česky)
- SOQPSK – Shaped Offset Quadrature Phase Shift Keying
- TCM – Trellis Coded Modulation

### Ostatní
- PAM – Pulse Amplitude Modulation
- PCM – Pulse Code Modulation
- PWM – Pulse Width Modulation

### Spektra
- CSS – Chirp Spread Spectrum
- DSSS – Direct Sequence Spread Spectrum
- FHSS – Frequency Hopping Spread Spectrum
- THSS – Time Hopping Spread Spectrum

## Monitory, displeje, technologie, zařízení, standardy zobrazení

Příklad animovaného dot matrix displeje, s proporcionálním fontem písma.

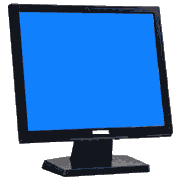
Monitor osazený displejem typu LCD.

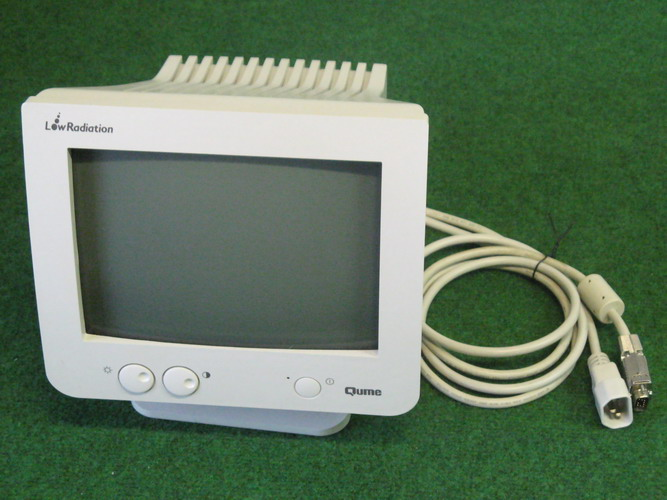
Devíti palcový monitor Qume QM9M, osazený displejem typu CRT.

Trojitý, sedmisegmentový display – SSD.

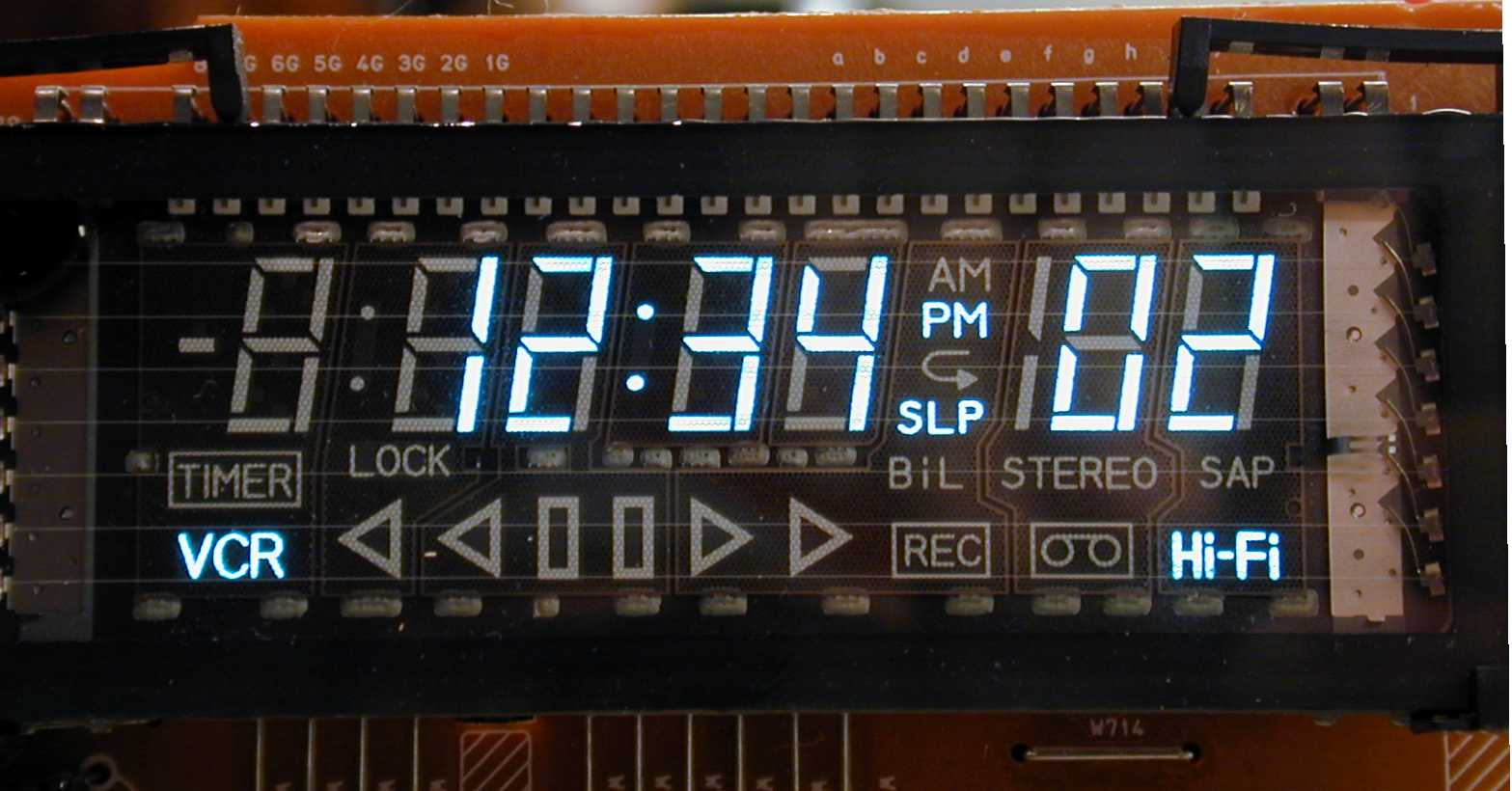
Vakuový fluorescenční display – VFD.

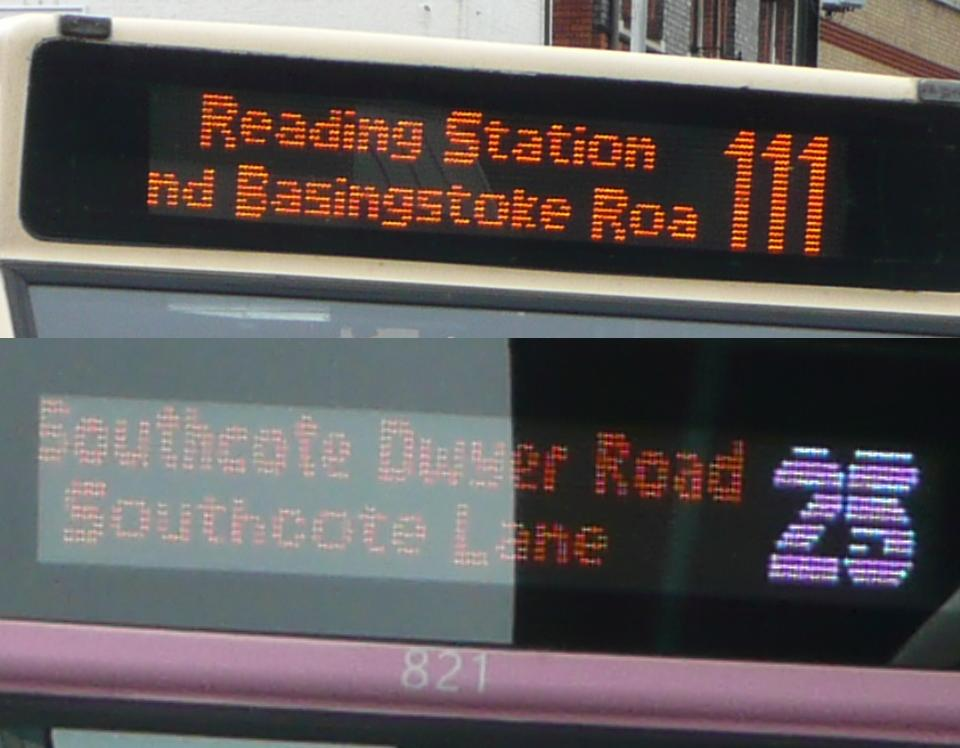
LED displej, na informační tabuli autobusu.

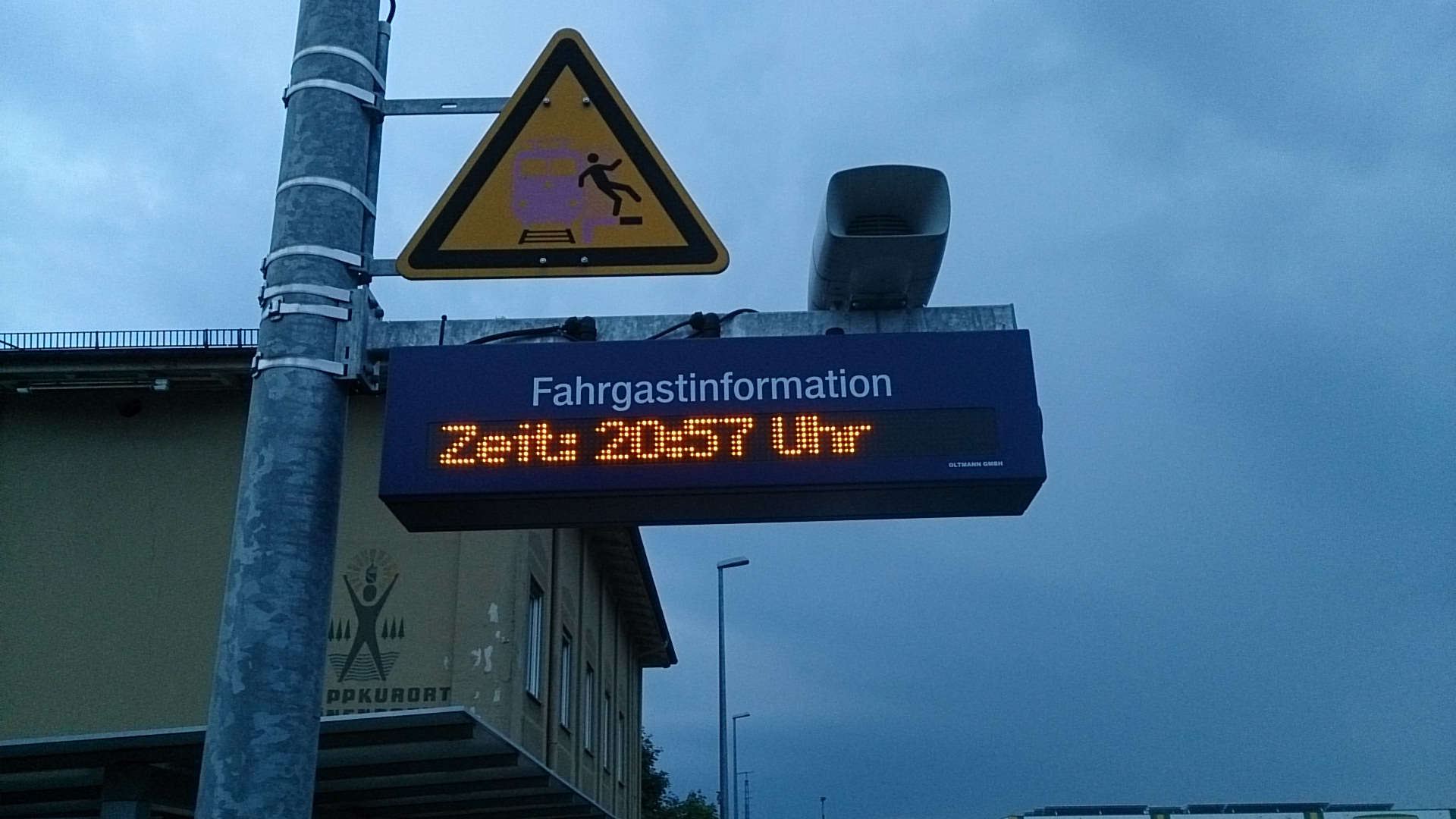
Informační LED dsplej, na německém vlakovém nádraží, ve městě Thal, Markt – Bad Grönenbach.

Monitor je základní výstupní elektronické zařízení sloužící k zobrazování textových a grafických informací.
Jsou různé typy monitorů, které se většinou nazývají dle osazení daným typem displeje.
- ALiS – Alternate Lighting of Surfaces
- CRT – Cathode Ray Tube
- DLP – Digital Light Processing
- DMD – Dot Matrix Display
- DVST – Direct View Storage Tube
- FED – Field emission display (NED Nano Emissive display)
- HDTV – High Definition Television
- HMD – Head Mounted Display (OHMD Optical Head Mounted Display, HMD Helmet Mounted Display)
- HUD – Head Up Display Head-up (info, česky)
- IEL – Inorganic Electroluminescent
- IMOD – Interferometric Modulator Display
- LEC – Light-emitting Electrochemical Cell (LEEC)
- LED Display – Light Emitting Diode Display
- LPD – Laser-powered Phosphor Display
- PDP – Plasma Display Panel
- QD – Quantum Dot Display (QDLED)
- SED – Surface-conduction Electron-emitter Display
- TDEL – Thick-film Dielectric Electroluminescent Technology
- TPD – Telescopic Pixel Display
- TMOS – Time Multiplexed Optical Shutter
- VFD – Vacuum Fluorescent Display

### ELDs varianty
Elektroluminiscenční displej je typ plochého panelového displeje, vytvořeného vložením vrstvy elektroluminiscenčního materiálu, jako je GaAs (Gallium Arsenide), mezi dvě vrstvy vodičů.
- ELDs – Electroluminescent Displays
- ELDs AMEL – Electroluminescent Displays Active Matrix Electroluminescence
- ELDs TDEL – Electroluminescent Displays Thick Dielectric Electroluminescence
- ELDs TFEL – Electroluminescent Displays Thin Film Electroluminescence

### LCD varianty
Displej z tekutých krystalů je tenké a ploché zobrazovací zařízení, skládající se z omezeného (velikostí monitoru) počtu barevných nebo monochromatických pixelů, seřazených před zdrojem světla nebo reflektorem.
- AMLCD – Active Matrix Liquid Crystal Display
- DSTN LCD – Double Super Twisted Nematic Liquid Crystal Display
- FLD – Ferro Liquid Display (FLD Ferro-electric Liquid Display, FFD Ferro Fluid Display, FLCD Ferro Liquid Crystal Displays)
- ChLCD – Cholesteric Liquid Crystal Display ChLCD (info, česky)
- LCD – Liquid Crystal Display
- LCoS – Liquid Crystal on Silicon
- STN LCD – Super Twisted Nematic Liquid Crystal Display
- TFT IPS – Thin Film Transistor In Plane Switching TFT IPS (info, česky)
- TFT LCD – Thin Film Transistor Liquid Crystal Display TFT LCD (info, česky)
- TFT MVA – Thin Film Transistor Multi-domain Vertical Alignment TFT MVA (info, česky)
- TFT PVA – Thin Film Transistor Patterned Vertical Alignment TFT PVA (info, česky)
- TFT S-IPS – Thin Film Transistor Super In Plane Switching TFT S-IPS (info, česky)
- TFT S-PVA – Thin Film Transistor Super Patterned Vertical Alignment TFT S-PVA (info, česky)
- TFT TN – Thin Film Transistor Twisted Nematic TFT TN (info, česky)
- TSTN LCD – Triple Super Twisted Nematic Liquid Crystal Display

### OLED varianty
OLED je typ displeje využívající technologii organických elektroluminiscenčních diod. Princip spočívá v tom, že mezi průhlednou anodou a kovovou katodou je několik vrstev organické látky.
- AMOLED – Active Matrix Organic Light Emitting Diode
- FOLED – Flexible Organic Light Emitting Diode
- OLED – Organic Light Emitting Diode
- PHOLED – Phosphorescent Organic Light Emitting Diode
- PLED – Polymer Light Emitting Diodes (Polymer OLED, LEP Light Emitting Polymers)
- PMOLED – Passive Matrix Organic Light Emitting Diode
- TOLED – Transparent Organic Light Emitting Diode
- WOLED – White Organic Light Emitting Diode

### SD varianty
| R   | G   | B   | barva     | poznámka |
| --- | --- | --- | --------- | -------- |
| 0   | 0   | 0   | černá     | viz CMYK |
| 255 | 0   | 0   | červená   |          |
| 0   | 255 | 0   | zelená    |          |
| 0   | 0   | 255 | modrá     |          |
| 255 | 255 | 0   | žlutá     | viz CMYK |
| 255 | 0   | 255 | purpurová | viz CMYK |
| 0   | 255 | 255 | azurová   | viz CMYK |
| 255 | 255 | 255 | bílá      |          |

Segmentový displej je elektronické zobrazovací zařízení, složené ze segmentů. Tyto segmenty mohou být například tvořeny LED, OLED, nebo tekutými krystaly. Existují i velké displeje, zobrazující segmenty mechanicky (například u čerpacích stanic).
- FSD – Fourteen Segment Display
- NSD – Nine Segment display
- SD – Segment Display
- SISD – Sixteen Segment Display
- SSD – Seven Segment Display

### Modely barev
Barevné modely pro zobrazení monitorů, digitální tisk atd.
- CcMmYK – Cyan light cyan Magenta light magenta Yellow Key
- CMYK – Cyan Magenta Yellow Key
- HSV – Hue Saturation Value (HSB Hue Saturation Brightness)
- NCS – Natural Color System
- RAL – ReichsAusschuss für Lieferbedingungen
- RGB – Red Green Blue
- RYB – Red Yellow Blue

### Standardy zobrazení
V závorkách je uvedeno dané základní rozlišení v pixelech, a poměr stran displeje. Tento seznam není řazen abecedně, ale dle rozlišení v pixelech, a to vzestupně.

#### Video Graphics Array

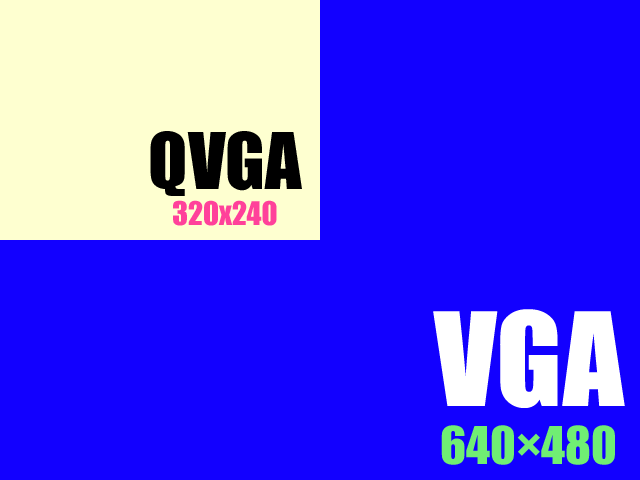
Obrázek ukazující rozdíl mezi QVGA a VGA. Klikněte pro skutečnou velikost.

- QQVGA – Quarter Quarter Video Graphics Array (160 × 120, 4 : 3 aspect ratio)
- HQVGA – Half Quarter Video Graphics Array (240 × 160, 3 : 2 aspect ratio)
- QVGA – Quarter Video Graphics Array (320 × 240, 4 : 3 aspect ratio)
- WQVGA – Wide Quarter Video Graphics Array (400 × 240, 5 : 3 aspect ratio)
- HVGA – Half-size Video Graphics Array (480 × 320, 3 : 2 aspect ratio)
- VGA – Video Graphics Array (640 × 480, 4 : 3 aspect ratio)
- WVGA – Wide Video Graphics Array (800 × 480, 5 : 3 aspect ratio)
- FWVGA – Full Wide Video Graphics Array (854 × 480, 16 : 9 aspect ratio)
- SVGA – Super Video Graphics Array (800 × 600, 4 : 3 aspect ratio)
- DVGA – Double-size Video Graphics Array (960 × 640, 3 : 2 aspect ratio)
- WSVGA – Wide Super Video Graphics Array (1024 × 576, 16 : 9 aspect ratio)

#### Extended Graphics Array

Srovnání více standardů zobrazení.

- XGA – Extended Graphics Array (1024 × 768, 4 : 3 aspect ratio)
- WXGA – Wide Extended Graphics Array (1366 × 768, 16 : 9 aspect ratio)
- XGA+ – Extended Graphics Array Plus (1152 × 864, 4 : 3 aspect ratio)
- WXGA+ – Wide Extended Graphics Array Plus (1440 × 900, 16 : 10 aspect ratio)
- SXGA – Super Extended Graphics Array (1280 × 1024, 5 : 4 aspect ratio)
- SXGA+ – Super Extended Graphics Array Plus (1400 × 1050, 4 : 3 aspect ratio)
- WSXGA – Widescreen Super Extended Graphics Array Plus (1680 × 1050, 16 : 10 aspect ratio)
- UXGA – Ultra Extended Graphics Array (1600 × 1200, 4 : 3 aspect ratio) (UGA)
- WUXGA – Widescreen Ultra Extended Graphics Array (1920 × 1200, 16 : 10 aspect ratio)

#### Quad Extended Graphics Array
- QWXGA – Quad Wide Extended Graphics Array (2048 × 1152, 16 : 9 aspect ratio)
- QXGA – Quad Extended Graphics Array (2048 × 1536, 4 : 3 aspect ratio)
- WQXGA – Wide Quad Extended Graphics Array (2560 × 1600, 16 : 10 aspect ratio)
- QSXGA – Quad Super Extended Graphics Array (2560 × 2048, 5 : 4 aspect ratio)
- WQSXGA – Wide Quad Super Extended Graphics Array (3200 × 2048, 1.56 : 1 – 25 : 16 aspect ratio)
- QUXGA – Quad Ultra Extended Graphics Array (3200 × 2400, 4 : 3 asp,ect ratio)
- WQUXGA – Wide Quad Ultra Extended Graphics Array (3840 × 2400, 16 : 10)

#### Hyper Extended Graphics Array
- HXGA – Hex[adecatuple] Extended Graphics Array (4096 × 3072, 4 : 3 aspect ratio)
- WHXGA – Wide Hex[adecatuple] Extended Graphics Array (5120 × 3200, 16 : 10 aspect ratio)
- HSXGA – Hex[adecatuple] Super Extended Graphics Array (5120 × 4096, 5 : 4 aspect ratio)
- WHSXGA – Wide Hex[adecatuple] Super Extended Graphics Array (6400 × 4096, 1.56 : 1 – 25 : 16 aspect ratio)
- HUXGA – Hex[adecatuple] Ultra Extended Graphics Array (6400 × 4800, 4 : 3 aspect ratio)
- WHUXGA – Wide Hex[adecatuple] Ultra Extended Graphics Array (7680 × 4800, 16 : 10 – 8 : 5 aspect ratio)

#### High-Definition

Porovnání rozlišení 8K UHDTV, 4K UHDTV, FHDTV a SDTV.

- nHD – near High Definition (640 × 360, 16 : 9 aspect ratio)
- qHD – quarter High Definition (960 × 540, 16 : 9 aspect ratio)
- HD – High Definition (1280 × 720, 16 : 9 aspect ratio)
- FHD – Full High Definition (1920 × 1080, 16 : 9 aspect ratio)
- QHD – Quad High Definition (2560 × 1440, 16 : 9 aspect ratio)
- WQXGA – (QHD+) Wide Quad Extended Graphics Array Plus (3200 × 1800, 16 : 9 aspect ratio)
- UHD – (4K) Ultra High Definition (3840 × 2160, 16 : 9 aspect ratio)
- FUHD – (8K) Full Ultra High Definition (7680 × 4320, 16 : 9 aspect ratio)

#### Ostatní, grafické adaptéry
- EGA – Enhanced Graphic Adapter (640 × 350, 1.83 : 1 aspect ratio)
- CGA – Color Graphic Adapter (40 × 25, 80 × 25, 320 × 200)
- HGC – Hercules Graphics Card (320 × 200, 640x200)
- MCGA – Multi Color Graphics Adapter (640 × 480)
- MDA – Monochrome Display Adapter (MDPA Monochrome Display and Printer Adapter) (720 × 350)
- PGC – Professional Graphics Controller (640 × 480)

## Operační systémy, firmware, software, programovací jazyky, data

### Databáze
- DBMS – Database Management System
- DETA – Database Engine Tuning Advisor DETA (info, česky)
- QBE – Microsoft Query by Example

### Datová struktura
- FIFO – First In First Out
- LIFO – Last In First Out

### Firmware

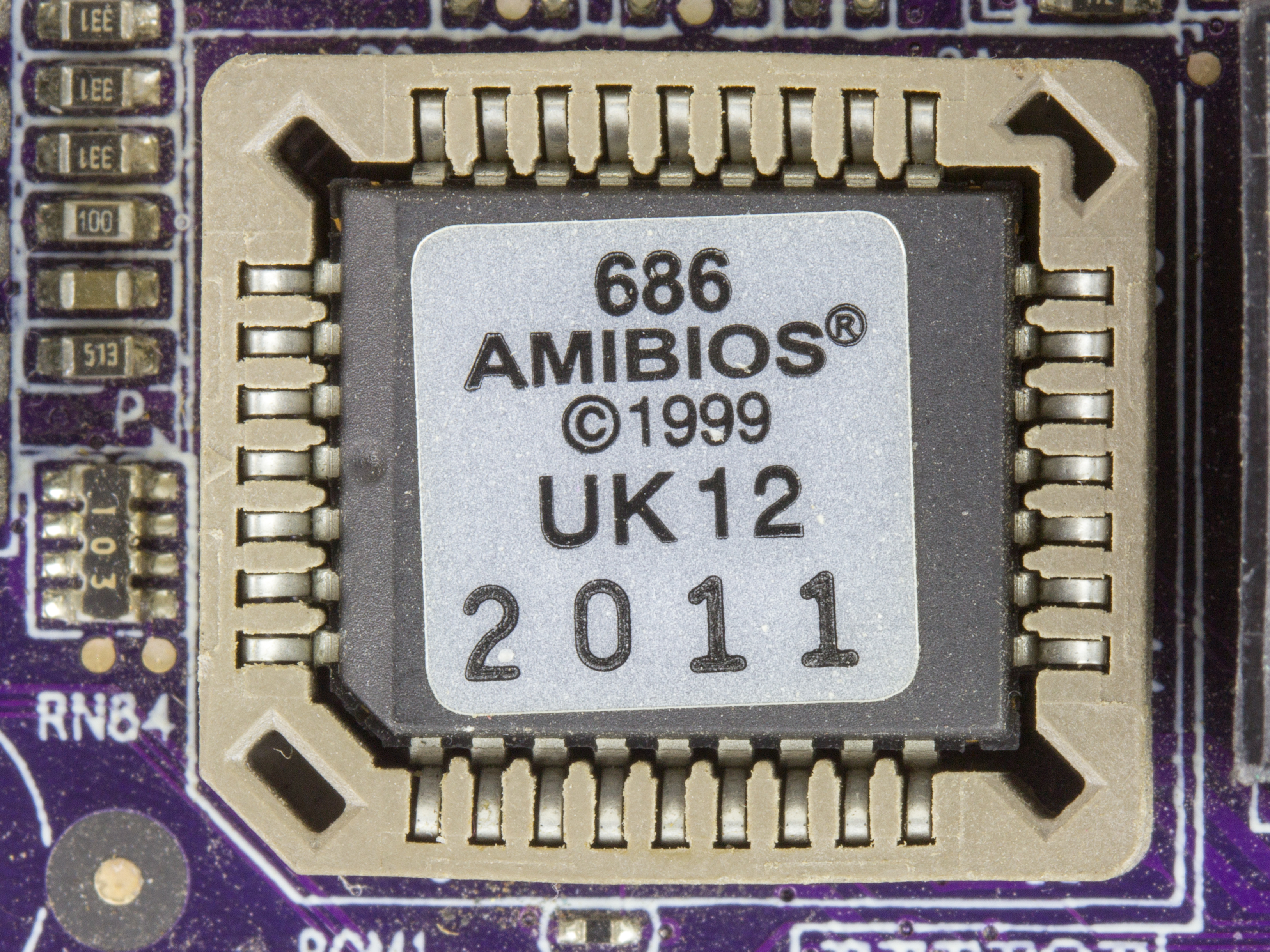
Paměť typu FLASH s naprogramovaným BIOSem.

Firmware je v informatice označení pro software, který slouží pro řízení nějakého vestavěného systému (embedded system).
- BIOS – Basic Input-Output System
- RTAS – Run Time Abstraction Services

### Konfigurace
- ACPI – Advanced Configuration and Power Interface
  - DSDT – Differentiated System Description Table
  - ECDT – Embedded Controller Boot Resources Table
  - FACS – Firmware ACPI Control Structure
  - FADT – Fixed ACPI Description Table
  - MADT – Multiple APIC Description Table
  - RSDP – Root System Description Pointer
  - RSDT – Root System Description Table
  - SBST – Smart Battery Table
  - SLIT – System Locality Distance Information Table
  - SRAT – System Resource Affinity Table
  - SSDT – Secondary System Descriptor Table
  - XSDT – Extended System Description Table
- APM – Advanced Power Management

### Operační systémy, součásti
Operační systém je v informatice základní programové vybavení počítače (tj. software), které je zavedeno do paměti počítače při jeho startu a zůstává v činnosti až do jeho vypnutí.
- Cisco IOS – Cisco (San Francisco) Internetwork Operating System
- DOS – Disk Operating System
- GDI – Graphics Device Interface (Graphical Device Interface)
- iOS – iPod, iPhone, iPad Operating System
- Mac OS – Macintosh Operating System
- MFT – Multitasking with Fixed number of Tasks
- MIDAS – Microsoft Interrupt Driven Asynchronous System
- OpenBSD – Open Berkeley Software Distribution
- POSIX – Portable Operating System Interface
- SUSE – (S.u.S.E) Software und System Entwicklung
- QDOS – Quick and Dirty Operating System (86-DOS)
- Unix – (Unics) Unary Information and Computing Service
- Windows ME – Windows Millennium Edition
- Windows NT – Windows New Technology
- Windows XP – Windows eXPerience

### Ovladače, aktualizace

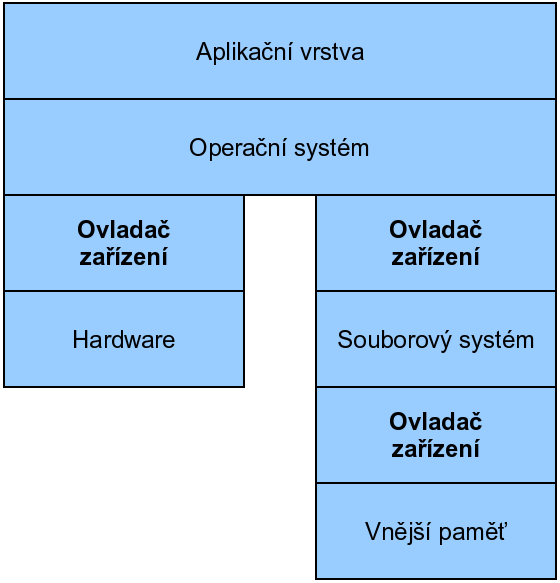
Ukázka umístění vrstvy ovladače zařízení v architektuře operačního systému.

Ovladač zařízení (anglicky device driver) je v informatice označení pro software (část kódu), který umožňuje operačnímu systému pracovat s hardwarem.
- ASIO – Audio Stream Input/Output
- LGS – Logitech Gaming Software
- SIW – System Information for Windows SIW (info, česky)
- SP – Service Pack
- SUMo – Software Update Monitor

### Pluginy, zdroje, formáty
- APP – Atom Publishing Protocol
- CDF – Channel Definition Format
- RDF – Resource Description Framework
- RSS – RDF (Resource Description Framework) Site Summary
  - RSS – Rich Site Summary
  - RSS – Really Simple Syndication
- XPI – XPInstall (Firefox Plugin)

### Programovací, skriptovací a dotazovací jazyky, kompilátory
Programovací jazyk je prostředek pro zápis algoritmů, jež mohou být provedeny na počítači. Zápis algoritmu ve zvoleném programovacím jazyce se nazývá program.

Kompilátor, anglicky compiler z (to compile – sestavit, zpracovat) je v nejčastějším smyslu slova softwarový nástroj používaný programátory pro vývoj softwaru.
- ABAP – Allgemeiner Berichts-Aufbereitungs Prozessor (Advanced Business Application Programming)
- AHDL – Altera Hardware Description Language
- ALGOL – ALGOrithmic Language
- AWK – Alfred V. Aho, Peter J. Weinberger, Brian W. Kernighan
- BASIC – Beginner's All-purpose Symbolic Instruction Code
- COBOL – COmmon Business Oriented Language
- CSS – Cascading Style Sheets, kaskádové styly
- HTML – Hypertext Markup Language
- JCL – Job Control Language
- JIT – Just-in-time kompilace
- JSP – JavaServer Pages
- JVM – Java Virtual Machine
- LINQ – Language Integrated Query
- LPC – Lars Pensjöm „C“
- MATLAB – MATrix LABoratory
- MHTML – MIME (Multipurpose Internet Mail Extensions) HyperText Markup Language
- MSVC – Microsoft Visual C++
- PHP – Hypertext Preprocessor (Personal Home Page)
- SQL – Structured Query Language (SEQUEL Structured English Query Language)
- tcl – Tool Command Language
- UML – Unified Modeling Language
- VB – Visual Basic
- VBS – VBScript, Visual Basic Script
- VHDL – VHSIC (Very High Speed Integrated Circuit) Hardware Description Language
- XML – Extensible Markup Language
- XSLT – Extensible Stylesheet Language Transformations eXtensible Stylesheet Language Transformations

### Software
Software, je v informatice sada všech počítačových programů používaných v počítači, které provádějí nějakou činnost.
- AIMP – Artem Izmaylov Media Player
- BOINC – Berkeley Open Infrastructure for Network Computing
- CAD – Computer Aided Design
  - AEC – Architecture Engineering Construction
  - BIM – Building Information Modeling (Building Information Management)
    - IFC – Industry Foundation Classes

  - CAAD – Computer Aided Architectural Design
  - CAE – Computer Aided Engineering
  - CAM – Computer Aided Manufacturing
  - CATIA – Computer Aided Three Dimensional Interactive Application
  - EDA – Electronic Design Automation
  - FM – Facility Management, CAFM
  - GIS – Geographic Information System
  - NURBS – Non Uniform Rational Basis Spline
  - PCB – Printed Circuit Boards
  - PDM – Product Data Management
- DAP – Download Accelerator Plus
- GIMP – GNU Image Manipulation Program
- ICQ – I Seek You
- IE – Internet Explorer (MSIE Microsof Internet Explorer)
- ISPF – Interactive System Productivity Facility
- MTA – Mail Transfer Agent (Mail Transport Agent, Message Transfer Agent, Mail Server, MX Mail Exchange
- NOD32 – Nemocnica na Okraji Disku
  - AMON – Antivirus MONitor
  - DMON – Document MONitor
  - IMON – Internet MONitor
  - EMON – E-mail MONitor
  - XMON – MS eXchange MONitor
- PF – Packet Filter (firewall)
- QIP – Quiet Internet Pager
- Sw – Software
- TCMD – Total Commander
- TSR – Terminate and Stay Resident
- WMP – Windows Media Player

### Šifrování, algoritmy
- EFS – Encrypting File System
- LPC – Linear Predictive Coding
- RSA – Rivest, Shamir, Adleman

### Rozhraní pro programování aplikací
- ABI – Application Binary Interface
- API – Application Programming Interface
- JDBC – Java Database Connectivity
- OpenAL – Open Audio Library
  - ALUT – OpenAL Utility Toolkit
- OpenCL – Open Computing Language
- ODBC – Open Database Connectivity
- OpenGL – Open Graphics Library
  - GLSL – OpenGL Shading Language (GLslang)
  - GLU – OpenGL Utility Library
  - GLUT – OpenGL Utility Toolkit
  - OpenGL ES – Open Graphics Library for Embedded Systems
- WebGL – Web Graphics Library

### Vývoj, údržba, nástroje, shell, diagnostika
- AWT – Abstract Window Toolkit
- Bash – Bourne again shell
- CASE – Computer Aided Software Engineering
- DJGPP – DJ's Gnu Programming Platform
- GDB – GNU Debugger
- GCC – GNU Compiler Collection
- IDE – Integrated Development Environment
- JDK – Java Development Kit
- POST – Power On Self Test
- SWT – Standard Widget Toolkit
- XSLT – Extensible Stylesheet Language Transformations

## Paměti, paměťové moduly, paměťové karty

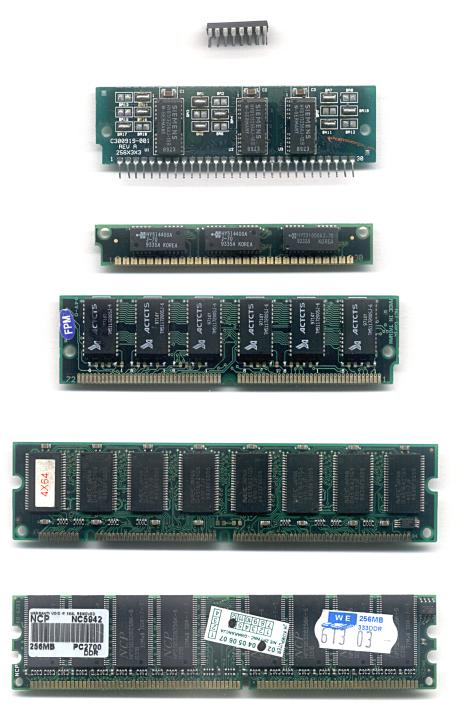
Různé typy pamětí RAM. Odshora: DIP 16-pin, SIPP, SIMM 30-pin, SIMM 72-pin, DIMM, DDR DIMM.

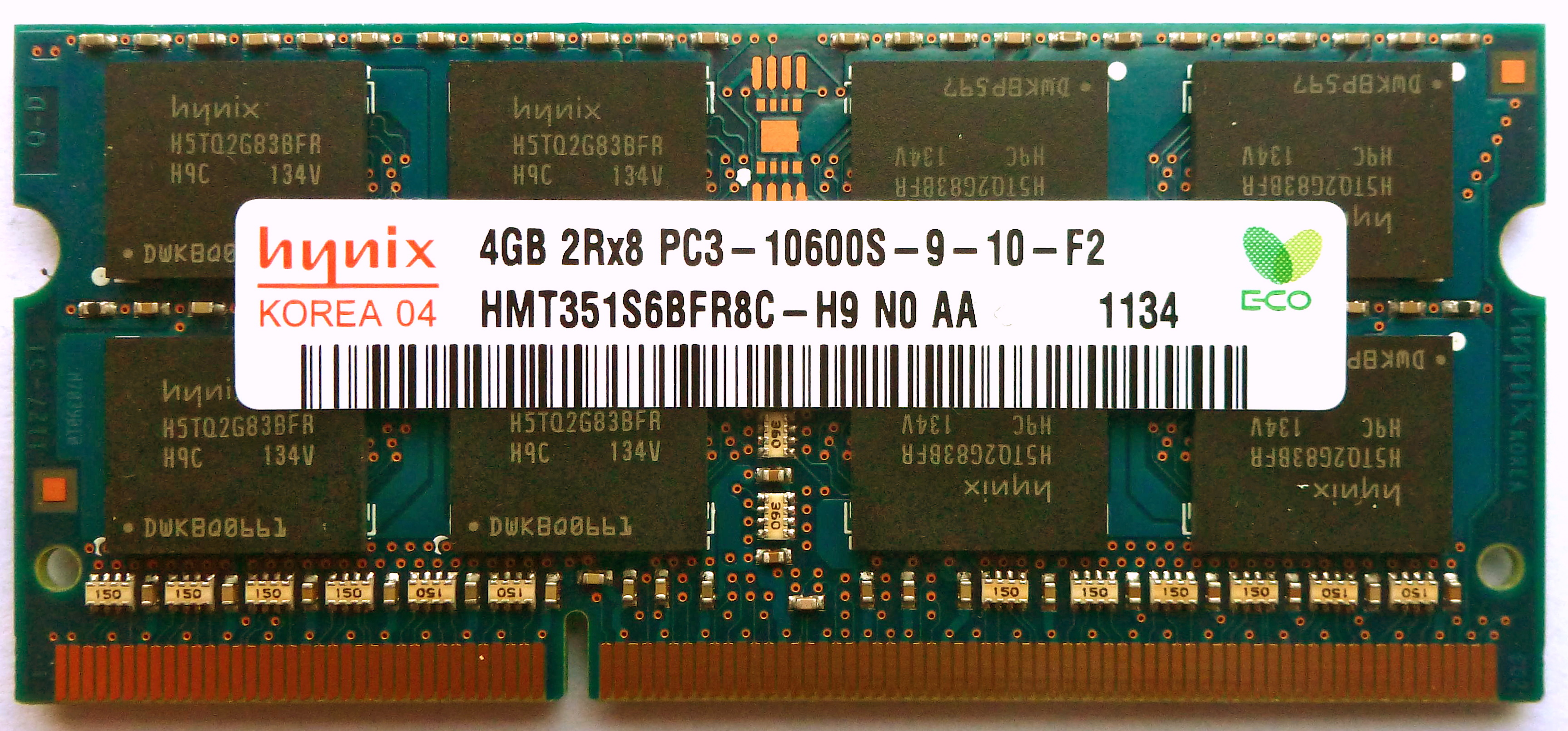
PC3-10600 DDR3 SO-DIMM (204 pinů).

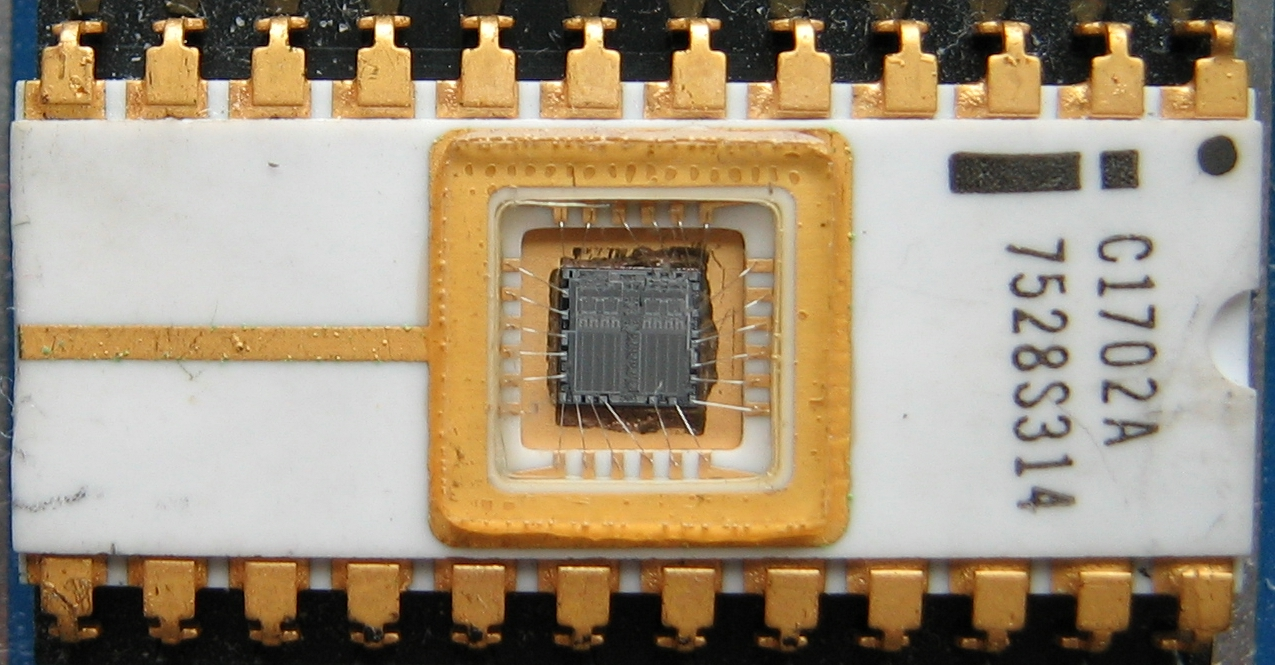
EPROM. Malé okénko pod kterým je křemíkový čip slouží k mazání UV zářením.

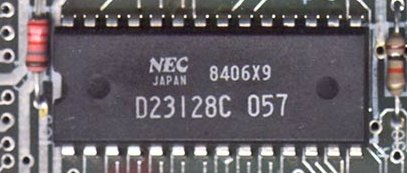
Paměť PROM typu D23128C na desce počítače ZX Spectrum.

Elektronická paměť je součástka, zařízení nebo materiál, který umožní uložit obsah informace (zápis do paměti), uchovat ji po požadovanou dobu a znovu ji získat pro další použití (čtení paměti).
- DWM – Domain Wall Memory (Racetrack memory)
- GDDR – Graphic Double Data Rate
- SONOS – Silicon Oxide Nitride Oxide Silicon
- WMM – Write Mostly Memory
- WOM – Write Only Memory

### Paměťové moduly
Paměťový modul je malá deska plošného spoje s integrovanými paměťovými obvody, který je potom jako celek osazován do odpovídajících konektorů na základní desce.
- DIMM – Dual In-line Memory Module
- FB DIMM – Fully Buffered Dual Inline Memory Module
- RIMM – Rambus Inline Memory Module
- SIMM – Single Inline Memory Module
- SIPP – Single Inline Pin Package
- SO-DIMM – Small Outline Dual Inline Memory Module

### Kontrola chyb, informace
- ECC – Error Checking and Correcting
- SDDC – Single Device Data Correction (Chipkill)
- SPD – Serial Presence Detect

### Varianty paměti RAM
Paměť RAM (paměť s přímým přístupem nebo paměť s libovolným výběrem) je v informatice typ paměti, u níž je libovolné paměťové místo přístupné za stejnou vybavovací dobu.
- BEDO DRAM – Burst Extended Data Output Dynamic Random Access Memory
- CBRAM – Conductive Bridging Random Access Memory
- DDR – Double Data Rate (SDRAM) Synchronous Dynamic Random Access Memory
- DRAM – Dynamic Random Access Memory
- DRDRAM – Direct Rambus Dynamic Random Access Memory
- EDO RAM – Extended Data Output Random Access Memory
- FPM DRAM – Fast Page Mode Dynamic Random Access Memory
- F-RAM – Ferroelectric Random Access Memory (FeRAM, F-RAM, FRAM)
- MDRAM – Multibank Dynamic Random Access Memory
- MRAM – Magnetoresistive Random Access Memory
- NVRAM – Non Volatile Random Access Memory
- PRAM – Phase Change Random Access Memory (PCM, PCME, PRAM, PCRAM)
- PSDRAM – Pseudostatic Dynamic Random Access Memory
- PSRAM – Pseudostatic Random Access Memory
- RAM – Random Access Memory (RWM Read Write Memory)
- RDRAM – Rambus Dynamic Random Access Memory
- RLDRAM – Reduced Latency Dynamic Random Access Memory
- RRAM – Resistive Random Access Memory (ReRAM)
- SGRAM – Synchronous Graphics Random Access Memory
- SRAM – Static Random Access Memory
- T-RAM – Thyristor Random Access Memory
- VRAM – Video Random Access Memory
- WRAM – Window Random Access Memory
- XDR DRAM – Extreme Data Rate Dynamic Random Access Memory
- Z-RAM – Zero Capacitor Random Access Memory

### Varianty paměti ROM
Paměť ROM je v informatice typ elektronické paměti, jejíž obsah je dán při výrobě, není závislý na napájení (je tzv. nevolatilní).
- EAROM – Electrically Alterable Read Only Memory
- EEPROM – Electrically Eraseable Programable Read Only Memory
- EPROM – Eraseable Programable Read Only Memory
- PROM – Programable Read Only Memory (OTP One Time Programmable)
- ROM – Read Only Memory

### Paměťové karty (elektronická média)

Formáty SD karet.

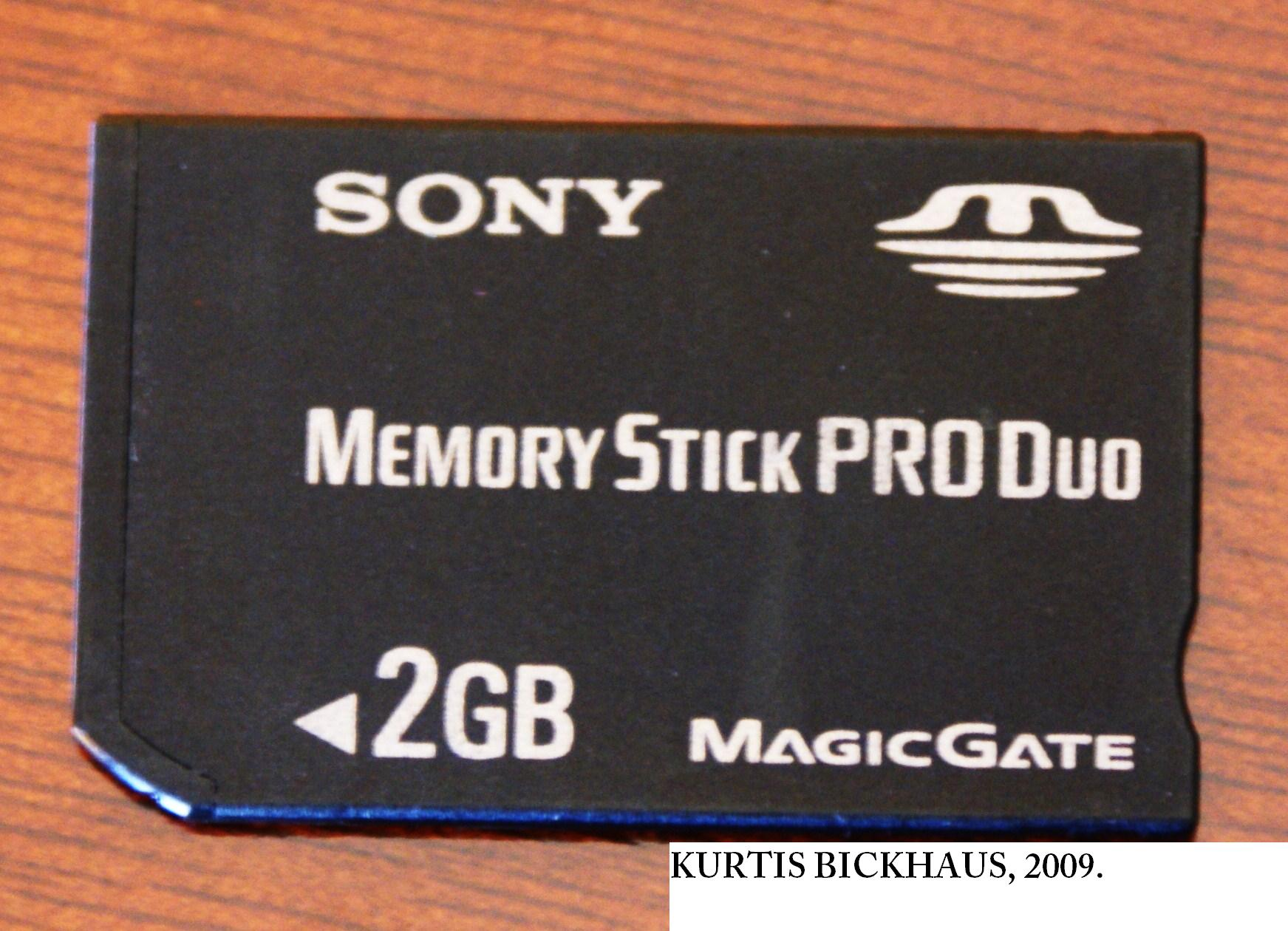
Sony Memory Stick PRO Duo s kapacitou 16GB.

Paměťové karty využívají obvykle flash paměť EEPROM, a slouží k zápisu a čtení dat. Je to malé, kompaktní zařízení s relativně vysokou kapacitou, je odolné vůči magnetickým a elektrickým polím.

Dle velikostí se převážně dělí na: Standard, Mini a Micro.
- CF – Compact Flash
- iStick – Intelligent Stick
- SFM – Serial Flash Module
- SM – Smartmedia
- SxS – Sandisk and Sony card (S-by-S)
- UFC – USB FlashCard
- XD – eXcellent Digital

Varianty karet MMC
- DV-MMC – Dual Voltage Multi Media Card
- MD-MMC – Mini Drive Multi Media Card
- MMC – Multi Media Card
- RS-DV-MMC – Reduced Size Dual Voltage Multi Media Card
- RS-MMC – Reduced Size Multi Media Card

Varianty karet MS
- M2 – Memory Stick Micro
- MS – Memory Stick / Memory Stick Duo
- MSD – Memory Stick Duo
- MSPD – Memory Stick PRO Duo
- MSPDX – Memory Stick PRO-HG Duo

Varianty karet SD
- SD – Secure Digital
  - ASSD – Advanced Security SD Card
  - CSD – Card Specific Data
  - SDA – SD Card Association Home Page[nedostupný zdroj]
  - UHS – Ultra High Speed bus
- SDHC – Secure Digital High Capacity
- SDIO – Secure Digital Input Output (Nepaměťová propojovací karta)
- SDSC – Secure Digital Standard Capacity
- SDXC – Secure Digital eXtended Capacity

Princip zápisu a čtení flash paměti.
- CG – Control Gate
- FG – Floating Gate

## Pevné disky, rozhraní, formátování

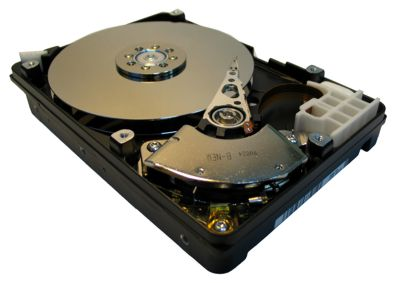
Vnitřek HDD disku: blíže lze vidět čtecí a zápisovou hlavu s ramenem, ve vzdálenější části je patrný kotouč horní plotny s hřídelí hnacího motoru ve středu.

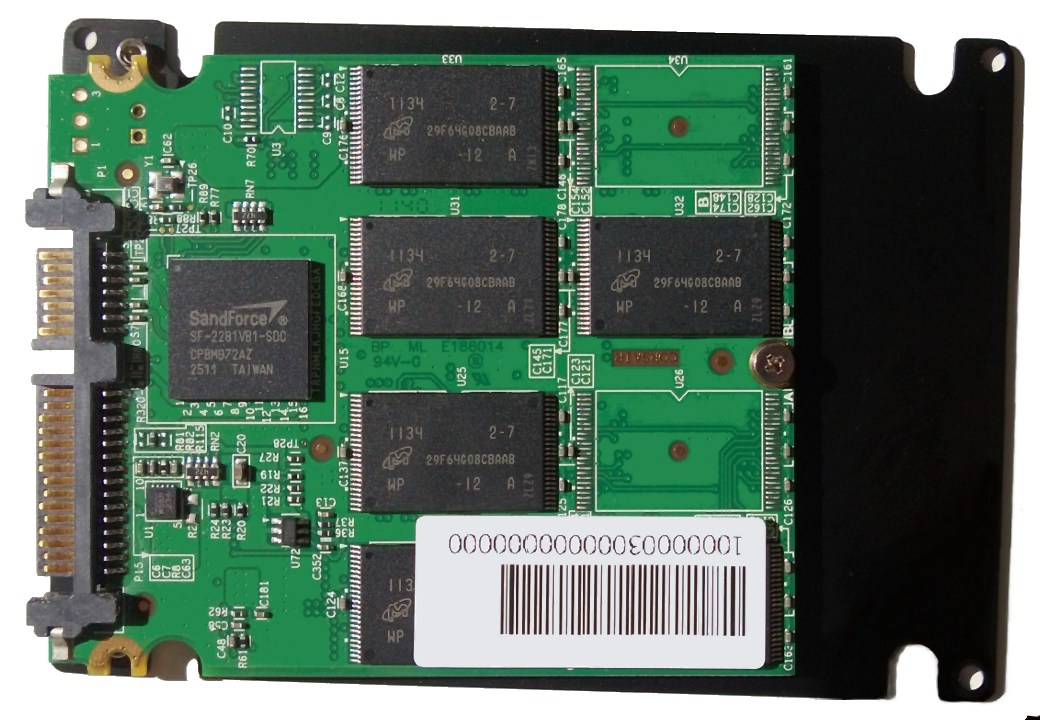
Vnitřek SSD disku.

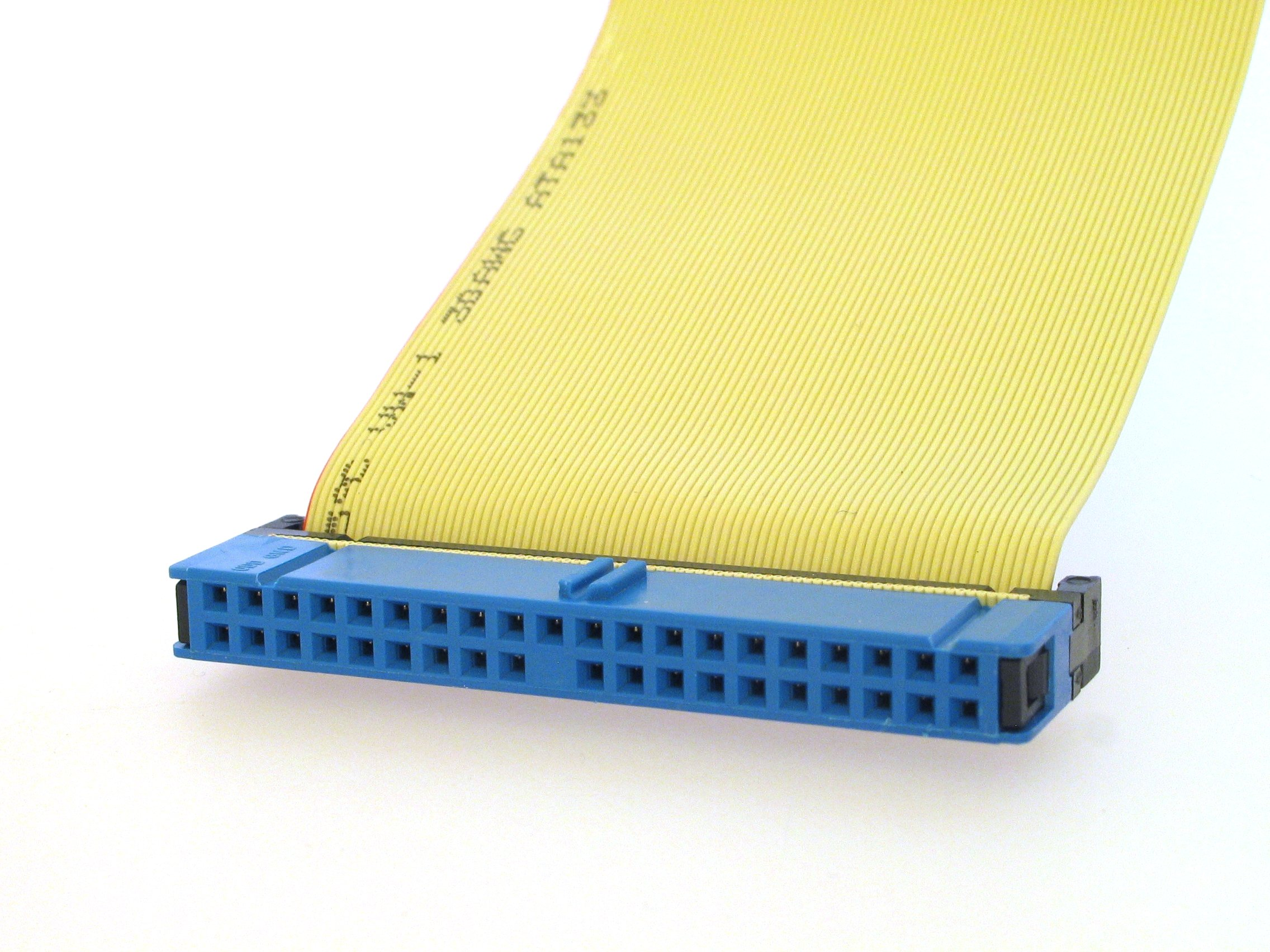
ATA konektor.

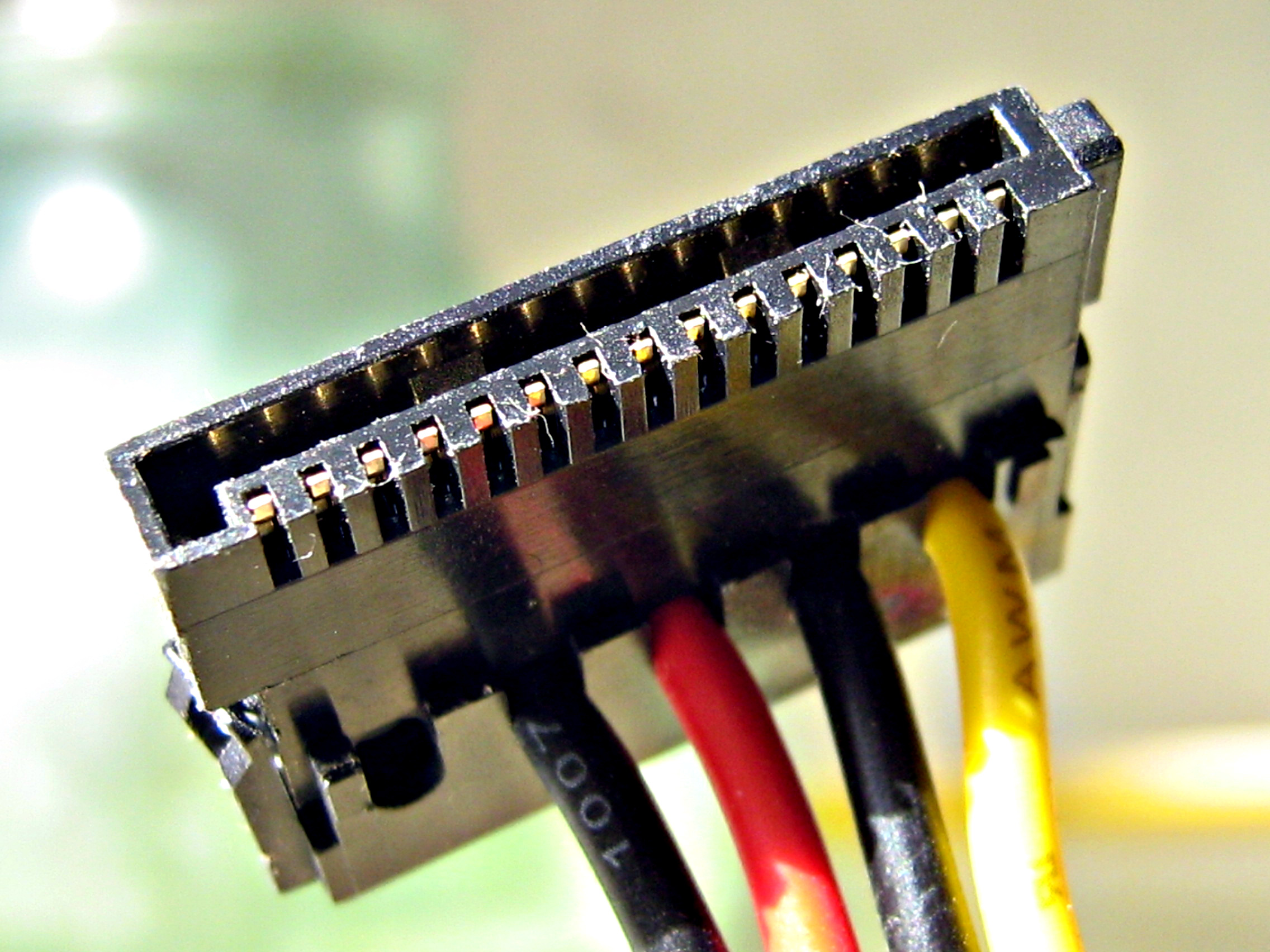
Napájecí SATA konektor.

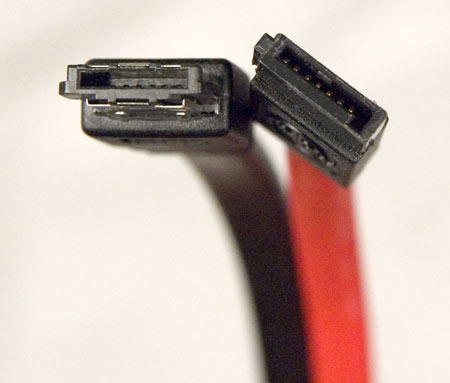
eSATA konektor.

Struktura disku:
A – plotny (kotouče s magnetickou vrstvou)
B – otočné raménko nesoucí všechny hlavy
C – záznamová a čtecí hlava (head)
D,E – cylindr (stopa, prochází všemi plotnami, tj. válec)
F – sektor (úhlová výseč se stopami).

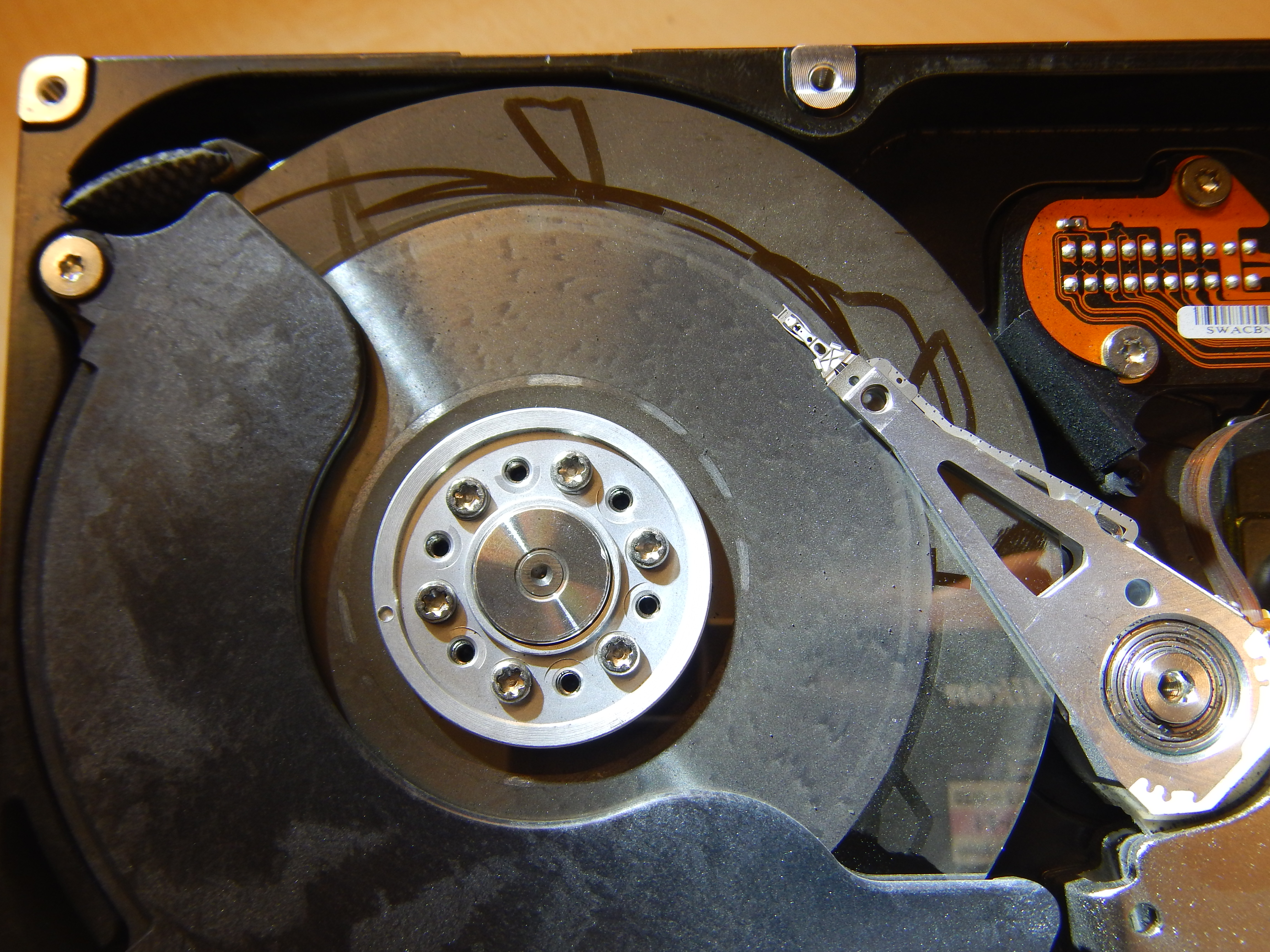
Ukázka poškození ploten pevného disku magnetickou hlavou.

Pevný disk je zařízení, které se používá v počítačích a ve spotřební elektronice (MP3 přehrávače, videorekordéry…) k dočasnému nebo trvalému uchovávání většího množství dat, pomocí magnetické indukce. Dělí se též na interní a externí.

### Disky
Typy pevných disků
- HDD – Hard Disk Drive
  - MD – Microdrive
- SSD – Solid State Drive
- SSHD – Solid State Hybrid Drive (H-HDD – Hybrid Hard Disc Drive)

### Formátování, souborové systémy, spouštěcí záznamy
Formátování disku je v informatice postup, při kterém je tato vnější paměť inicializována tak, aby byla připravena k prvnímu použití.

Souborový systém (anglicky file system) je v informatice označení pro způsob organizace dat ve formě souborů (a většinou i adresářů) tak, aby k nim bylo možné snadno přistupovat.
- AFS – Andrew File System
- Btrfs – B-tree file system, Butter F S, B-tree F S
- EBR – Extended Boot Record (EPBR – Extended Partition Boot Record)
- exFAT – Extended File Allocation Table
- ext2 – Second Extended Filesystem
- FAT – File Allocation Table
- GPT – GUID Partition Table
- HFS+ – Hierarchical File System Plus
- HPFS – High Performance File System
- LFS – Log Structured Filesystem
- MBR – Master Boot Record
  - AAP – Advanced Active Partitions
  - EPT – Extended Partition Table
  - MPT – Master Partition Table
- MFS – Macintosh File System
- NSS – Novell Storage Services
- NTFS – New Technology File System
- UDF – Universal Disk Format
- UFS – Unix file system (Berkeley Fast File System, BSD FFS, FFS)
- VBR – Volume Boot Record
- ZFS – Zettabyte File System

### Rozhraní
Způsob připojení, a komunikace HDD přes řadič, konektory.
- AHCI – Advanced Host Controller Interface
- ATA – Advanced Technology Attachment
- EIDE – Enhanced Integrated Device Eelectronics
- ESDI – Enhanced Small Device Interface
- FATA – Fibre Channel Advanced Technology Attachment (FC-ATA)
- IDE ATAPI – Integrated Device Electrocnics ATA Packet Interface
- PATA – Parallel-Advanced Technology Attachment
- SATA – Serial Advanced Technology Attachment
  - NGFF – Next Generation Form Factor (M.2)
  - eSATA – external Serial Advanced Technology Attachment
  - eSATAp – external Serial Advanced Technology Attachment power
  - mSATA – mini Serial Advanced Technology Attachment
- ST-506 – (ST-412) Shutgart Technologies (Seagate)

### Správa diskového prostoru, přístupová doba, přenos dat
- CHS – Cylinder Head Sector
- LBA – Logical Block Addressing (LSN – Logical Sector Number)
- LVM – Logical Volume Management
- NCQ – Native Command Queuing
- RLL – Run Length Limited
  - GCR – Group Code Recording (0,2 RLL)
  - MFM – Modified Frequency Modulation (1,3 RLL)
- RPM – Revolutions Per Minute
- RSA – Real Sector Access
- RWC – Reduced Write Current
- WP – Write Precompensation

### Technologie
- AAM – Automatic Acoustic Management
- LMR – Longitudinal Magnetic Recording
- PMR – Perpendicular Magnetic Recording
- PRT – Perpendicular Recording Technology
- ZBR – Zone Bit Recording

### Typy buněk u SSD disků
- eMLC – enterprise Multi Level Cell
- MLC – Multi Level Cell
- SLC – Single Level Cell
- TLC – Single Level Cell

### Velikost
V palcích, a označuje průměr ploten disku.
- 1" – 1 palec = 2,54 centimetrů (MD)
- 1,8" – 1,8 palců = 4,572 centimetrů (HDD, SSD)
- 2,5" – 2,5 palců = 6,35 centimetrů (HDD, SSD)
- 3,5" – 3,5 palců = 8,89 centimetrů (HDD, SSD)

## Pouzdra integrovaných obvodů, technologie, sockety, plošné spoje
- Chip carrier
  - BCC – Bump Chip Carrier

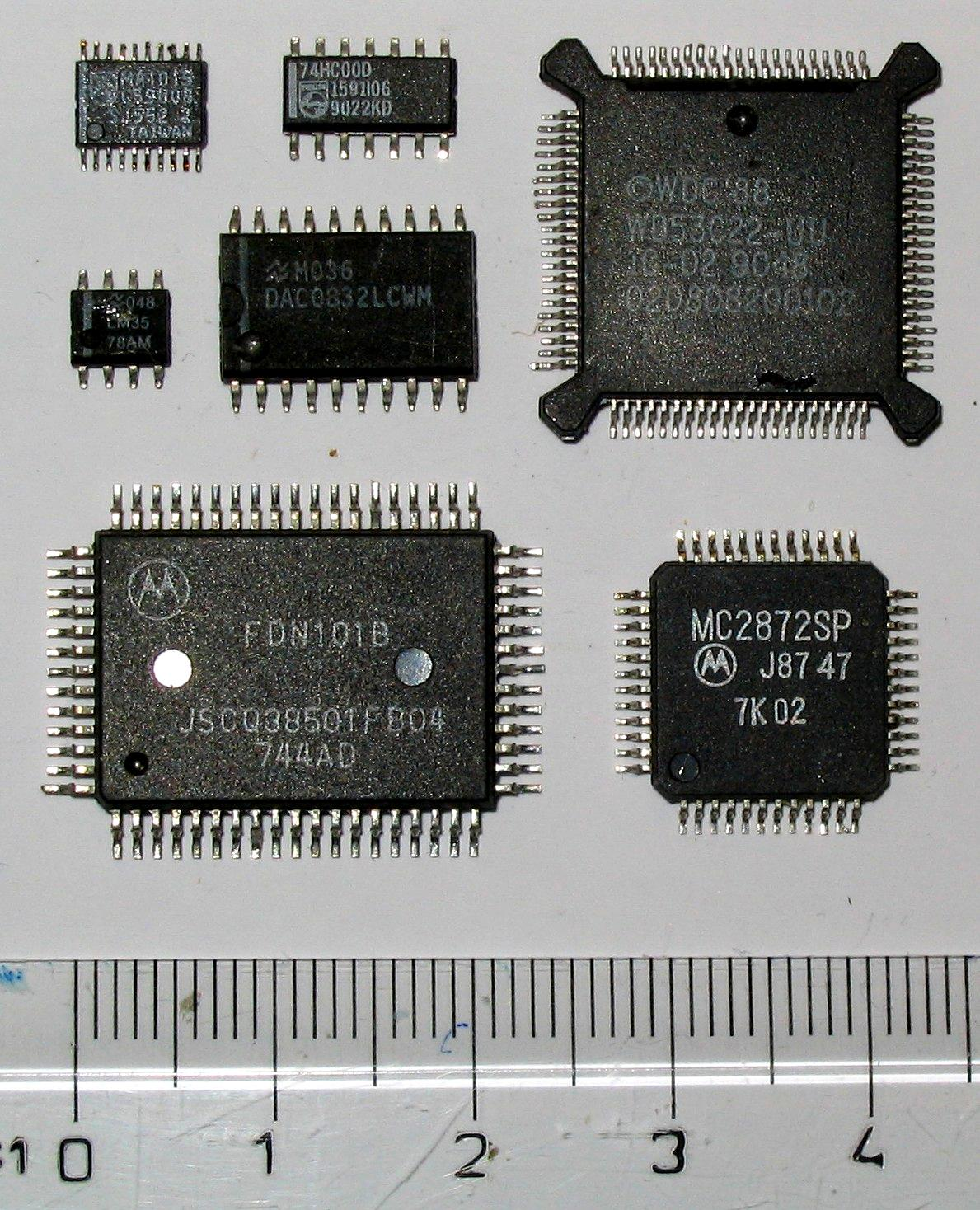
Odpájené SMD integrované obvody.

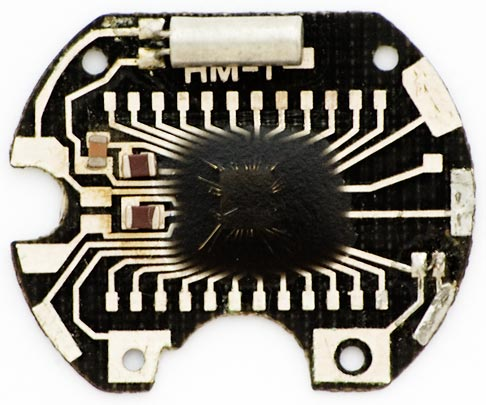
Integrovaný obvod pouze zakápnutý pryskyřicí v digitálních hodinkách. V některých masově vyráběných produktech spotřební elektroniky.

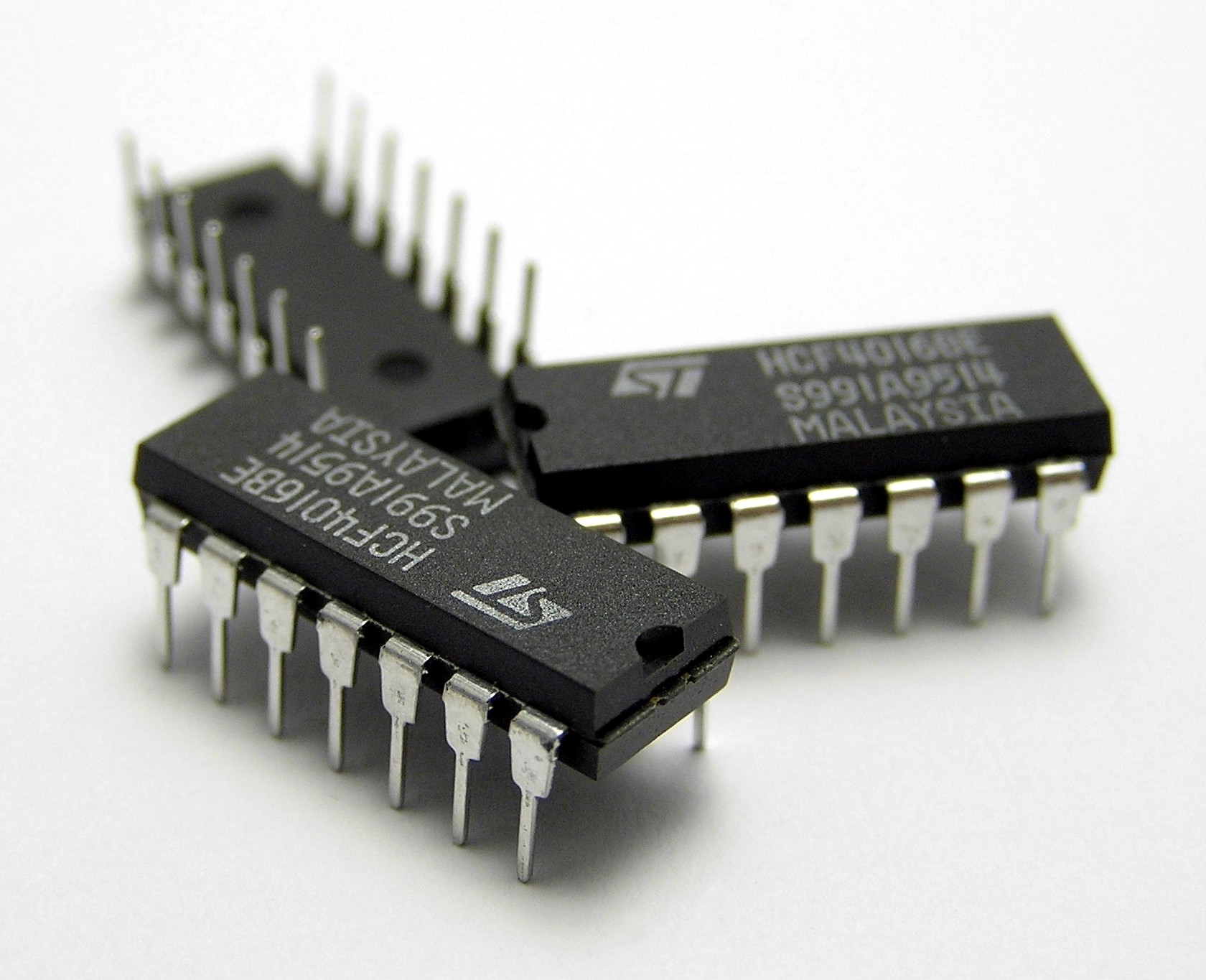
Tři čtrnácti pinové plastové DIP14, obsahující IC čipy.

  - CLCC – Ceramic Leadless Chip Carrier CLCC (info, česky)
  - DLCC – Dual Lead-Less Chip Carrier (Ceramic)
  - LCC – Leaded Chip Carrier LCC (info, česky)
  - LCCC – Leadless Ceramic Chip Carrier
  - PLCC – Plastic Leadless Chip Carrier
- DIP (DIL) – Dual In-Line Package
  - CERDIP – Ceramic Dual In-line Package (CDIP)
  - PDIP – Plastic Dual In-line Package
  - SPDIP – Shrink Plastic Dual In-line Package
  - SPDIP – Skinny Dual In-line Package (SDIP)
- JTAG – Joint Test Action Group
  - Základní druhy signálů
  - nTRST – Test ReSeT
  - TCK – Test ClocK
  - TDI – Test Data In
  - TDO – Test Data Out
  - TMS – Test Mode Select
- MCM – Multi Chip Module
- PCB – Printed Circuit Board
- PGA – Pin Grid Array PGA (info, česky)
  - CPGA – Ceramic Pin Grid Array
  - FCPGA – Flip Chip Pin Grid Array
  - OPGA – Organic Pin Grid Array
  - PPGA – Plastic Pin Grid Array
  - SPGA – Staggered Pin Grid Array
- QFP – Plastic Quad Flat Package
  - BQFP – Bumpered Quad Flat Package
  - BQFPH – Bumpered Quad Flat Package with Heat spreader
  - CQFP – Ceramic Quad Flat Package
  - EQFP – Plastic Enhanced Quad Flat Package
  - FQFP – Plastic Enhanced Quad Flat Package
  - HVQFN – Heatsink Very-thin Quad Flat-pack No-leads
  - LQFP – Low Profile Quad Flat Package
  - MQFP – Metric Quad Flat Package
  - NQFP – Near chip-scale Quad Flat Package
  - PQFP – Plastic Quad Flat Package
  - SQFP – Small Quad Flat Package
  - TQFP – Thin Quad Flat Package
  - VQFP – Very small Quad Flat Package
  - VTQFP – Very Thin Quad Flat Package
- SIP – Single In-Line Package SIP (info, česky)
- SMD – Surface Mount Device
  - SMD součástky – součástky, které nepotřebují otvory v plošném spoji
  - BGA – Ball Grid Array
  - LGA – Land Grid Array LGA (info, česky)
  - MLF – Micro Lead Frame (QFN Quad Flat Network)
  - QFP – Quad flat pack
  - SO-I – Small Outline I
  - SO-G – Small Outline G
  - SO-J – Small Outline J
  - SO-P – Small Outline P
  - SO-T – Small Outline T
  - SOIC – Small Outline Integrated Circuit
- SMT – Surface Mount Technology
- ZIP – Zig-zag In-line Package

## Procesory, koprocesory, procesorové jednotky, integrované obvody, převodníky

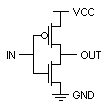
Statický CMOS Invertor.

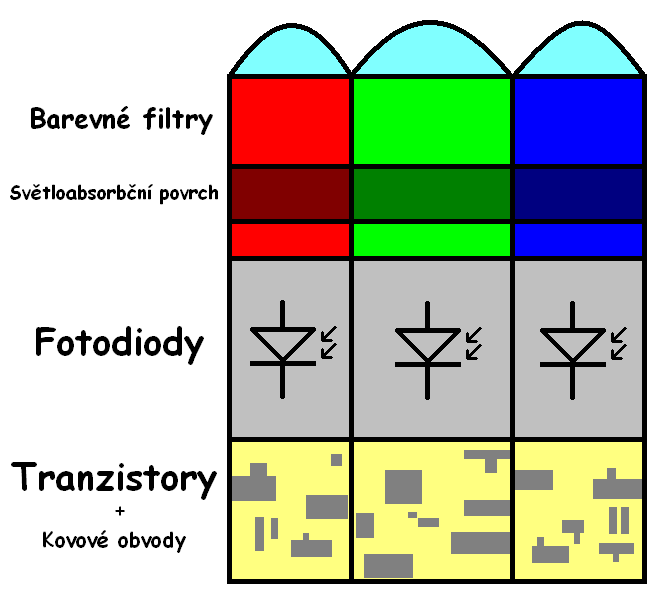
Struktura BSI CMOS čipu, kde je oproti klasickému CMOS fotocitlivá vrstva přesunuta za tranzistory a kovové obvody.

Schematický řez MOSFETem.

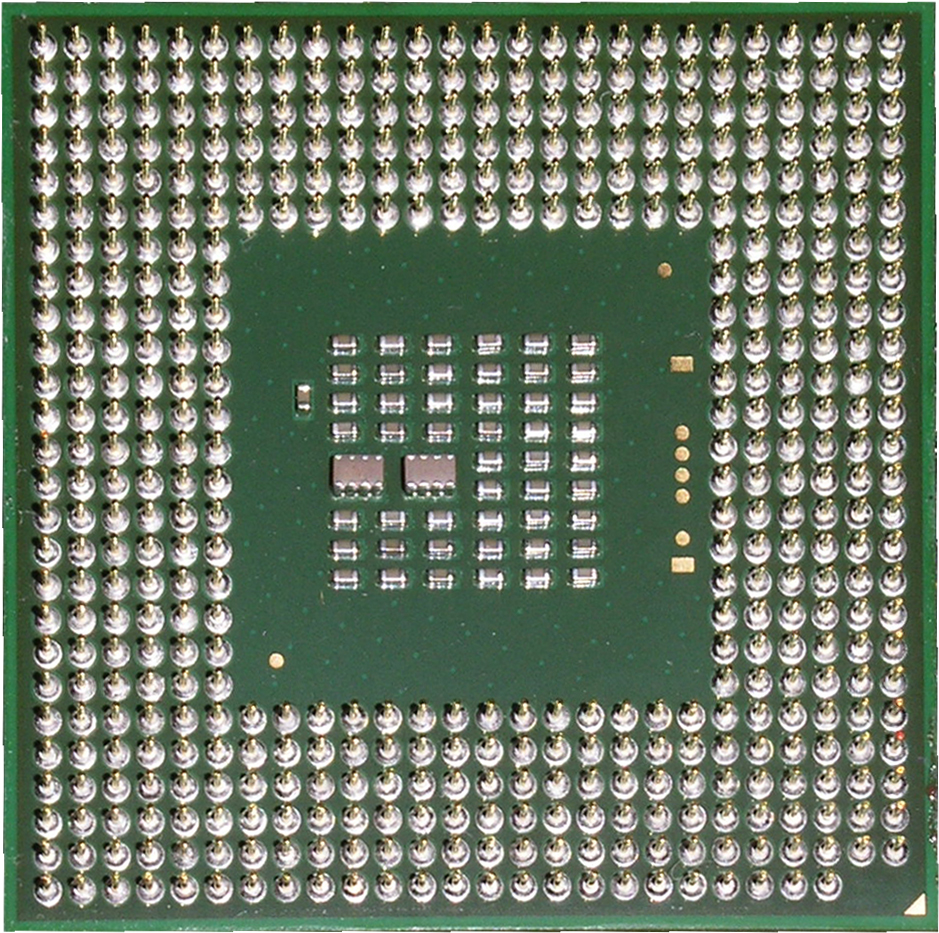
Procesor Intel Celeron.

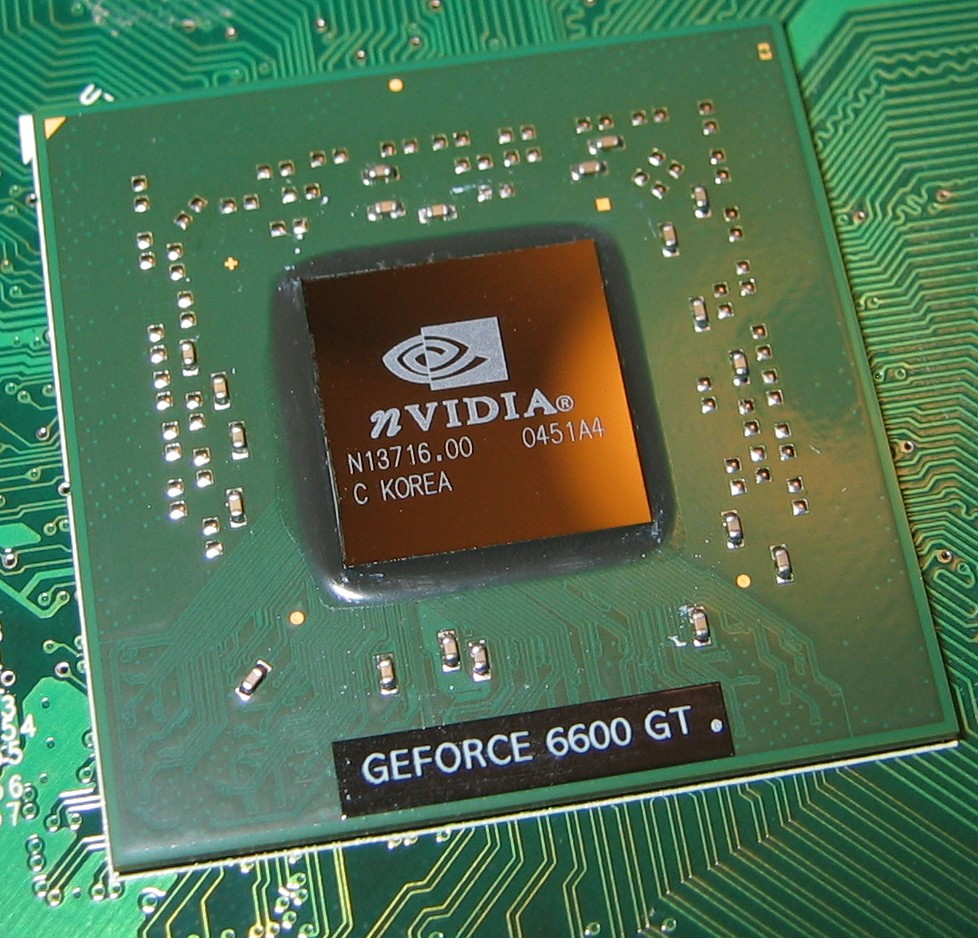
GeForce 6600GT (NV43) GPU.

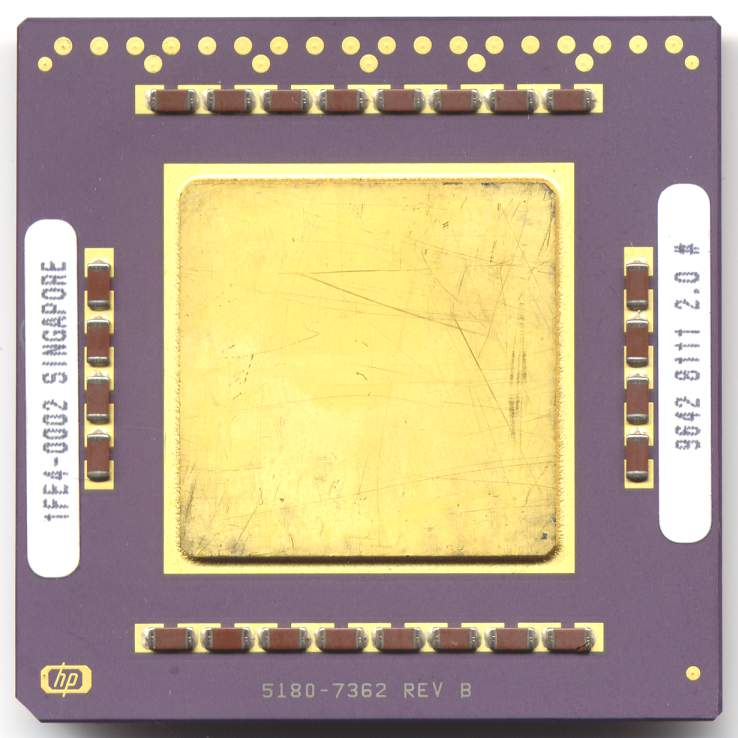
PA-RISC 7300LC.

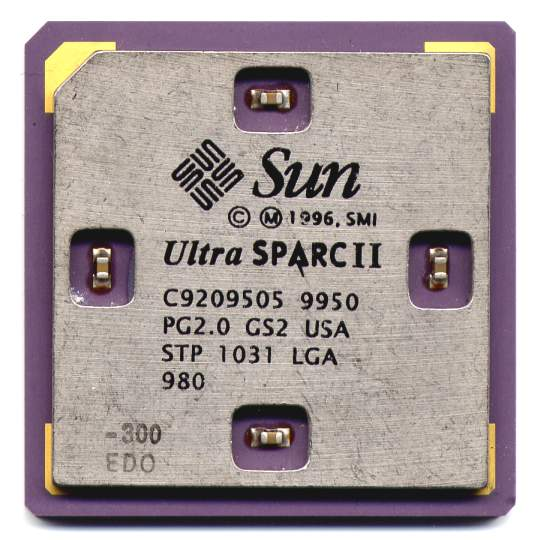
Sun UltraSPARC II.

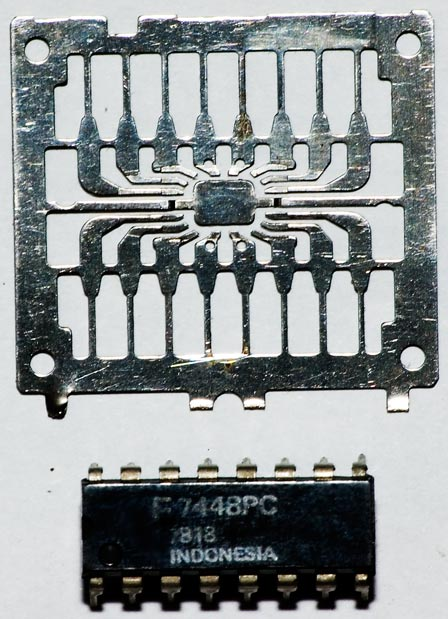
Na výstřižek z plechu je přilepena křemíková destička s obvodem, je provedeno nakontaktování a celý obvod je poté zalit do plastového pouzdra.

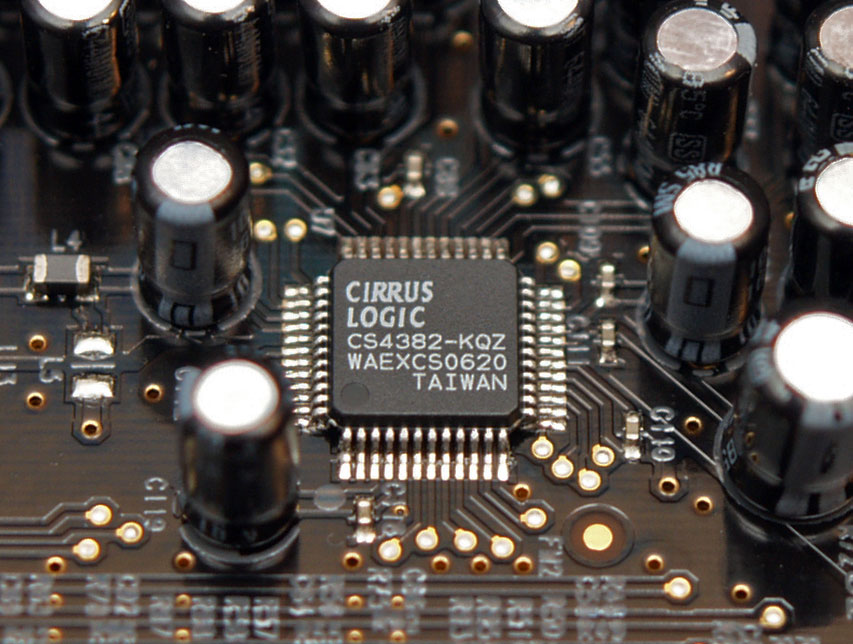
Moderní 8-kanálový D/A převodník Cirrus Logic CS4382 umístěný na zvukové kartě Sound Blaster X-Fi Fatal1ty.

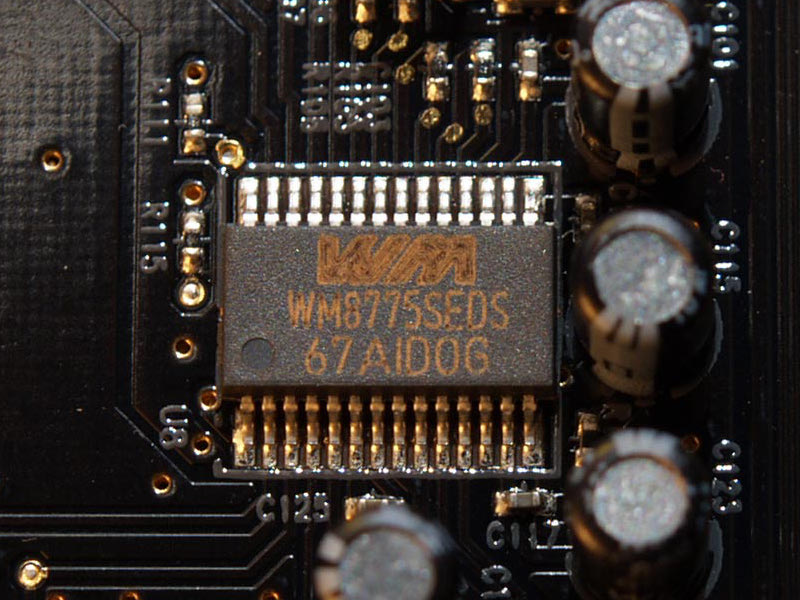
4 kanálový stereofonní A/D převodník Wolfson Microelectronics WM8775SEDS.

Interní komponenty TPM.

### Integrované obvody, čipy, mikročipy, tranzistory
Integrovaný obvod je moderní elektronická součástka. Jedná se o spojení (integraci) mnoha jednoduchých elektrických součástek, které společně tvoří elektrický obvod vykonávající nějakou složitější funkci.
- ANTIC – Alphanumeric Television Interface Controller ANTIC (info, česky)
- ASIC – Application Specific integrated circuit
- BiCMOS – Bipolar Complementary Metal Oxid Semiconductor
  - BCT – BiCMOS TTL Compatible
  - FACT – Advanced CMOS
  - HC – High–Speed Silicon Gate CMOS
  - LCX – Low–Voltage CMOS
  - LVC – Low–Voltage CMOS
  - MG – Metal Gate CMOS
- BSI CMOS – BackSide-Illumination Complementary Metal Oxid Semiconductor
- CCD – Charge Coupled Device
- CML – Current Mode Logic (SCL Source Coupled Logic)
- CMOS – Complementary Metal Oxid Semiconductor
  - C – CMOS
  - HC – High speed CMOS
  - HCT – High speed CMOS – TTL Compatible
  - AC – Advanced CMOS
  - AHC – Advanced High-Speed CMOS
  - ALVC – Advanced Low voltage CMOS
  - AUC – Advanced Low voltage CMOS
  - FC – Fast CMOS
  - LVC – Low voltage
  - LVQ – Low voltage
  - LVX – Low voltage
  - VHC – Very High Speed CMOS
- CPLD – Complex Programmable Logic Devices CPLD (info, česky)
- CTIA – Color Television Interface Adaptor
- DTL – Diode Transistor Logic
- DCTL – Direct Coupled Transistor Logic
- DL – Direct Logic (DRL Diode Resistor Logic)
- ECL – Emitter-coupled logic
- FPGA – Field Programmable Gate Array
- GTIA – Graphic Television Interface Adaptor
- GTL – Gunning Transceiver Logic
- IC – Integrated Circuit, Monolithic Integrated Circuit
- IIL – Integrated injection logic (IIL, I2L, I2L)
- IO – Integrovaný obvod
- MOSFET – Metal Oxide Semiconductor Field Effect Transistor
- NMOS – N-type Metal Oxide Semiconductor Logic
- PIC – Peripheral Interface Controller
- PLD – Programmable Logic Device
- PMOS – P-type Metal Oxide Semiconductor Logic
- TTL – Transistor Transistor Logic
  - 74 – Standard
  - 74L – Standard Low power
  - ABT – Advanced Bi-CMOS
  - ALS – Advanced Low Power Schottky
  - AS – Advanced Schottky
  - F – Fast
  - H – High speed
  - LS – Low Power Schottky
  - S – Schottky

### Jednotky (součásti) procesorů
- BIU – Bus Interface Unit
- EU – Execution Unit
- IDU – Instruction Decode Unit
- IPU – Instruction Prefetch Unit
- MMU – Memory Management Unit
- PU – Paging Unit
- SU – Segmentation Unit
- TLB – Translation Lookaside Buffer

### Koprocesory
Koprocesor je v informatice označení pro specializovaný procesor, který je určen pro rozšíření funkcí primárního procesoru počítače nebo urychlení výpočtů.
- ALU – Arithmetic Logic Unit
- FPU – Floating Point Unit
- MCP – Math Coprocessor (Numeric Coprocessor)

### Měření rychlosti, počet operací za sekundu
- DMIPS – Dhrystone Millions of Instructions Per Second
- FLOPS – FLoating-point Operations Per Second
- GFLOPS – Giga FLoating-point Operations Per Second
- GIPS – Giga Instructions Per Second
- IPS – Instructions Per Second
- kIPS – Thousand Instructions Per Second
- MFLOPS – Mega FLoating-point Operations Per Second
- MIPS – Millions of Instructions Per Second
- MOPS – Million Operations Per Second
- MWIPS – Millions of Whetstone Instructions Per Second
- PFLOPS – Peta FLoating-point Operations Per Second
- TFLOPS – Tera FLoating-point Operations Per Second

### Procesorové jednotky
- APU – Accelerated Processing Unit

### Procesory, architektury procesorů
Procesor (též mikroprocesor) je základní součástí počítače. Na starosti má provádění veškerých programových instrukcí, zajišťuje spolupráci všech periferií a provádí matematické operace.
- CPU – Central Processing Unit
- GPU – Graphic Processing Unit
- OMAP – Open Multimedia Applications Platform
- Architektura RISC
  - AVR – Alf (Egil Bogen) Vegard (Wollan) Risc procesor
  - ARM – Advanced RISC (Reduced Instruction Set Computing) Machine, Acorn RISC Machine
  - DEC Alpha – Digital Equipment Corporation Alpha (Alpha AXP)
  - MIPS – Microprocessor without Interlocked Pipeline Stages
  - PA-RISC – Precision Architecture Reduced Instruction Set Computing (HP/PA Hewlett Packard Precision Architecture)
  - RISC – Reduced Instruction Set Computing
  - SPARC – Scalable Processor ARChitecture
- Ostatní
  - IA-32 – Intel Architecture 32bit
  - IA-64 – Intel Architecture 64bit
  - CISC – Complex Instruction Set Computer
- X86 Assembly/X86 Architecture
  - GPR – General Purpose registers GPR (info, česky)
    - AX – Accumulator register
    - BP – Stack Base Pointer register
    - BX – Base register
    - CX – Counter register
    - DI – Destination Index register
    - DX – Data register
    - SI – Source Index register
    - SP – Stack Pointer register

### Převodníky
- ADC – Analog to Digital Converter (A/D) ADC (info, česky)
- DAC – Digital to Analog Converter (D/A)

### Rozdělení integrovaných obvodů
- SSI – Small Scale Integration
- MSI – Middle Scale Integration
- LSI – Large Scale Integration
- VLSI – Very Large Scale Integration (XLSI – eXtra Large Scale Integration)

### Šifrovací procesory
- TPM – Trusted Platform Module
- UEFI – Unified Extensible Firmware Interface

## Sítě, úložiště, protokoly, internet

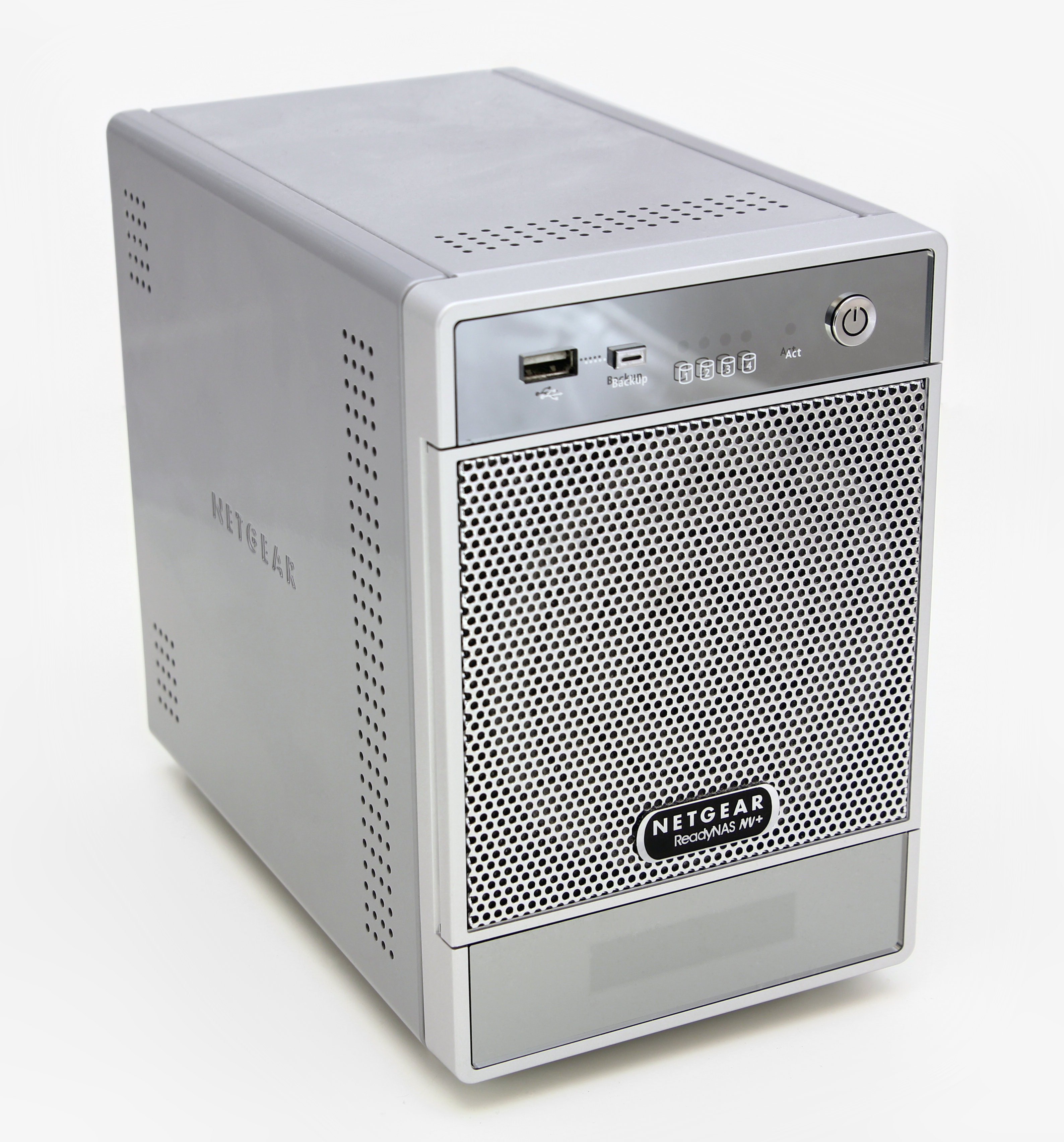
Netgear NAS.

Počítačové sítě, síťová úložiště, sdílení dat, zabezpečení, internet.

Počítačová síť (anglicky computer network) je souhrnné označení pro technické prostředky, které realizují spojení a výměnu informací mezi počítači.
- ADSL – Asymetric Digital Subscriber Line
- AP – Access Point
- ASP – Active Server Pages
- CSMA – Carrier Sense Multiple Access
- CSMA/CA – Carrier Sense Multiple Access With Collision Avoidance
- CSMA/CARP – Carrier Sense Multiple Access with Collision Avoidance and Resolution using Priorities
- CSMA/CD – Carrier Sense Multiple Access With Collision Detection
- DCF – Distributed Coordination Function
- DNS – Domain Name Server
- DoS – Denial of Service
- DSL – Digital Subscriber Line
- DTN – Delay Tolerant Networking
- FCAPS – Fault Configuration Accounting Performance Security
- FDDI – Fiber Distributed Data Interface
- FUP – Fair Use Policy
- IETF – Internet Engineering Task Force
- LAN – Local Area Network
- MAC – Media Access Control
- MACA – Multiple Access with Collision Avoidance
- MACAW – Multiple Access with Collision Avoidance for Wireless
- MAN – Metropolitan Area Network
- Modem – Modulator Demodulator
- NAS – Network Attached Storage
- NAT – Network Address Translation
- NetBIOS – Network Basic Input Output System
- P2P – Peer To Peer
- PCF – Point Coordination Function
- RPC – Remote Procedure Call
- QoS – Quality of Service
- SAN – Storage Area Network
- SDSL – Symmetric Digital Subscriber Line
- SEM – Search engine marketing
- SEO – Search engine optimization
- SSID – Service Set Identifier
- URI – Uniform Resource Identifier
- URL – Uniform Resource Locator
- URN – Uniform Resource Name
- VDSL – (VHDSL) Very High Bit Rate Digital Subscriber Line
- VPN – Virtual Private Network
- VSAT – Very Small Aperture Terminal
- WAFL – Write Anywhere File Layout
- WAN – Wide Area Network
- Wi-Fi – Wireless Fidelity (Wireless Lan)
- WiMAX – Worldwide Interoperability for Microwave Access
- WLL – Wireless Local Loop (FWA – Fixed Wireless Access)
- WME – Wireless Multimedia Extensions
- WMM – Wi-Fi Multimedia
- WPA – Wi-Fi Protected Access
- WPS – Wi-Fi Protected Setup
- WWW – Word Wide Web

### Protokoly

Vrstvy TCP/IP zajišťující přenos mezi dvěma hostiteli prostřednictvím dvou routerů.

Schéma zapouzdření aplikačních dat na vrstvách TCP/IP.

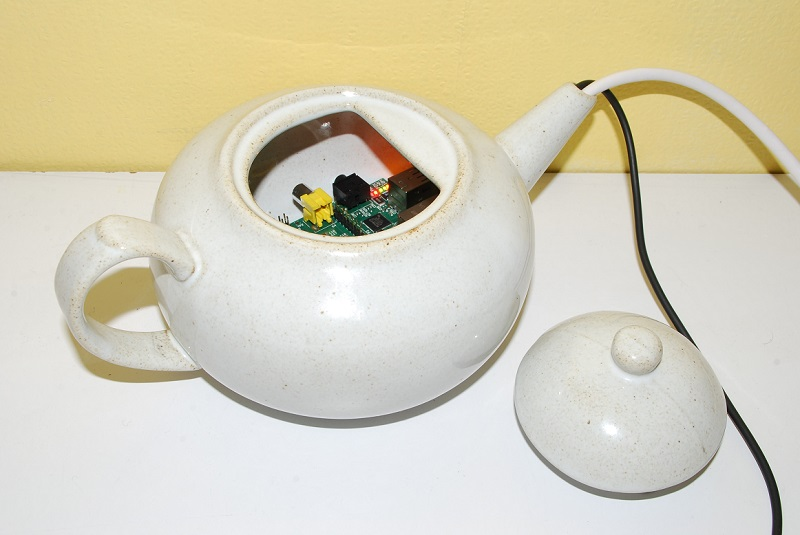
Realizace HTCPCP na adrese http://error418.org/.

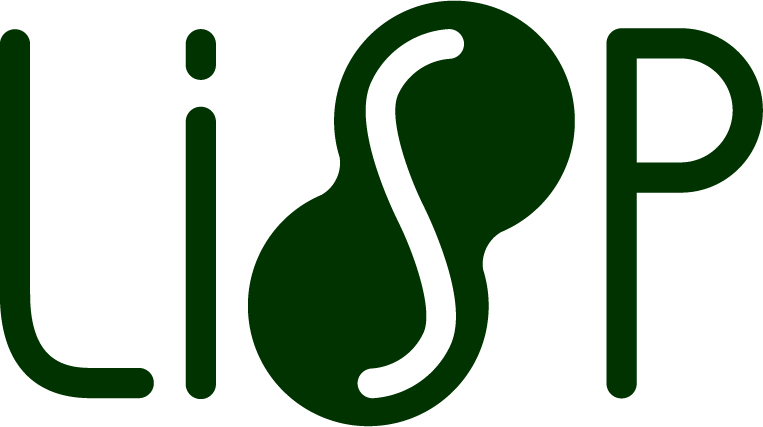
Logo protokolu Locator/Identifier Separation Protocol (LISP).

Protokol je v informatice konvence nebo standard, podle kterého probíhá elektronická komunikace a přenos dat mezi dvěma koncovými body (realizované nejčastěji počítači).
- AAA – Authentication, Authorization and Accounting Protocol
- ACN – Architecture for Control Networks
- AFP – Apple Filing Protocol
- ALCAP – Access Link Control Application Part
- ALSP – Aggregate Level Simulation Protocol
- AMQP – Advanced Message Queuing Protocol
- ARP – Address Resolution Protocol
- BEEP – Blocks Extensible Exchange Protocol BEEP (info, česky)
- BGP – Border Gateway Protocol
- BOOTP – Bootstrap Protocol
- BSDP – Boot Service Discovery Protocol
- CAP – CAMEL Application Part
- CGI – Common Gateway Interface
- CSLIP – Compressed Serial Line Internet Protocol(Serial Line Interface Protocol)
- CSP – Cubesat Space Protocol
- DAP – Directory Access Protocol DAP (info, česky)
- DCCP – Datagram Congestion Control Protocol
- DDP – Distributed Data Protocol
- DHCP – Dynamic Host Configuration Protocol
- DSNP – Distributed Social Networking Protocol
- ECN – Explicit Congestion Notification
- EGP – Exterior Gateway Protocol EGP (info, česky)
- EIGRP – Enhanced Interior Gateway Routing Protocol
- FTP – File Transfer Protocol
- GGP – Gateway-to-Gateway Protocol
- HDLC – High Level Data Link Control
- HTCPCP – Hyper Text Coffee Pot Control Protocol
  - Hyper Text Coffee Pot Control Protocol (HTCPCP), je vtipný komunikační protokol pro řízení, monitorování a diagnostiku konvice na kávu. To je uvedeno v dokumentu RFC 2324, zveřejněné dne 1. dubna 1998, jako součást aprílového žertu RFC. V rozšíření byl vydán 01.4.2014 jako RFC 7168, na podporu vaření čaje, který je také aprílový žert RFC.
- HTTP – Hypertext Transfer Protocol
- IAX – Inter-Asterisk eXchange
- ICMP – Internet Control Message Protocol
- IGMP-AC – Internet Group Management Protocol with Access Control
- IGMP – Internet Group Management Protocol
- IGP – Interior Gateway Protocol IGP (info, česky)
- IGRP – Interior Gateway Routing Protocol
- IL – Internet Link
- IMAP – Internet Message Access Protocol
- INAP – Intelligent Network Application Protocol
- IOTP – Internet Open Trading Protocol
- IP – Internet Protocol
- IPv4 – Internet Protocol version 4
- IPv6 – Internet Protocol version 6
- IPX/SPX – Sequenced Packet Exchange
- IRC – Internet Relay Chat
- IS-IS – Intermediate System to Intermediate System
- JRMP – Java Remote Method Protocol QPI (info, česky)
- L2TP – Layer 2 Tunneling Protocol
- LDAP – Lightweight Directory Access Protokol
- LISP – Locator Identifier Separation Protocol
- LLC – Logical Link Control
- LLMNR – Link Local Multicast Name Resolution
- LTP – Licklider Transmission Protocol
- MGCP – Media Gateway Control Protocol
- MRCP – Media Resource Control Protocol
- MSP – Message Send Protocol
- MSRP – Message Session Relay Protocol
- MTP – Mail Transfer Protocol
- MTP – Multipurpose Transaction Protocol
- NDP – Neighbor Discovery Protocol
- NETCONF – Network Configuration Protocol
- NFS – Network File System
- NNTP – Network News Transfer Protocol
- NTCIP – National Transportation Communications for Intelligent Transportation System Protocol
- NTP – Network Time Protocol
- OFTP – Odette File Transfer Protocol
- OSP – Open Settlement Protocol
- OSPF – Open Shortest Path First
- PLIP – Parallel Line Internet Protocol
- POP – Post Office Protocol
- PPP – Point-to-Point Protocol
- PPTP – Point-to-Point Tunneling Protocol
- PTP – Precision Time Protocol
- QUIC – Quick UDP Internet Connections
- RADIUS – Remote Authentication Dial In User Service
- RARP – Reverse Address Resolution Protocol
- RDP – Remote Desktop Protocol
- RDT – Real Data Transport
- RFB – Remote Frame Buffer Protocol
- RIP – Routing Information Protocol
- RRCP – Realtek Remote Control Protocol
- RSTP – Rapid Spanning Tree Protocol
- RSVP – Resource Reservation Protocol
- RTCP – RTP Control Protocol
- RTMP – Real Time Messaging Protocol
- RTP – Real-time Transport Protocol
- RTSP – Real Time Streaming Protocol
- RUDP – Reliable User Datagram Protocol
- SAP – Session Announcement Protocol
- SCCP – Signalling Connection Control Part
- SDLC – Synchronous Data Link Control
- SCTP – Stream Control Transmission Protocol
- SDEP – Street events Data Exchange Protocol
- SDP – Session Description Protocol
- SDP – Service Discovery Protocol
- SIMPLE – Session Initiation Protocol for Instant Messaging and Presence Leveraging Extensions
- SIP – Session Initiation Protocol
- SFTP – Secure Shell File Transfer Protocol
- SLIP – Serial Line Internet Protocol(Serial Line Interface Protocol)
- SLP – Service Location Protocol
- SMB – Server Message Block (CIFS – Common Internet File System)
- SMPP – Short Message Peer-to-Peer
- SMTP – Simple Mail Transfer Protocol
- SNMP – Simple Network Management Protocol
- SOAP – Simple Object Access Protocol
- SOCKS – Socket Secure
- SPDY – pronounced SPeeDY
- SPICE – Simple Protocol for Independent Computing Environments
- SRP – Server Routing Protocol
- SSA – Serial Storage Architecture
- SSDP – Simple Service Discovery Protocol
- SSH – Secure Shell
- SSI – Simple Sensor Interface
- SSL – Secure Sockets Layer
- SST – Structured Stream Transport
- SSTP – Simple Symmetric Transport Protocol
- SMB – Server Message Block (CIFS – Common Internet File System)
- SMTP – Simple Mail Transfer Protocol
- SNMP – Simple Network Management Protocol
- STOMP – Streaming (Simple) Text Oriented Message Protocol
- STP – Spanning Tree Protocol
- STUN – Session Traversal Utilities for NAT (Network Address Translator)
- SUP – Simple Update Protocol
- TCP – Transmission Control Protocol
- TCP/IP – Transmission Control Protocol / Internet Protocol
- TDS – Tabular Data Stream
- TIPC – Transparent Inter-process Communication
- TLS/SSL – Transport Layer Security / Secure Sockets Layer
- TURN – Traversal Using Relays around NAT (Network Address Translator)
- UDP – User Datagram Protocol
- UPnP – Universal Plug and Play
- VTP – Venturi Transport Protocol
- WAP – Wireless Application protocol
- WCTP – Wireless Communications Transfer Protocol
- WDP – Wireless Datagram Protocol
- WPAD – Web Proxy Autodiscovery Protocol
- WTCP – Wireless Transmission Control Protocol
- WTLS – Wireless Transport Layer Security
- WTP – Wireless Transaction protocol
- XCAP – XML (Extensible Markup Language) Configuration Access Protocol
- XMPP – Extensible Messaging and Presence Protocol
- XTP – Xpress Transport Protocol

## Soubory, přípony souborů
Přípony souborů jsou od samotného názvu souboru odděleny tečkou, příkladně – Totalcmd .exe. V tomto seznamu tečky uvedeny nejsou. Jejch význam je v určení typu a obsahu souboru.

### Diskové obrazy, zdroje dat, archivy
Diskový obraz je archivní soubor obsahující digitální kopii dat disku. Kromě datových souborů obsahuje obraz také všechna metadata souborového systému, a to včetně boot sektoru, struktur a atributů.

Porovnání programů na vytvoření diskových obrazů
- ADF – Amiga Disk File
- ADZ – Compressed Amiga Disk File
- ASHDISC – Ashampoo Burning Studio Image
- ATR – Atari Disk Image
- B5I/B5T – BlindWrite version 5 Disc Image (Disk Image/Disc Track Information File)
- B6I/B6T – BlindWrite version 6 Disc Image (Disk Image/Disc Track Information File)
- BFI – Blaise Index (Statistics Netherlands) Disc Image (Podpora v MagicISO)
- BIF – Boot Information File
- BIN – Compressed BINary files
- BWA – Blind Write BWA Builder Physical CD Characteristics File (Disk Information File)
- BWI – Blind Write CD/DVD Disc Image file
- BWS – Blind Write Sub code file
- BWT – Blind Write control file
- C2D – Roxio/WinOnCD Disc Image
- CCD – CloneCD Control File
- CDI – DiscJuggler Disc Image file
- CIF – Easy CD Creator Disk Image (Roxio)
- CSO – Compressed ISO Disk Image (PlayStation Portable PSP)
- CUE – Cue Sheet File (CDRWIN Cue Sheet)
- D64/X64 – Commodore 64 Disk Image
- DAA – PowerISO Direct Access Archive
- DCF – Disk Copy Fast Disk Image File
- DMG – Disk Image (Mac OS X)
- DMS – Disk Masher System
- DSK – Disk Image
  - Vzhledem k tomu, že „.dsk“ se používá jako obecná značka pro více typů diskových obrazů, může se stát, že soubor DSK vytvořený v jednom programu, nemusí být kompatibilní s jiným programem.
- E01/L01 – EnCase Image File/EnCase Logical Evidence File
- ECM – Error Code Modeler CD/DVD Disk Image
- FCD – Uncompressed Virtual CD Format Image
- FLP – Floppy Disk Image
- FVD – Fast Virtual Disk
- GBI – gBurner Project File
- GCD – Prassi CD Image (CD Ghost Task)
- GHO – Ghost Disk Image File (backup file)
- GHS – Ghost Disk Image File (backup file)
- GI – Global Image File (Sony CD Extreme)
- IBP – IsoBuster CD/DVD Layout File (Managed Image Information File)
- IBQ – IsoBuster Optical Media Data Container File
- IMG – Apple Macintosh Disk Copy Format (Floppy Disk Image)
- ISO – (ISO 9660) International Organization for Standardization
- ISZ – WinMount Compressed (Zipped) ISO Disk Image
- IV2I – Ghost Disk Image File (backup file)
- MD0/MD1/MD2 – Alcohol Disk Image Segment 1/2 (GEAR CD/DVD Disc Image)
- MDF – Media Descriptor File
- MDS – Media Descriptor Sidecar file
- MDX – Media Data eXtended
- MRIMG – Macrium Reflect Disk Image
- NCD – NTI CD-Maker Disc Image
- NN – Nero CD File List
- NRG – Nero image
- NRI – Nero ISO CD Compilation File
- P01 – Toast CD Image/GEAR CD/DVD Disc Image (MicroStation Modification Resource)
- PDI – InstantCopy Disc Image(PI ProcessBook Display Definition File)
- PQI – PowerQuest Drive Image (PhreeqcI)
- PXI – PlexTools Disc Image (Plextor)
- QCOW/QCOW2 – QEMU (Quick EMUlator) Copy On Write Disk Image/QEMU Copy On Write Version 2 Disk Image
- RMG – Rimage Software Disc Image
- SUB – CloneCD Subchannel Data File
- T64 – Commodore 64 Tape Image File
- TAP – Commodore 64 Cassette Tape Image
- TBI – Windows Disk Image File
- TIB – Acronis True Image Disk Image
- TOAST – Toast CD Disk Image File
- TOC – Brasero Table of Contents File
- UDF – Universal Disk Format
- UIF – Universal Image Format
- V2I – Ghost Disk Drive Image (backup file)
- VC4/VC6/VC8 – Virtual CD Disc Image (version 4, 6, 8)
- VCD – VirtualDrive CD Image File (VisualCADD Drawing File/FarStone)
- VDI – VirtualBox Virtual Disk Image/Virtuo CD Manager Disk Image (VirtualDub Debug Info)
- VFD – Virtual Floppy Disk
- VHD – Virtual Hard Disk
- VMDK – Virtual Machine Disk
- WBT – WinBatch Script
- WIM – Windows Imaging Format

### Fonty, styly písma
Pojem font se využívá především v typografii, kde je definován jako kompletní sada znaků abecedy jedné velikosti a jednotného stylu.
- ABF – Adobe Binary Screen Font
- ACFM – Adobe Composite Font Metrics, Adobe Composite Font Metrics, ACFM (anglicky)
- AFM – Adobe Font Metrics, Adobe Composite Font Metrics, AFM (anglicky)
- AMFM – Adobe Multiple Font Metrics, Adobe Composite Font Metrics, AMFM (anglicky)
- BDF – Bitmap Distribution Format
- BMF – ByteMap Font Format
- CFF – Compact Font Format
- DWF – DECWindows Font
- EOT – Embedded OpenType
- FNT – Bitmapped Font (Graphical Environment Manager)
- FON – Bitmapped Font (Microsoft Windows)
- FOND – Font Description resource (Mac OS)
- MGF – MicroGrafx Font
- MM – Multiple Master
- OCF – Original Composite Font
- OTF – OpenType Font
- PCF – Portable Compiled Font
- PFA – Printer Font ASCII
- PFB – Printer Font Binary
- PFM – Printer Font Metric
- SFD – FontForge spline font database Font
- SNF – Server Normal Format
- TDF – TheDraw Font
- TFM – TeX font metric
- TTF – TrueType Font (TTC)
- WOFF – Web Open Font Format

### Hudební a zvukové soubory, komprese zvuku
- A52 – Dolby Digital AC-3 Compressed
- AAC – Advanced Audio Coding Compressed
- AIF – Audio Interchange Format File
- ATRAC – Adaptive Transform Acoustic Coding
- AU – Sun / NeXT
- DI – Raw CD
- DTS – Digital Theater Systems
- FLAC – Free Lossless Audio Codec Compressed
- M4A – MPEG-4
- M4P – Protected AAC
- MID – MIDI Audio Sequence, soubor formátu SMF
- MKA – Matroska Audio Stream
- MOD – MOD Audio File
- MP1 – MPEG-1 Audio Layer I
- MP2 – MPEG-1 Audio Layer II
- MP3 – MPEG-1 Audio Layer 3
- OGG – Ogg Multimedia Container
- OGM – Ogg Multimedia Container
- OMA – OpenMG
- RA – RealMedia Audio File
- RAM – RealMedia Audio File
- SND – Sun / NeXT Audio File
- SPX – Ogg Speex Audio File
- WAV – Waveform Audio
- WMA – Windows Media Audio File
- WV – WavPack Compressed Audio File

### Komprimované a archivované soubory
- 7-z – 7-Zip
- ACE – Ace Compressed Archive
- ARJ – Archived by Robert Jung
- BZ – BZip Compressed
- BZ2 – BZip2 Compressed
- CAB – Cabinet Compressed
- CPIO – CPIO Compressed
- GZ – GNU Zip Compressed Archive
- JAR – Java Archive
- LHA – LHA Compressed Archive
- LZH – Lempel-Ziv and Haruyasu Compressed Archive
- LZX –
- R00 – WinRAR Archive Partial File
- RAR – Roshal ARchive
- SF – SoundFont
- SFPack – SoundFont Pack
- TAR – Tape Archiver
- TAZ – TAR Compressed Archive
- TBZ – BZip Compressed Tar Archive
- TBZ2 – BZip2 Compressed Tar Archive
- TGZ – GZip Compressed Tar Archive
- XZ – Lossless Data Compression
- Z – Unix Compressed Archive
- ZIP – Zip Compressed Archive

### Microsoft Office
Microsoft Office je sada aplikací od americké firmy Microsoft, určených pro kancelářskou práci.
Access

Microsoft Office Access je nástroj na správu relačních databází.
- ACCDB – Access 2007 Database
- ACCDE – Access 2007 File in execute only mode
- ACCDR – Access 2007 File in runtime mode
- ACCDT – Access Database Template
- DBF – dBase Format
- MDA – Microsoft Access Add-in
- MDB – Microsoft Access Database
- MDW – Access Workgroup File
- MDZ – Access Database Wizard Template

Excel

Microsoft Excel je tabulkový procesor.
- CSV – Comma-Separated Variables
- DIF – Data Interchange Format
- PRN – Printer Text File
- SLK – Symbolic Link Format
- WK1 – Lotus 1-2-3 Spreadheet (WK2, WK3, WK4, WKS)
- WQ1 – Quattro Pro Spreadsheet
- XLA – Excel Add-In File
- XLAM – Microsoft Excel 2007 XML
- XLC – Microsoft Excel Chart
- XLS – Excel Worksheet
- XLSB – Excel Binary Workbook
- XLSM – Excel 2007 Macro-Enabled Spreadsheet
- XLSX – Excel Worksheet
- XLT – Excel Template
- XLTM – Excel 2007 Macro-Enabled Spreadsheet Template
- XLTX – Excel 2007 XML Template
- XLW – Excel Workspace

OneNote

Microsoft OneNote je program pro vytváření poznámek.
- ONE – OneNote Note File
- ONEPKG – OneNote Package
- ONETMP – OneNote Temporary File
- ONETOC – OneNote Table Of Contents (OneNote 2003)
- ONETOC2 – OneNote Table Of Contents (OneNote 2007)

PowerPoint

Microsoft Office PowerPoint je nástroj na tvorbu prezentací.
- POT – PowerPoint Template
- POTM – PowerPoint 2007 Macro-Enabled Presentation Template
- POTX – Power Point Microsoft Office Open XML Format Presentation Template
- PPA – PowerPoint add-in
- PPAM – Power Point Microsoft Office Open XML Format Add-in With Macros
- PPS – PowerPoint Slideshow
- PPSM – PowerPoint 2007 Macro-Enabled Slide Show
- PPSX – Microsoft PowerPoint 2007 XML Show
- PPT – PowerPoint Presentation
- PPTM – PowerPoint 2007 Macro-Enabled XML Presentation
- PPTX – Power Point Microsoft Office Open XML Format Presentation
- SLDM – PowerPoint slide Macro Enabled
- SLDX – PowerPoint slide

Word

Microsoft Word je textový procesor.
- DOC – Word Document
- DOCM – Word Document with Macros Enabled
- DOCX – Microsoft Open XML Word Document
- DOT – Word Document Template
- DOTM – Word Macro-Enabled Document Template
- DOTX – Word Microsoft Office Open XML Format Template
- DOTX – Word Microsoft Office Open XML Format Template
- WPS – Microsoft Works Word Processor Document

### Obrázkové, grafické a animační soubory, soubory ikon a kurzorů
- A64 – Artist 64
- ABS – Optocat
- ACE – Aces200
- ACR – Dicom
- AFX – Auto F/X
- ALS – Alias
- AMI – Amica Paint
- ANI – Animated Mouse Cursor
- ANI – Windows Animated Cursor
- ANV – AirNav
- APX – Photopaint
- ARF – ARF
- ARN – Astronomical Research Network
- ART – Art Director
- ART – Artisan
- ART – Advanced Art Studio
- ART – Pfs Art Publisher
- ATK – Andrew Toolkit raster object
- ATT – AT&T Group 4
- AVS – Stardent AVS X
- B&W – ImageLab
- B16 – PCO
- B3D – B3D (images)
- BFL – BFLI
- BGA – OS/2 Bitmap
- BIE – JBIG
- BLD – MegaPaint
- BLK – Amiga IFF
- BM – X11 Bitmap
- BMC – Embroidery
- BMP – Windows Bitmap
- BMS – Playback Bitmap Sequenc
- BOB – Bob Raytrace
- BPX – Truevision Targa
- BRK – Brooktrout 301
- BRT – Brooktrout 301
- BS – Printfox/Pagefox
- BTN – JustButtons animated bitmap
- BUM – Poser Bump
- BW – Silicon Graphics RGB
- B W – ImageLab
- C4 – Edmics
- CAL – CALS Raster
- CALS – CALS Raster
- CAM – Casio QV-10/100 Camera
- CAN – Canon Navigator Fax
- CAR – NeoBook Cartoon
- CAT – Photomatrix
- CBM – Fuzzy bitmap
- CDR – Corel Draw Bitmap (preview)
- CDU – CDU Paint
- CE – Computer Eyes, Digital Vision
- CE1 – ComputerEyes Raw
- CE2 – ComputerEyes Raw
- CEL – Kiss Cel Raster
- CFT – Optigraphics
- CGM – Computer Graphics Metafile
- CIN – Kodak Cineon
- CIT – Intergraph Format
- CLO – Cloe Ray-Tracer
- CLOE – Cloe Ray-Tracer
- CLP – PC Paint / Pictor Page
- CLP – GoDot
- CMP – Discorp CMP
- CMT – Chinon ES-1000 digital camera
- CMU – CMU Window Manager
- CMX – Corel Metafile Exchange (preview)
- CP8 – CP8 256 Gray Scale
- CPI – Calamus
- CPT – CorelDraw Photopaint
- CR2 – Raw Image
- CRG – Calamus
- CRW – Raw Image File
- CUR – Mouse Cursor Image
- CURSOR – Sun Icon/Cursor
- CUT – Dr Halo
- CVP – Portrait
- DCR – Raw Image File
- DCX – Zsoft Multi-page Paintbrush
- DCX – Zsoft Publisher's Paintbrush
- DIB – Windows Bitmap
- DIS – DKB Ray-Tracer
- DNG – Raw Image
- DRZ – Draz Paint
- DWF – Design Web Format (AutoCAD Drawing)
- DWG – DraWinG (AutoCAD Drawing)
- DXF – AutoCAD Drawing eXchange Format Drawing
- ECW – Enhanced Compressed Wavelet
- EMF – Enhanced Windows Metafile
- F3D – Autodesk Fusion 360 Data
- FSH – EA Sports
- FBM – Fuzzy bitmap
- FIG – XFig Drawing
- FLC – Autodesk Animator
- FLI – Autodesk Animator
- FLIF – Free Lossless Image Format
- FSY – PhotoFantasy
- G3N – Imaging Fax
- GB – Printfox / Pagefox
- GBR – Gimp Brush
- GEM – Digital Research (GEM Paint)
- GEO – GeoPaint
- GG – Koala Paint
- GIF – Graphics Interchange Format
- GIFF – CompuServe GIF
- GM – Autologic
- GM2 – Autologic
- GM4 – Autologic
- GRB – HP-48/49 GROB
- GREY – Raw
- GRO – HP-48/49 GROB
- GRY – Raw
- HDR – Apollo HDRU
- HED – Hi-Eddi
- HPGL – HP Graphics Language
- HPI – Hemera Photo
- HR – TRS 80
- HRZ – Slow Scan Television
- HTA – Hemera Thumbs
- I17 – Pixel Power Collage
- IB7 – Pixel Power Collage
- I18 – Pixel Power Collage
- ICA – IOCA
- ICB – Image Capture Board
- ICNS – Macintosh Icon
- ICO – Windows Icon
- ICON – Sun Icon / Cursor
- IF9 – Pixel Power Collage
- IFF – Explore (TDI) & Maya
- IFF – Amiga IFF
- ILBM – Deluxe Paint, Electronic Arts
- IM – AIM Grey Scale
- IM5 – IM5 (Visilog)
- IMA – AIM Grey Scale
- IMG – Autocad CAD-Camera
- INFO – Amiga icon
- IPH – InterPaint (Hires)
- IPT – InterPaint (Multicolor)
- IRIS – Iris graphic
- IRIS – Silicon Graphics RGB
- ISH – Image Speeder
- ISM – Image System (Multicolor)
- ITG – Intergraph Format
- IVB – Truevision Targa
- J2K – LuraWave JPEG-2000 Format
- J6I – Ricoh Digital Camera
- JBF – PaintShopPro Browser Cache File
- JBG – JBIG
- JFIF – Joint Photographic Experts Group
- JIF – Joint Photographic Experts Group
- JIF – Jeff's Image Format
- JLS – JPEG-LS
- JNG – Jpeg Network Graphics
- JP2 – LuraWave JPEG-2000 Format
- JPC – LuraWave JPEG-2000 Code Stream
- JPE – Joint Photographic Experts Group
- JPEG – Joint Photographic Experts Group
- JPG – Joint Photographic Experts Group
- JPS – Stereo Image
- JPX – LuraWave JPEG-2000 Format
- JTF – Hayes JTFax
- K25 – Kodak DC25 Camera
- KDC – Raw Image File
- KFX – Kofax Group 4
- KOA – Koala Paint
- KPS – IBM Kips
- KQP – Konica Camera
- LBM – Deluxe Paint, Electronic Arts
- LFF – LucasFilm Format
- LIF – Homeworld Texture
- LVP – LView Pro
- LWI – Light Work
- MACP – Mac Paint
- MAG – MAGIchan Graphics
- MBFAVS – Stardent AVS X
- MBFS – Stardent AVS X
- MBM – Psion Serie 5 Bitmap
- MDI – Microsoft Document Imaging
- MDL – Half-Life Model
- MIL – Micro Illustrator Uncompressed
- MNG – Multiple-image Network Graphics
- MPNT – Mac Paint
- MRW – Minolta Raw Image File
- MSK – PaintShopPro Mask
- MSP – Microsoft Paint
- MTV – MTV Ray-Tracer
- MTX – Maw-Ware Textures
- NCD – CoverDesigner
- NCR – NCR
- NCT – CoverDesigner Template
- NEF – Raw Image File
- NEO – Neochrome (ST & TT)
- NGG – Nokia Group Graphics
- NITF – National Imagery Transmission
- NLM – Nokia Logo File
- NOL – Nokia Operator Logo
- OAZ – OAZ Fax
- OCP – Advanced Art Studio
- ODG – ODF Drawing Presentation
- OFX – Olicom Fax
- ORF – Raw Image File
- OTB – Nokia OTA
- P64 – Picasso 64
- P7 – XV Visual Schnauzer
- PAINT – Mac Paint
- PAN – SmoothMove Pan Viewer
- PAT – Gimp Pattern
- PAT – Corel Draw Pattern (preview)
- PBM – Portable Bitmap
- PBT – Micro Dynamics MARS
- PC1 – Degas & Degas Elite
- PC2 – Degas & Degas Elite
- PC3 – Degas & Degas Elite
- PCC – Zsoft Publisher's Paintbrush
- PCD – Kodak Photo CD
- PCL – Page Control Language
- PCT – Mac Pict
- PCT – NIST ihdr
- PCX – Zsoft Paintbrush
- PD – Male MRI
- PDB – Palm Pilot
- PDB – Photo Deluxe
- PDB – TealPaint
- PDD – Photo Deluxe
- PDN – Paint.NET
- PDX – Mayura Draw
- PE4 – Ulead Texture
- PEF – Raw Image File
- PFR – PaintShopPro Frame
- PG – Printfox / Pagefox
- PGC – Portfolio Graphics Compressed
- PGF – Portfolio Graphics
- PGM – Portable Graymap
- PHP – Adobe PhotoParade
- PI – Blazing Paddles
- PI1 – Degas & Degas Elite
- PI2 – Degas & Degas Elite
- PI3 – Degas & Degas Elite
- PI4 – Degas & Degas Elite
- PI5 – Degas & Degas Elite
- PI6 – Degas & Degas Elite
- PIC – Macintosh Quickdraw / Pict
- PIC – PC Paint / Pictor Page
- PIC – Pixar
- PIC – Radiance
- PIC – Rayshade
- PIC – Advanced Art Studio
- PIC – Bio-Rad confocal
- PIC – Psion Serie 3 Bitmap
- PIC – Softimage
- PIC – WinMIPS
- PICIO – Pixar
- PICT – Macintosh Quickdraw / Pict
- PICT2 – Macintosh Quickdraw / Pict
- PIG – Ricoh IS30
- PIX – Alias Image
- PIX – Truevision Targa
- PIX – Vort
- PIX – ESM Software Pix
- PIX – PABX
- PIXAR – Pixar
- PLT – HP Graphics Language
- PM – X11 Pixmap
- PMG – Paint Magic
- PMP – Sony DSC-F1 Cyber-shot
- PNG – Portable Network Graphic
- PNM – Portable Image
- PNT – Mac Paint
- PNTG – Mac Paint
- PP4 – Micrografx Picture Publisher 4.0
- PP5 – Micrografx Picture Publisher 5.0
- PPM – Portable Pixelmap
- PPP – Punk Productions Picture
- PR – Sun Icon / Cursor
- PRC – Picture Gear Pocket
- PRF – Polychrome Recursive Format
- PRI – Prisms
- PSD – Adobe Photoshop
- PSE – IBM Printer Page Segment
- PSF – PhotoStudio File
- PSP – PaintShopPro
- PST – Ulead Pattern
- PWP – Seattle Film Works multi-image
- PXA – Pixia
- PXA – Pegs
- PXB – Pixibox
- PXR – Pixar
- PXS – Pegs
- PZL – Puzzle
- PZP – MGI Photosuite Project
- RAD – Radiance
- RAF – Raw Image File
- RAS – Sun Raster
- RAST – Sun Rasterfile
- RAW – Raw Image File
- RGB – Q0 Image
- RGB – Silicon Graphics RGB
- RGBA – Silicon Graphics RGB
- RGH – ZZ Rough
- RIX – ColoRIX
- RL4 – Windows Bitmap
- RL8 – Windows Bitmap
- RLA – Wavefront Raster
- RLB – Wavefront Raster
- RLC – Image Systems RLC2 Graphic
- RLE – ADEX
- RLE – Intergraph Format
- RLE – Utah raster
- RLE – Windows Bitmap
- RP – Rainbow Painter
- RPBM – Portable Bitmap
- RPGM – Portable Greyscale
- RPM – RunPaint (Multicolor)
- RPNM – Portable Image
- RPPM – Portable Image
- RS – Sun Rasterfile
- RSB – Red Storm
- RVT – Autodesk Revit project
- SAR – Saracen Paint
- SC2 – Msx 2 Screen
- SC? – ColoRIX
- SCI – SciFax
- SCI – ColoRIX
- SCR – Sun Rasterfile
- SCR – ZX Spectrum Standard Screen
- SCT – SciTex Continuous Tone
- SCX – ColoRIX
- SD0 – Dali Raw
- SD1 – Dali Raw
- SD2 – Dali Raw
- SDA – StarDraw Drawing
- SDD – StarDraw Drawing
- SDG – Star Office Gallery
- SDT – SmartDraw 6 Template
- SFW – Seattle Film Works
- SGF – StarWriter Graphics Format
- SGI – Silicon Graphics RGB
- SGV – StarDraw
- SI – Softimage
- SIM – Aurora Image
- SIR – BYU SIR
- SIR – Solitaire Image Recorder
- SJ1 – Sega SJ-1 DIGIO
- SKF – Autodesk SKETCH thumbnail
- SKN – Skantek
- SKP – Autodesk SketchUp component
- SMP – Xionics SMP
- SNA – ZX Spectrum Snapshot
- SPC – Spectrum 512 (Compressed)
- SPS – Spectrum 512 (Smooshed)
- SPU – Spectrum 512
- SR – Sun Rasterfile
- SR2 – Sony Raw Image File
- SRF – Sony Raw Image File
- SSI – SriSun
- SSP – Axialis Screensaver
- ST4 – SBIG CCD camera ST-X
- ST4 – SBIG CCD camera ST-4
- ST5 – SBIG CCD camera ST-X
- ST6 – SBIG CCD camera ST-X
- ST7 – SBIG CCD camera ST-X
- ST8 – SBIG CCD camera ST-X
- STM – PhotoStudio Stamp
- STW – Neopaint Stamp
- STX – SBIG CCD camera ST-X
- SUL – Gfa Raytrace
- SUN – Sun Rasterfile
- SUNIFF – Sun TAAC
- SVG – Scalable Vector Graphics
- SVGZ – GZip Compressed Scalable Vector Graphics
- SYN – Synthetic Universe
- SYNU – Synthetic Universe
- T1 – Male MRI
- T2 – Male MRI
- TAAC – Sun TAAC
- TARGA – Truevision Targa
- TDI – Explore (TDI) & Maya
- TDIM – Digital F/X
- TEX – PaintShopPro Texture
- TG4 – TG4
- TGA – Truevision Targa
- THB – KinuPix Skin
- TIF – Tagged Image File Format
- TIFF – Tagged Image File Format
- TIL – Buttonz & Tilez texture
- TILE – Eclipse
- TIM – TIFF Revision 6
- TN1 – Tiny Image
- TN2 – Tiny Image
- TN3 – Tiny Image
- TNL – Thumbnail
- TTF – Optigraphics Tiled
- TUB – PaintShopPro Picture Tube
- UPI – Ulead PhotoImpact
- URT – Utah raster
- UYVY – YUV 16Bits
- VDA – Video Display Adapter
- VFF – Sun TAAC
- VGA – Windows Bitmap
- VI – Jovian VI
- VIC – Vicar
- VICAR – Vicar
- VID – Vidcom 64
- VIF – Khoros Visualization Image file
- VIF – Verity
- VIFF – Khoros Visualization Image file
- VIT – VITec
- VPB – Quantel VPB
- VST – Vista
- WAD – WAD (Half Life)
- WAL – Quake Texture
- WAP – Wireless Bitmap
- WBC – WebShots
- WBM – Wireless Bitmap
- WBMP – Wireless Bitmap
- WBZ – WebShots
- WFX – WinFAX
- WPG – WordPerfect Graphics
- WRL – VRML2
- X – Stardent AVS X
- X3F – Raw Image
- XAR – Xara
- XBM – X Bitmap
- XCF – Gimp Bitmap
- XIF – Xerox DIFF Image
- XIM – Ximage
- XP0 – SecretPhotos Puzzle
- XPM – X PixMap
- XV – Khoros Visualization Image file
- YUV – YUV 16Bits
- YUV – YUV 4:1:1
- YUV – YUV 4:2:2
- YUV – YUV 4:4:4

### OpenDocument
OpenDocument (ODF), celým názvem OASIS Open Document Format for Office Applications, je otevřený souborový formát určený pro ukládání a výměnu dokumentů vytvořených kancelářskými aplikacemi.

 Dokumenty 
- ODB – OpenDocument Database document
- ODC – OpenDocument Chart document
- ODF – OpenDocument Formula document
- ODG – OpenDocument Graphics document
- ODI – OpenDocument Image document
- ODM – OpenDocument Text Master document
- ODP – OpenDocument Presentation document
- ODS – OpenDocument Spreadsheet document
- ODT – OpenDocument Text document

 Šablony 
- OTC – OpenDocument Chart template
- OTF – OpenDocument Formula template
- OTG – OpenDocument Graphics template
- OTH – OpenDocument Text web
- OTI – OpenDocument Image template
- OTP – OpenDocument Presentation template
- OTS – OpenDocument Spreadsheet template
- OTT – OpenDocument Text template

### Ostatní soubory
- CFG – Configuration File
- CODE – Graal and Related Servers Encrypted Cache
- CONFIG – Configuration File
- DIR – Directory
- EPA – Award Bios Logo
- EXE – Windows Executable File
- IFO – DVD Information File
- LOG – Log File
- LST – DVD Image List
- MANIFEST – Windows Assembly Manifest File
- NFO – Downloaded Program Information
- SHTML – Server Side Includes HTML File
- STM – Server Side Includes HTML File
- TMP – Temporary File
- VCD – Farstone Virtual Drive
- VHD – Virtual Hard Disk

#### Knihovny
- DLL – Dynamic Link Library
- ICL – Icon Library
- LIB – Static Library

#### Nápovědy
- CHM – Compiled Help File
- HLP – Help File Format (Microsoft Windows)

#### Playlisty
Playlist je ve své nejobecnější formě seznam hudebních skladeb, určených k přehrání v multimediálním přehrávači. Ovšem může se jednat i o seznam fotografií, které se mění na ploše monitoru, či při aktivním spořiči obrazovky, nebo o textové dokumenty v prezentaci.
- AIMPPL – AIMP PlayList File
- ASX – Advanced Stream Redirector
- B4S – Winamp Playlist File
- BIO – BioniX Wallpaper Changer
- BNK – Spotify Playlist File
- EPP – Elmedia Player Playlist File
- FPL – Foobar2000 PlayList File
- KPL – The KMPlayer Play List File (Kalliope PlayList File, Kazaa Playlist File)
- M3U – MP3 Playlist File
- MLS – CrystalPlayer Playlist File
- MMP – MixMeister Playlist File (Multimedia Player Movie Clip)
- MPD – Filelist Creator Playlist File
- MPCPL – Media Player Classic Playlist File
- MPL – AVCHD (Advanced Video Coding High Definition) Playlist File
- MPLS – Blu-ray Movie Playlist File
- NPL – Nokia Playlist File
- PLA – Sansa Playlist File
- PLS – Playlist File
- PLST – SmartMusic Playlist File
- PMPL – PSBMusic Playlist File
- pro4pl – ProPresenter Playlist File
- pro4plx – ProPresenter Playlist Bundle
- pro5pl – ProPresenter Playlist File
- pro5plx – ProPresenter Playlist Bundle
- SMIL – Synchronized Multimedia Integration Language
- VLC – VLC Media Player Playlist File
- VPL – TeX Virtual Property List Playlist File
- WPL – Windows Media Player Playlist File
- XPL – HDi (dříve iHD) Playlist File
- XSPF – XML (Extensible Markup Language) Shareable Playlist Format
- ZPL – Formát využívaný přehrávači Creative Zen Media Players, Zoom Player a Zune Media Player

#### Titulky
- IDX – DVD Subtitles File
- SMI – Microsoft SAMI
- SRT – SubRip Subtitles File
- SSA – SubStation Alpha (ASS)
- SUB – MicroDVD Subtitles File

#### Programování
- ASAX – ASP.Net Open XML Configuration File
- ASP – Active Server Page Source File
- ASPX – ASP.Net Open XML Source File
- AU3 – AutoIt Script
- BSH – Bash Shell Script
- C – C Source File
- CGI – Perl Source File
- CPP – C++ Source File
- CS – C♯ Source File
- CSH – Unix Shell Script (C shell)
- CSPROJ – C♯ Project File
- CXX – C++ Source File
- H – C Header File
- HPP – C++ Header File
- HTA – HTML Application
- HTM – HyperText Markup
- JAVA – JAVA Source File
- JS – JavaScript Source File
- JSP – JavaServer Pages Source File
- KSH – Unix Shell Script (Korn shell)
- LSP – AutoLISP, VisualLISP, CommonLISP
- PM – Perl Module
- RC – C++ Resource Compiler Script
- SH – Unix Shell Script

### Textové soubory
- ABW – AbiWord Document
- DJV – DjVu Document
- DJVU – DjVu Document
- DOC – Corel WordPerfect Document
- HWP – Hangul Word Processor Document
- OOXML – Office Open XML (Extensible Markup Language)
- PDB – Palm AportisDoc Document
- PDF – Portable Document Format Document
- PSW – Pocket Word Document
- RTF – Rich Text Format Document
- SDW – StarWriter Document
- SGL – StarWriter Master Document
- SXW – OpenOffice.org 1.0 Text Document
- TXT – Text Document
- WPD – WordPerfect Document

### Video soubory, kontejnery
- ASF – Advanced Systems Format (Advanced Streaming Format, Active Streaming Format)
- AVI – Audio Video Interleave
- BIK – Bink Video
- BIN – Binary DVD Video
- DAT – VCD Video
- DIVX – DivX Movie
- DV – Digital Video
- EVO – Enhanced VOB
- FLV – Flash Video
- M1V – MPEG-1 Video
- M2TS – MPEG-2 Transport Stream
- M2V – MPEG-2
- M4V – MPEG-4
- MKV – Matroska Video Stream
- MOV – Apple QuickTime Movie
- MP4 – MPEG-4 Part 14 Multimedia Container
- MPEG – Motion Pictures Experts Group
- MPEG1 – Motion Pictures Experts Group-1
- MPEG2 – Motion Pictures Experts Group-2
- MPEG4 – Motion Pictures Experts Group-4
- MPG – Motion Pictures Experts Group
- MTS – AVCHD (Advanced Video Coding High Definition)
- RIFF – Resource Interchange File Format
- RM – RealMedia Streaming Media File
- RMVB – RealMedia Variable Bitrate Media File
- SWF – Adobe Flash Movie
- VOB – DVD Video Object
- WMV – Windows Media Video

## Technologie

RAID 6.

- ECC – Error Checking and Correcting
- JRMI – Java Remote Method Invocation
- MMX – MultiMedia eXtensions
- NMOS – Negative Metal Oxid Semiconductor
- OCR – Optical Character Recognition
- PMOS – Positive Metal Oxid Semiconductor
- PnP – Plug and Play
- RAID – Redundant Array of Independent Disks
- SIMD – Single Instruction Multiple Data
- SMS – System Management Software

## Výrobci, firmy, ostatní
- ALR – ALR (anglicky)
- AMD – Advanced Micro Devices

Logo společnosti AMD.

Logo společnosti HTC.

Logo společnosti IBM.

Logo společnosti NEC.

- AMI – American Megatrends Incorporated
- ATI – Array Technologies Incorporated
- AT&T – American Telephone and Telegraph
- BenQ – Bringing Enjoyment N Quality to life
- C&T – Chips and Technologies
- CDP – Columbia Data Products
- DEC – Digital Equipment Corporation
- EA – Electronic Arts
- HP – Hewlett Packard
- HTC – High Tech Computer Corporation
- IBM – International Business Machines Corporation
- LG – Lucky Goldstar (Life's Good)
- MSI – Micro Star International
- NEC – Nippon Electric Company
- OEM – Original Equipment Manufacturer
- OSTA – Optical Storage Technology Association
- PQI – Power Quotient International
- QNAP – QNAP (anglicky)
- SE – SonyEricsson
- Silicon Graphics – Silicon Graphics
- SiS – Silicon Integrated Systems
- TDK – Tokyo Denkikagaku Kogyo
- TI – Texas Instruments
- UMC – United Microelectronics Corporation
- WD – Western Digital

## Základní desky

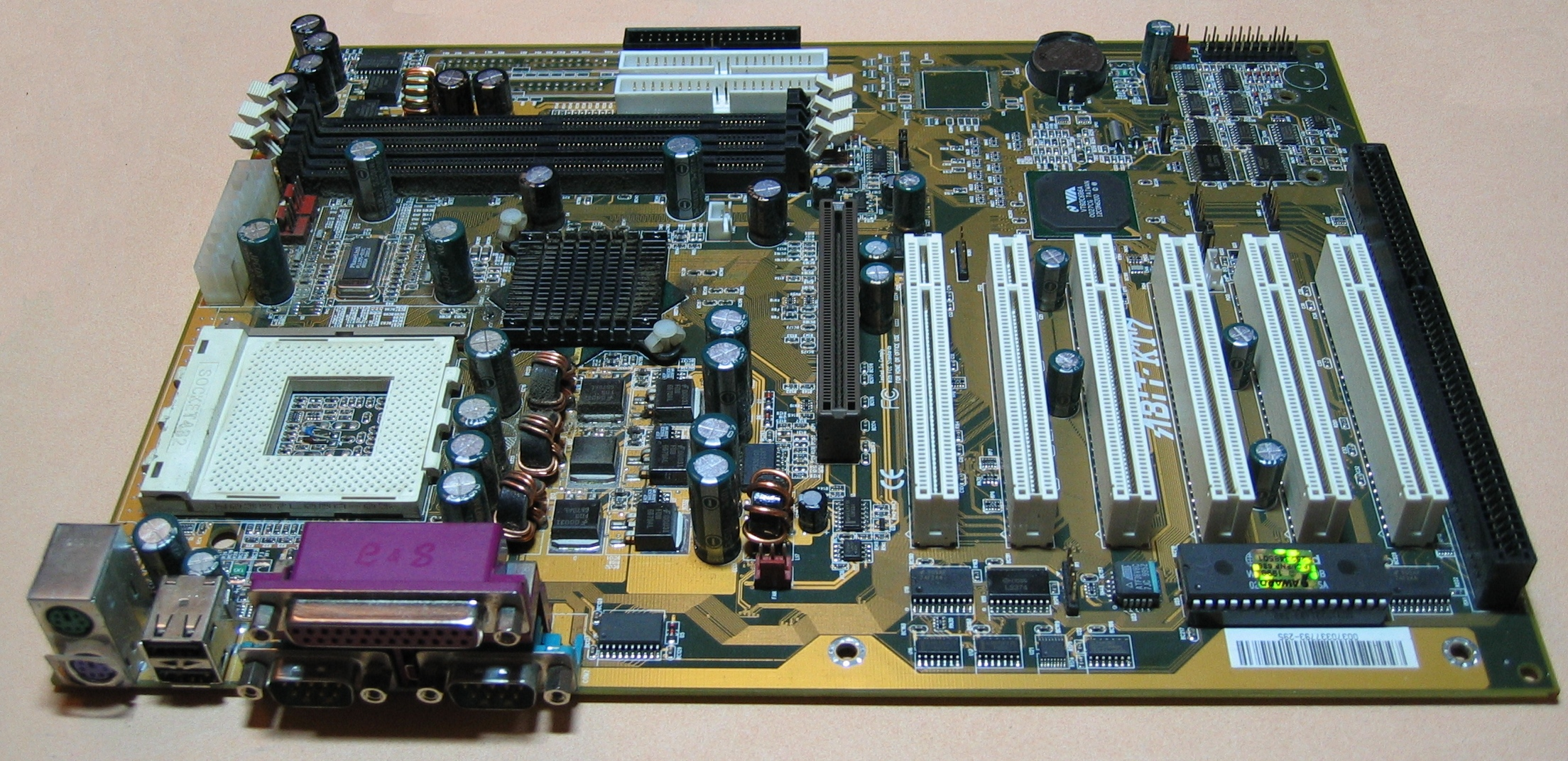
Formát základních desek ATX se stal pro své výhody oproti předchozímu formátu AT velmi populárním.

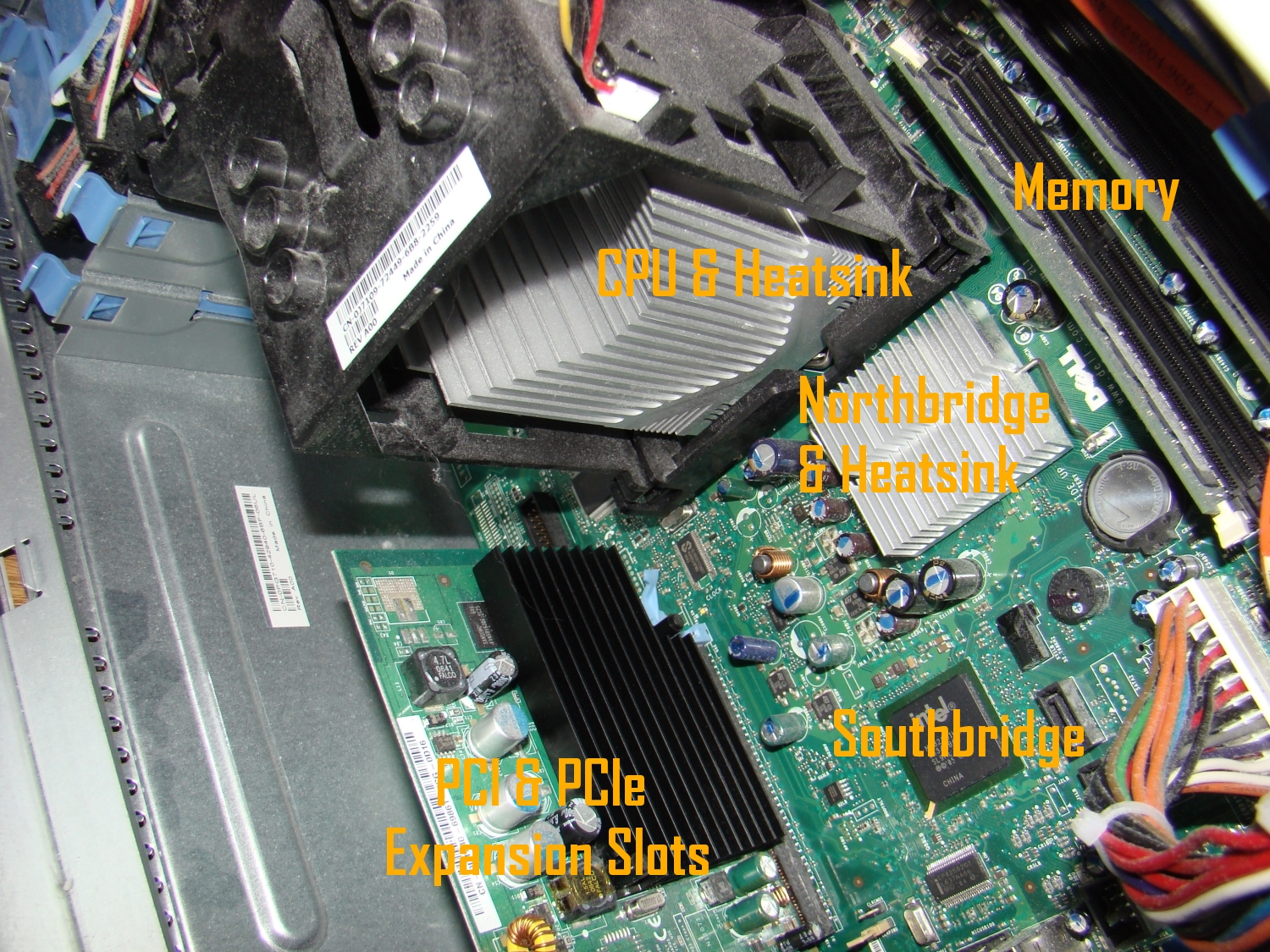
Základní deska form factoru BTX v počítači Dell Dimension E520.

Základní deska (anglicky mainboard či motherboard) představuje základní hardware většiny počítačů. Hlavním účelem základní desky je propojit jednotlivé součástky počítače do fungujícího celku a poskytnout jim elektrické napájení.
- AT – Advanced Technology
- ATX – Advanced Technology Extended
- BTX – Balanced Technology Extended
- CEB – Compact Electronics Bay
- DTX – ?
- ETX – Embedded Technology eXtended
- LPX – Low Profile eXtension
- MB – Mother Board
- MEB – Midrange Electronics Bay
- NLX – New Low Profile Extended
- SMARC – Smart Mobility ARChitecture
- SSI CEB – Server System Infrastructure Compact Electronics Bay Specification
- SSI EEB – Server System Infrastructure Enterprise Electronics Bay
- SSI TEB – Server System Infrastructure Thin Electronics Bay
- SWTX – Server / Workstation Technology eXtended
- WTX – Workstation Technology Extended

## Zařízení
- ATM – Automated Teller Machine

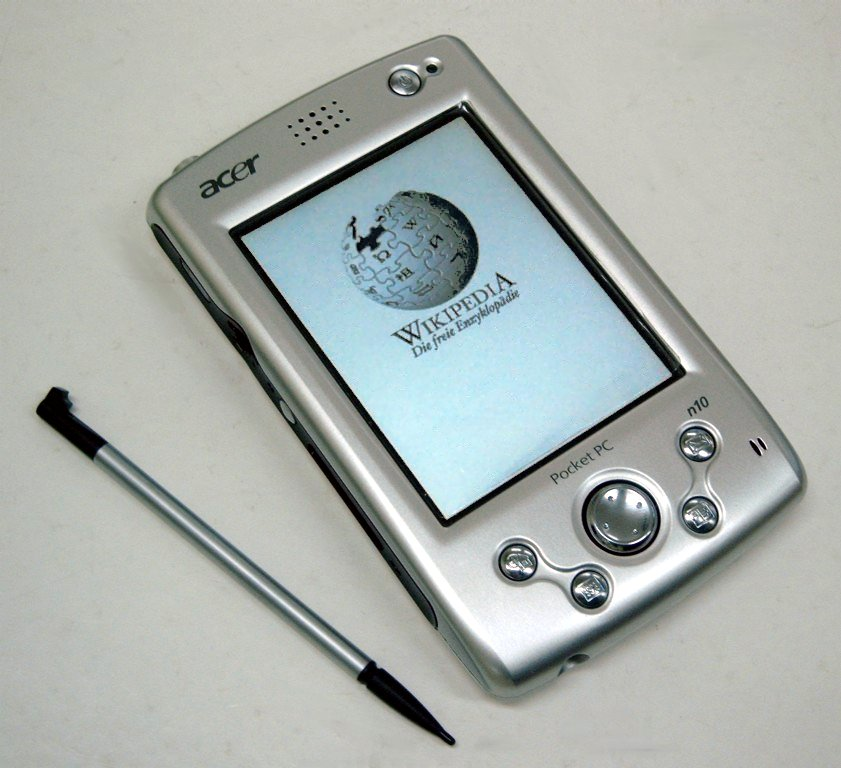
PDA Acer n10.

- COM – Computer On Module (SOM System on Module)
- Ebook – Electronic Book
- EDA – Enterprise Digital Assistant
- HSM – Hardware Security Module
- HTPC – Home Theater Personal Computer
- NTB – Note Book
- PC – Personal Computer
- PDA – Personal Digital Assistant
- PNA – Personal Navigation Assistant
- PND – Personal Navigation Device / Portable Navigation Device
- PSP – PlayStation Portable
- SBC – Single Board Computer

### Vstupní a výstupní zařízení, hardware
- Hw – Hardware
- I/O – Input/Output
- NIC – Network Interface Controller

## Zdroje využívané zařízeními
- IRQ – Interrupt Request
- DMA – Direct Memory Access